# Pieterskerk (Leiden)

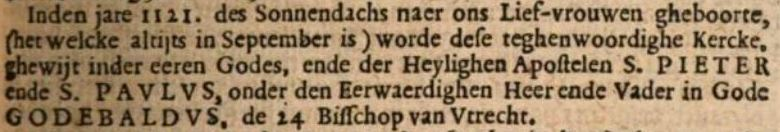
J.J. Orlers: 'Beschrijvinge der Stad Leyden' (1614), p. 67

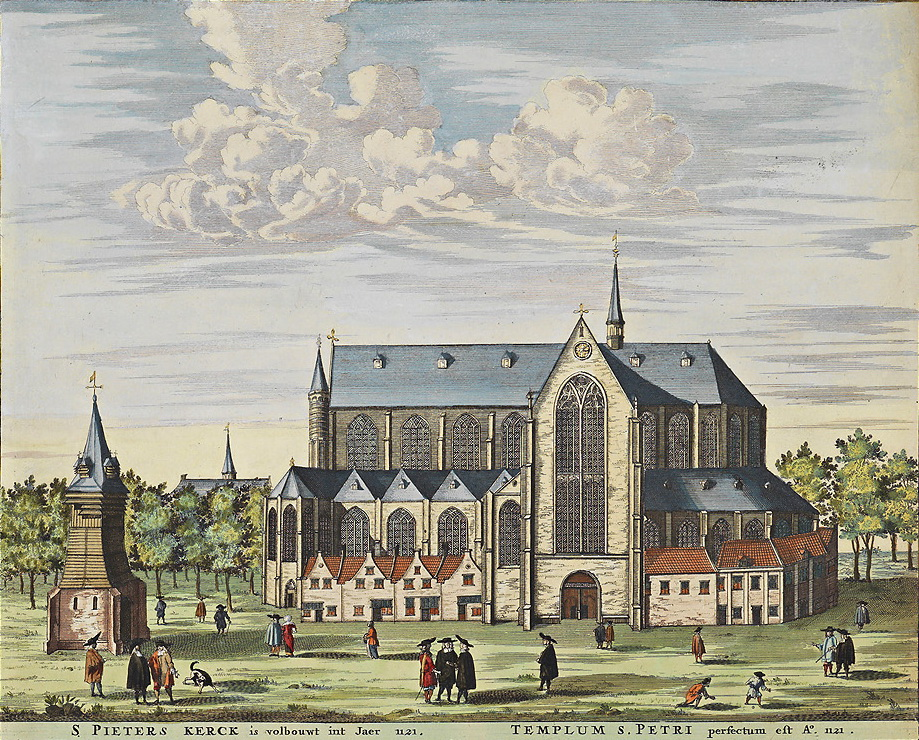
Pieterskerk in de Atlas de Wit, 1698

De Pieterskerk is een laatgotische kerk in de Nederlandse stad Leiden. Van oudsher is het de hoofdkerk van die stad.
Aan de patroonheilige, Sint-Pieter, tot wie Jezus in het Evangelie volgens Matteüs zegt "Ik zal u de sleutels geven van het Koninkrijk der hemelen (..)" heeft de stad haar wapen te danken, alsmede haar bijnaam Sleutelstad.
In 1121 werd een kapel voor de graven van Holland gewijd aan de heiligen Petrus en Paulus. In haar huidige vorm kwam de Pieterskerk gedurende ongeveer 180 jaar vanaf 1390 tot stand. Het gebouw werd in 1971 als kerk buiten gebruik gesteld en in 1976 overgedragen aan een particuliere stichting. Sinds een ingrijpende restauratie, die tussen 1978 en 1982 plaatsvond, wordt de Pieterskerk voor allerlei evenementen verhuurd. Tussen 2001 en 2010 vond opnieuw een ingrijpende restauratie plaats.

## Afmetingen interieur

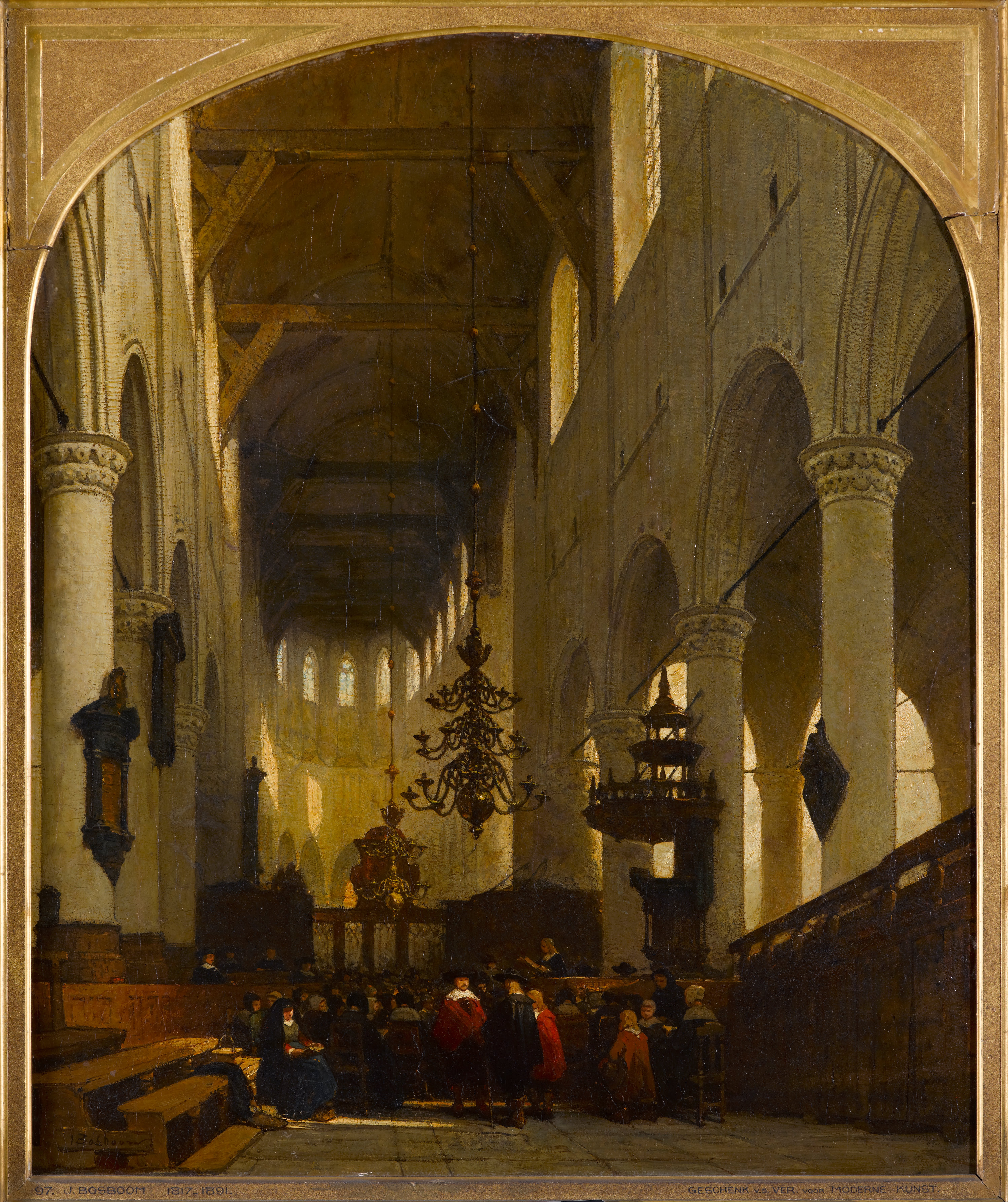
Pieterskerk door Johannes Bosboom (Collectie Kunstmuseum Den Haag)

De inwendige maten van de Pieterskerk:
| Grootste lengte                             | 81 meter    |
| Breedte schip met zijbeuken                 | 40,40 meter |
| Breedte schip (pilaren hart op hart)        | 11,45 meter |
| Lengte dwarsschip                           | 56,60 meter |
| Breedte middenbeuk dwarsschip               | 10,90 meter |
| Breedte koor met omgang                     | 25,10 meter |
| Breedte van het koor (pilaren hart op hart) | 11,45 meter |
| Hoogte kruin houten tongewelf               | 29 meter    |
| Hoogte sluitstenen kruisgewelven            | 13 meter    |

## Geschiedenis

### Bouwgeschiedenis (1121 - circa 1570)

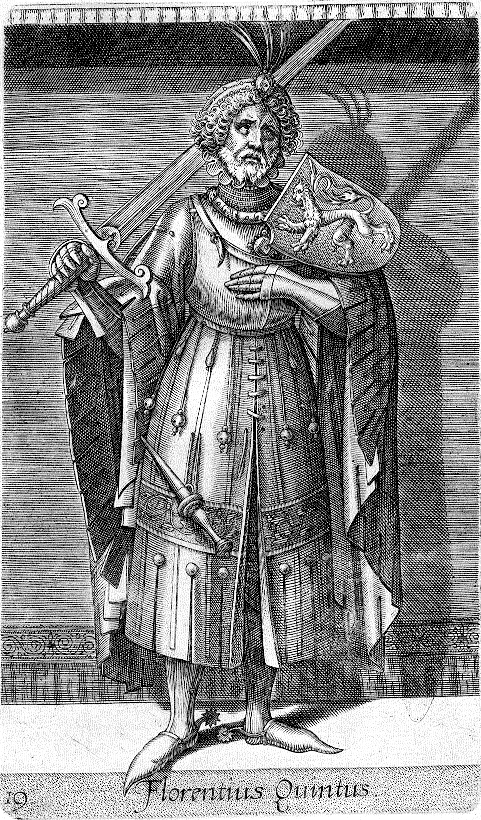
Floris V is gedoopt in de Pieterskerk

De vroegste geschiedenis van de (voorlopers van de huidige) Pieterskerk is allerminst zeker. Aan de huidige kerk gingen wellicht verschillende bouwsels vooraf. Rond 1100 stond op deze plaats de grafelijke kapel van de Graven van Holland. Volgens J.J. Orlers werd in 1121 de kapel gewijd aan de heiligen Petrus en Paulus. De wijding vond plaats door Godebald, de 24e bisschop van Utrecht, op 11 september, de eerste zondag na Maria Geboorte. In deze kapel vond de doop plaats van graaf Floris V. In 1268 verhuisde Floris zijn hof naar het nabijgelegen 's Gravenhage; de kapel werd bestemd als parochiekerk. De commandeur van de ridderlijke Duitse Orde te stede kreeg het patronaatsrecht, dat wil zeggen het recht om de priester van de Pieterskerk te benoemen: tot de alteratie (1572) benoemde hij altijd zichzelf. De 'dienstwoning' van de commandeur, de "commanderij", was waarschijnlijk gevestigd in het pand dat nu met Kloksteeg 25 wordt aangeduid. Het steegje "Commanderijpoort", in de aangrenzende Herensteeg, alsmede de naam "Herensteeg" zelf, herinnert nog hieraan.
Al snel ontstond er behoefte aan een groter gebouw. Er werd een nieuwe kerk gebouwd, die omstreeks 1350 werd voorzien van een toren, bijgenaamd Coningh der Zee, volgens Orlers omdat de schippers op zee de toren als baken gebruikten. De toren kwam in fasen tot stand en werd uiteindelijk ca. 70 meter hoog.
Vanaf 1390 werd de kerk geleidelijk vervangen door de huidige kerk. In 1391 werd Rutger van Kampen als loodsmeester aangesteld, die aan het hoofd stond van de bouwloods van de Bovenkerk te Kampen. Hij was een zoon van Michael van Keulen. Onder zijn leiding kwam allereerst een nieuw koor tot stand. Dit koor werd om het oude heen gebouwd, zodat tijdens de bouwperiode de diensten konden doorgaan.
In 1412 kwam dit deel van de kerk gereed. Bouwmeester Rutger was toen al overleden en opgevolgd door Aernt van de Dom, die was verbonden aan de bouwloods van de Utrechtse Dom. De wisseling van bouwheer is in de kerk nog goed waar te nemen, onder andere aan de aansluiting van de kapitelen op de scheibogen in het koor. Onder leiding van meester Aernt werd het schip met zijbeuken gebouwd. Deze zijbeuken werden na 1465 onder leiding van Evert Spoorwater in breedte verdubbeld. Bij die gelegenheid is de binnenste zijbeuk iets vergroot (zie de foto hieronder, uit 2008).

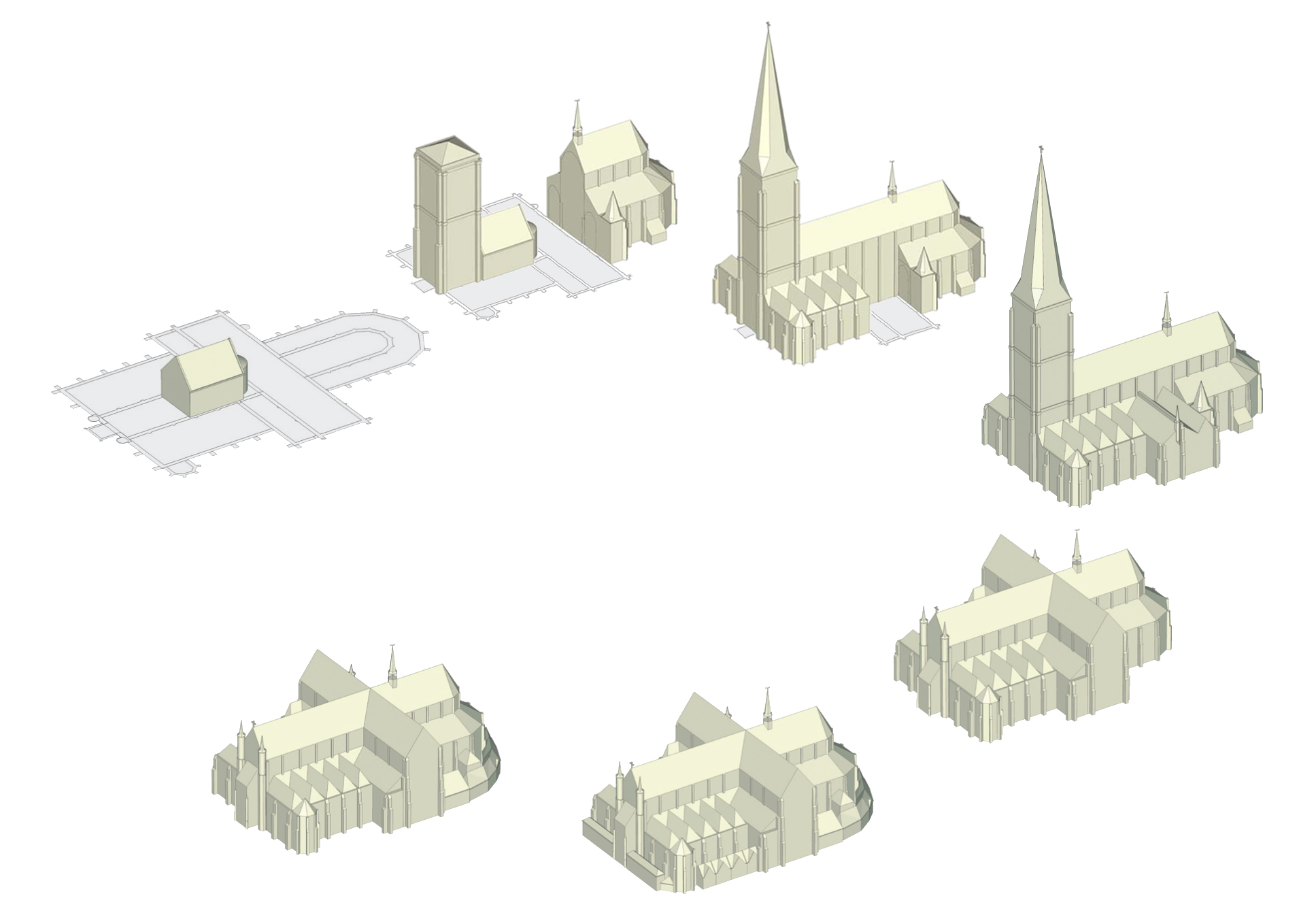
Bouwstadia van de Pieterskerk

De Pieterskerk Leiden voor 1512 (anoniem schilderij)

Inmiddels was men aan de bouw van het hoge transept begonnen. Nadat in de nacht van 4 op 5 maart 1512 de toren was ingestort, werd het schip verlengd tot aan de huidige westgevel van de kerk; de pilaren en bijbehorende bogen uit het transept werden verplaatst naar de plek waar de toren had gestaan. Met de sloop van de oostmuur van de toren werd dit proces pas na 1540 voltooid. Het transept werd voltooid in 1565 (het jaartal is vermeld op de nokbalk van het zuidtransept), hoewel de aanzet van de oorspronkelijke bogen in het schip zijn gehandhaafd. Bij de laatste restauratie (2001-2010) is geconstateerd dat de oorspronkelijke trekbalk (circa 1425), die tot de instorting van de toren ter hoogte van het dwarsschip in het schip lag, is hergebruikt als nokbalk van het noordtransept.
Oorspronkelijk was het Spoorwaters bedoeling om het koor van een kapellenkrans te voorzien. Daartoe werden de pilaren op de hoeken van de kooromgang met het dwarsschip al in de toekomstige vorm uitgevoerd en ook de scheibogen tussen het transept en de eerste travee van de nieuwe kooromgang werden al aangebracht (zie de foto hieronder) – aan de noordzijde van het koor is al een fragment van de nieuwe muur aanwezig. In afwachting van de voltooiing werden de openingen van de scheibogen gedicht met baksteen. Ook andere plannen, waartoe de dragende pilaren van de viering zijn verviervoudigd (zie tekening hieronder) en de oostelijke tot bovenaan zijn opgetrokken, werden door de reformatie doorkruist en zijn niet voltooid. Of het hier ging om de kerk te sieren met een lantaarn op de viering, of met een triomfboog aan de ingang van het hoogkoor, is niet zeker.

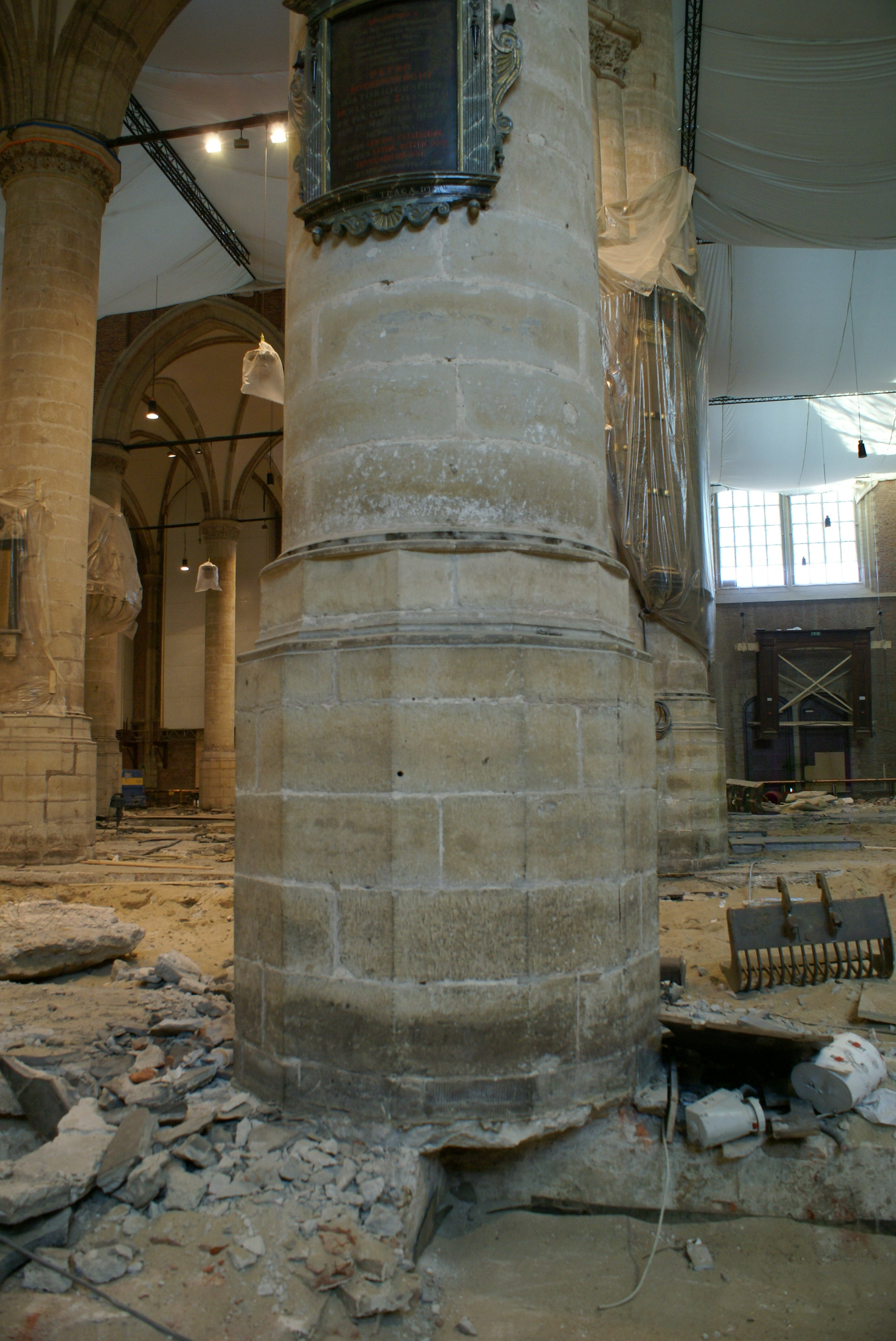
2008: Tijdens de restauratie van de zerken vloer kwam aan het licht dat enkele pilaren niet volledig op de fundamenten rusten. Foto KeyKey Company
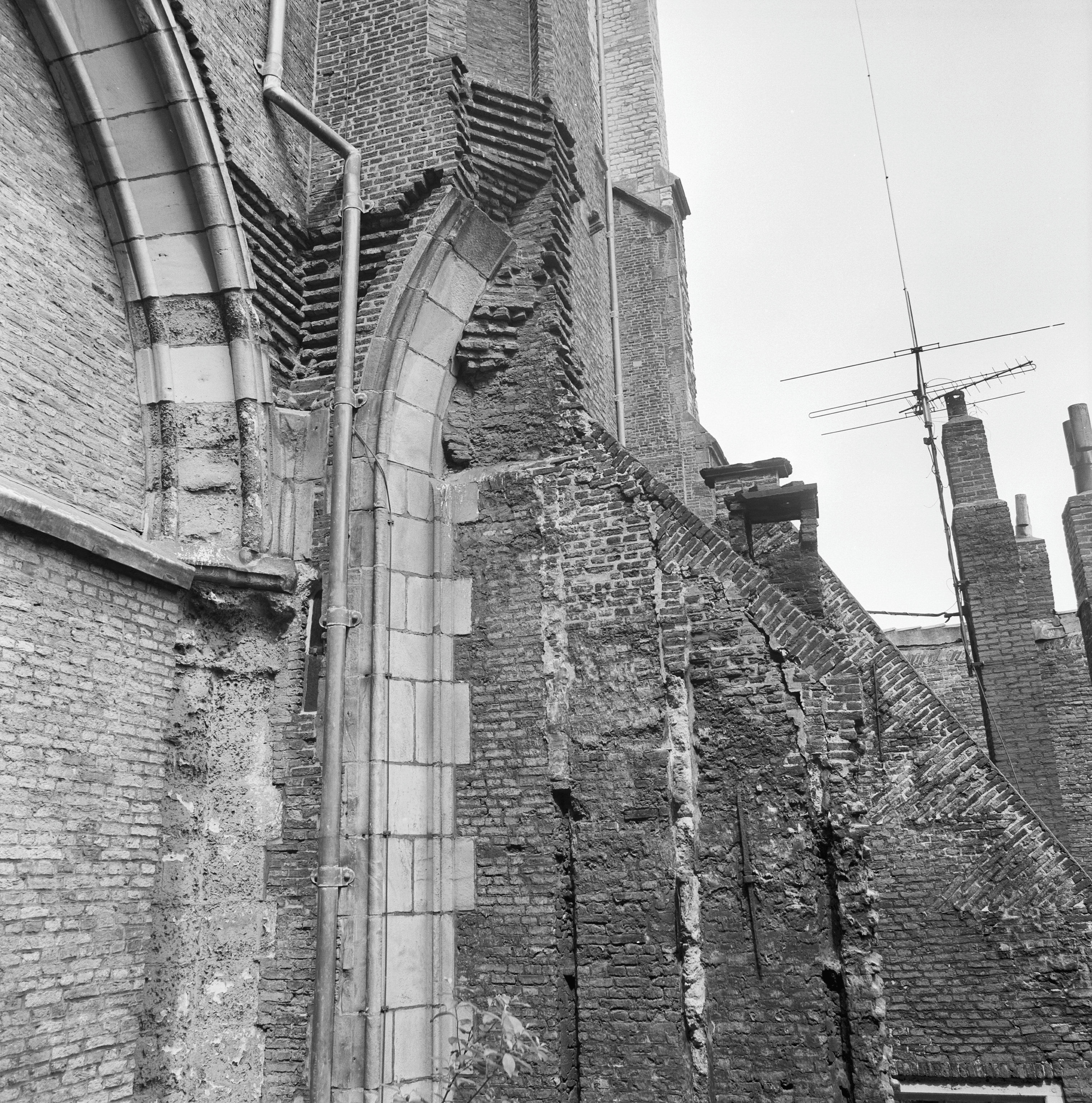
Aanzet oostgevel noord-transept. Foto Gerard Dukker, Rijksdienst voor het Cultureel Erfgoed, 1981
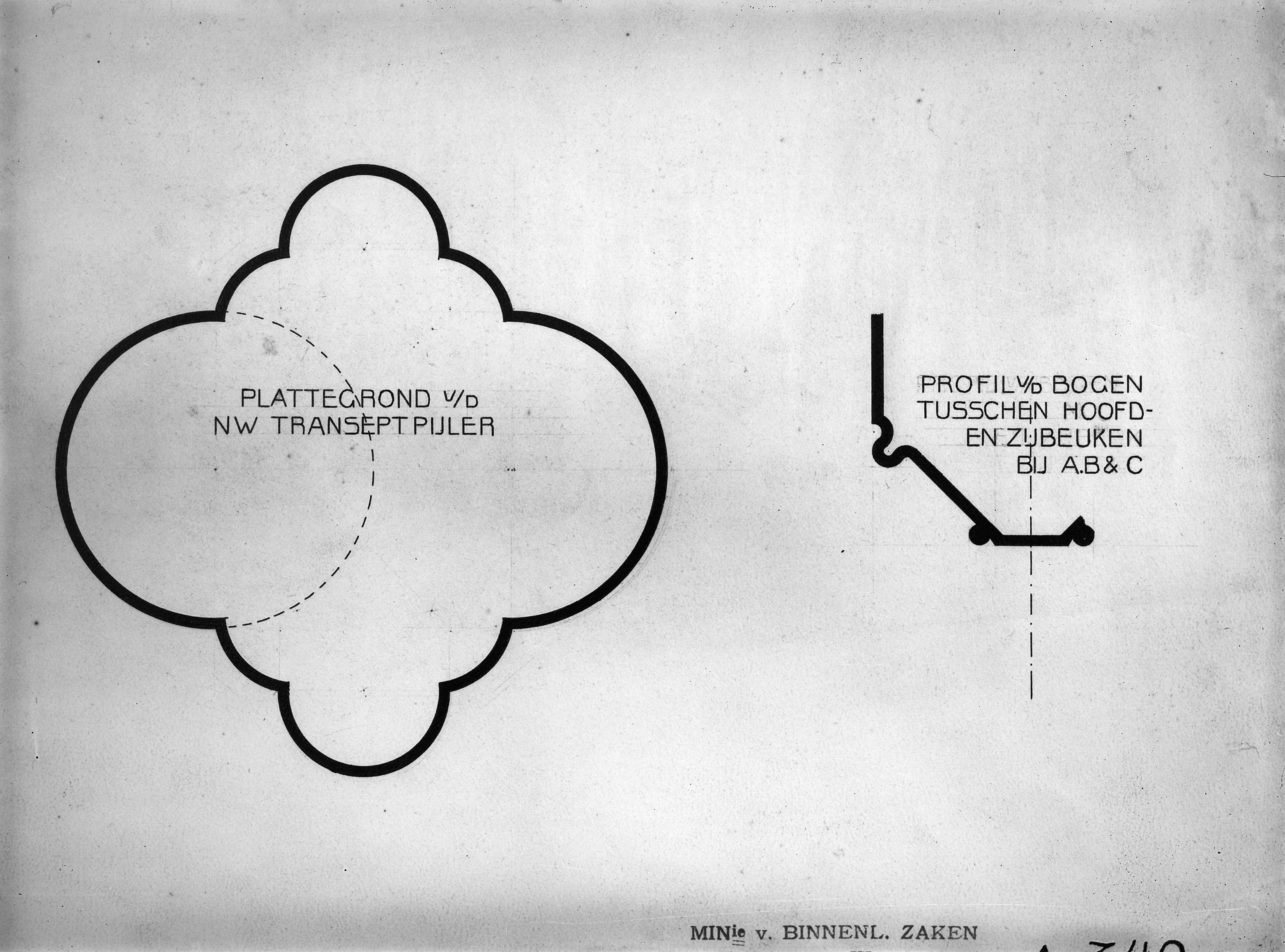
de oorspronkelijke en de verviervoudigde hoekpijler van schip en dwarsschip. Foto RCE, 1932
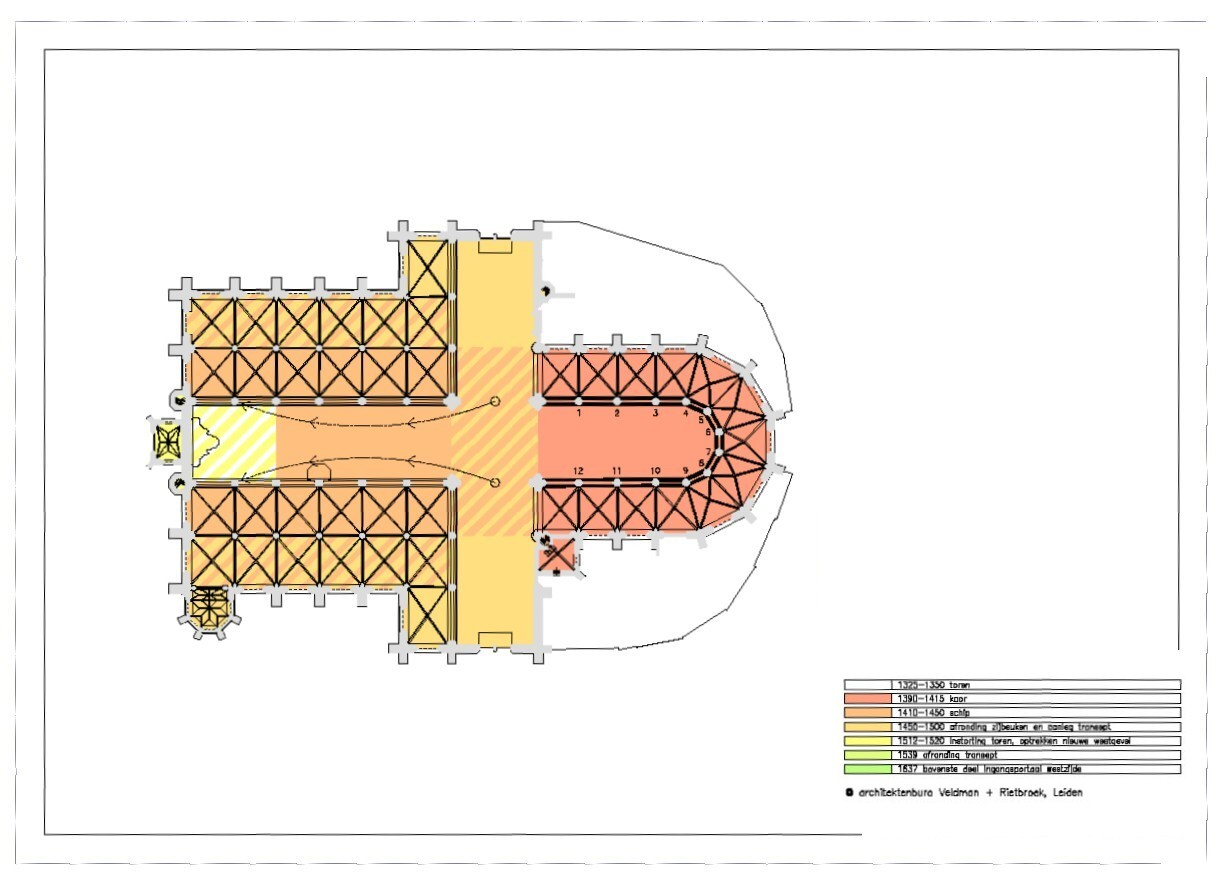
Bouwstadia van de Pieterskerk
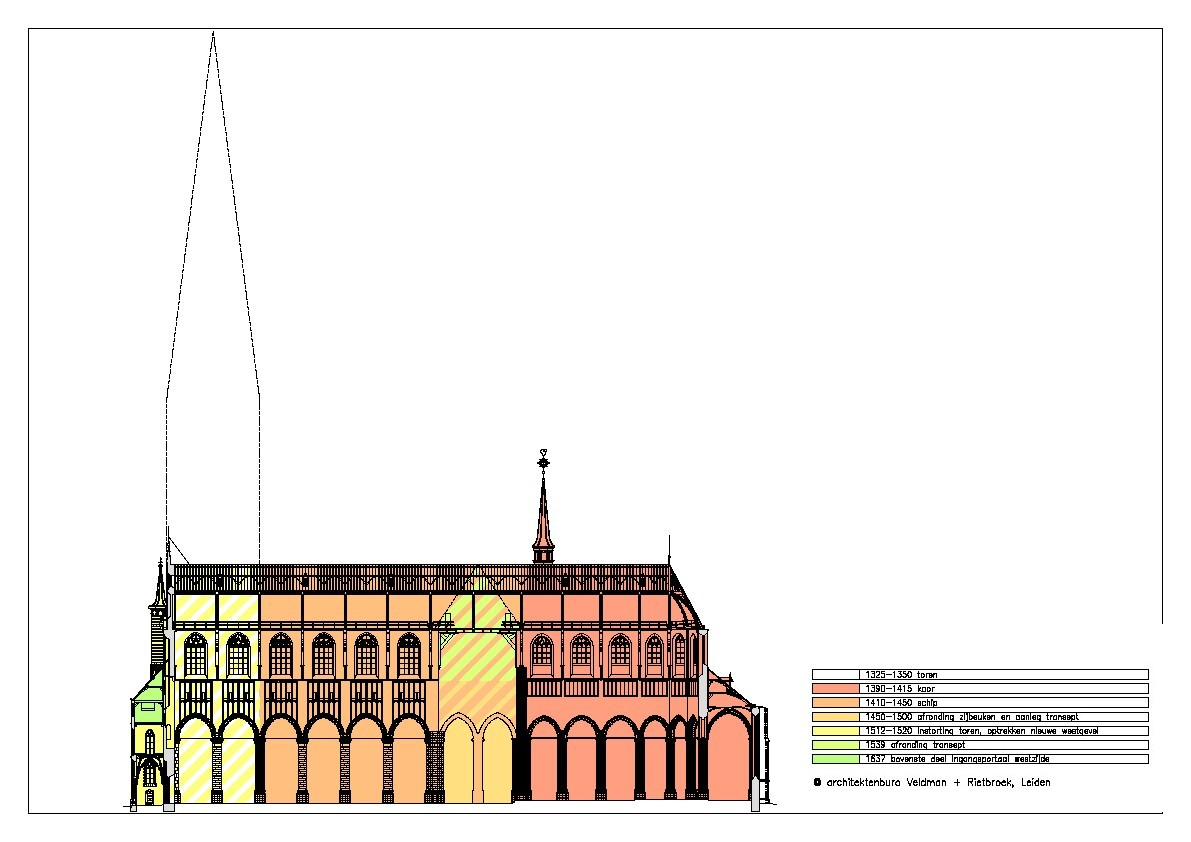
Bouwstadia van de Pieterskerk
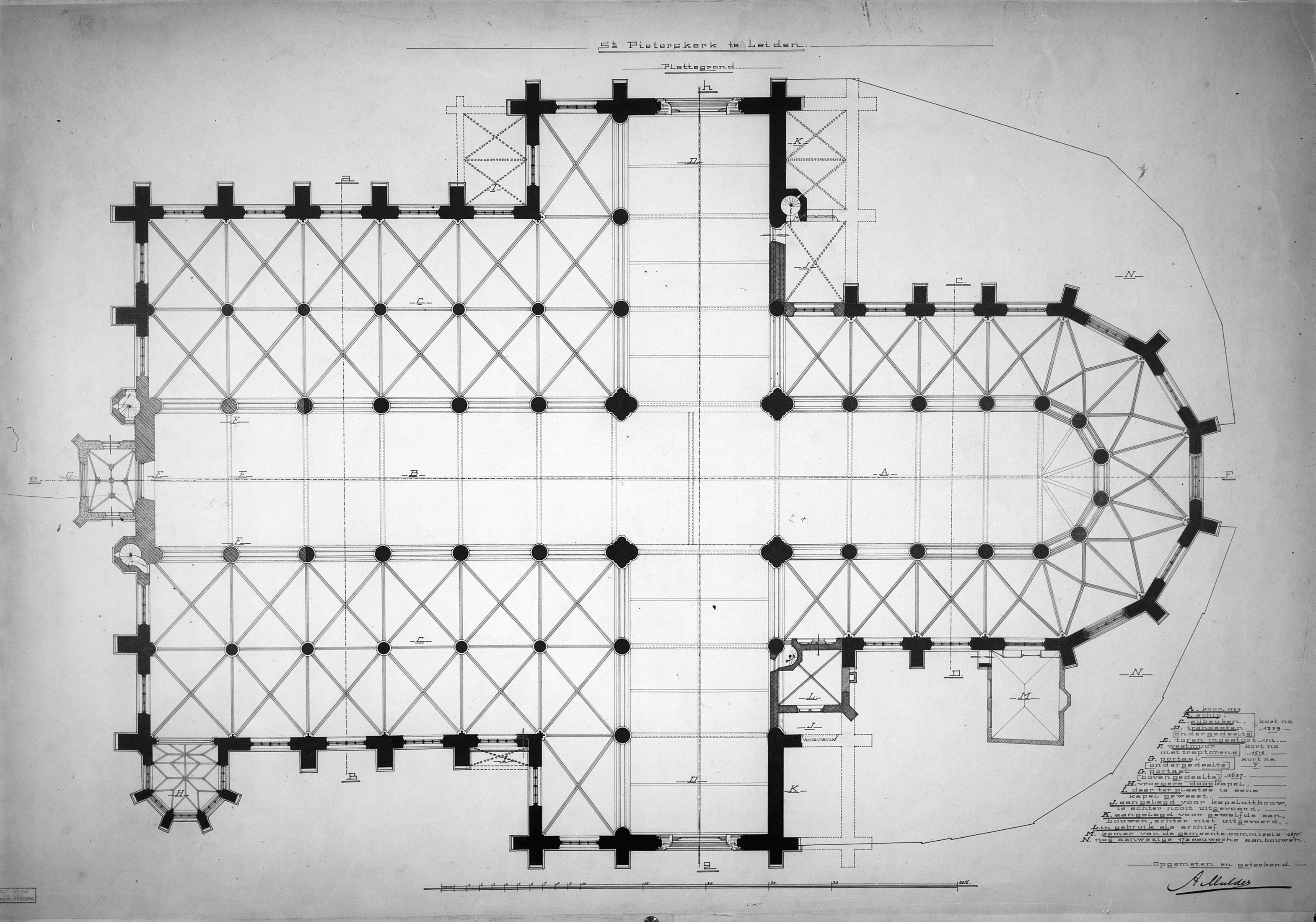
Plattegrond door Mulder, 1932

### BeeldenstormenReformatie

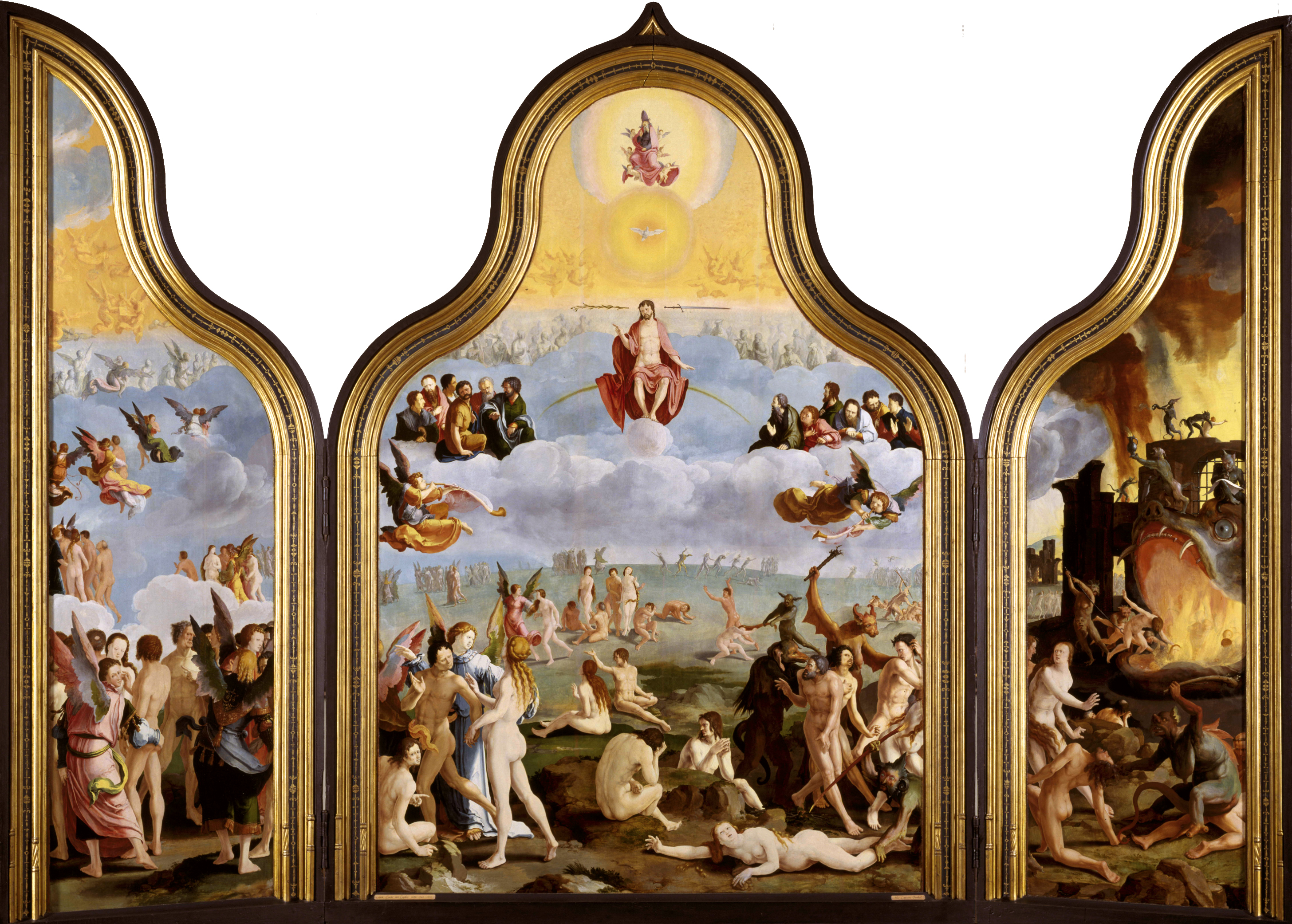
Het Laatste Oordeel van Lucas van Leyden, op het nippertje van de beeldenstorm gered.
(Foto: Stedelijk Museum de Lakenhal)

Op 25 augustus 1566 en enkele dagen daarna werd de Pieterskerk getroffen door de beeldenstorm, waarbij veel vernielingen werden aangericht. Het schilderij Het laatste Oordeel van Lucas van Leyden werd daarbij door burgemeester Isaac Claesz. van Swanenburg op het nippertje gered door het van de beeldenstormers te kopen en naar het Stadhuis te laten overbrengen; thans is het te bewonderen in het Museum De Lakenhal; in de Pieterskerk hangt een kopie.

De veranderingen in en aan de kerk kregen uiteindelijk hun beslag toen de stad in 1572 de zijde van Willem van Oranje koos, en alle kerken in Leiden daarmee in handen van de protestanten kwamen. De Pieterskerk werd op 7 juli van dat jaar gesloten; op 5 oktober werd de eerste protestantse eredienst gevierd. Ook in dat jaar werd nog eens "goed uitgehaalt".

Het interieur werd ingrijpend versoberd en vrijwel alle bouwkundige werkzaamheden werden gestaakt. De bouwperiode van de Pieterskerk kan dan ook in 1572 als voltooid worden beschouwd. Alleen het westportaal van de Pieterskerk werd nog in 1637-1642 verhoogd om plaats te bieden aan de balgenkamer van het orgel. In de 17e eeuw werden er huisjes tegen de kerk aan gebouwd, sommige naar een ontwerp van stadstimmermeester Arent van 's-Gravesande, die tevens de Marekerk ontwierp.

### Buskruitramp (1807)

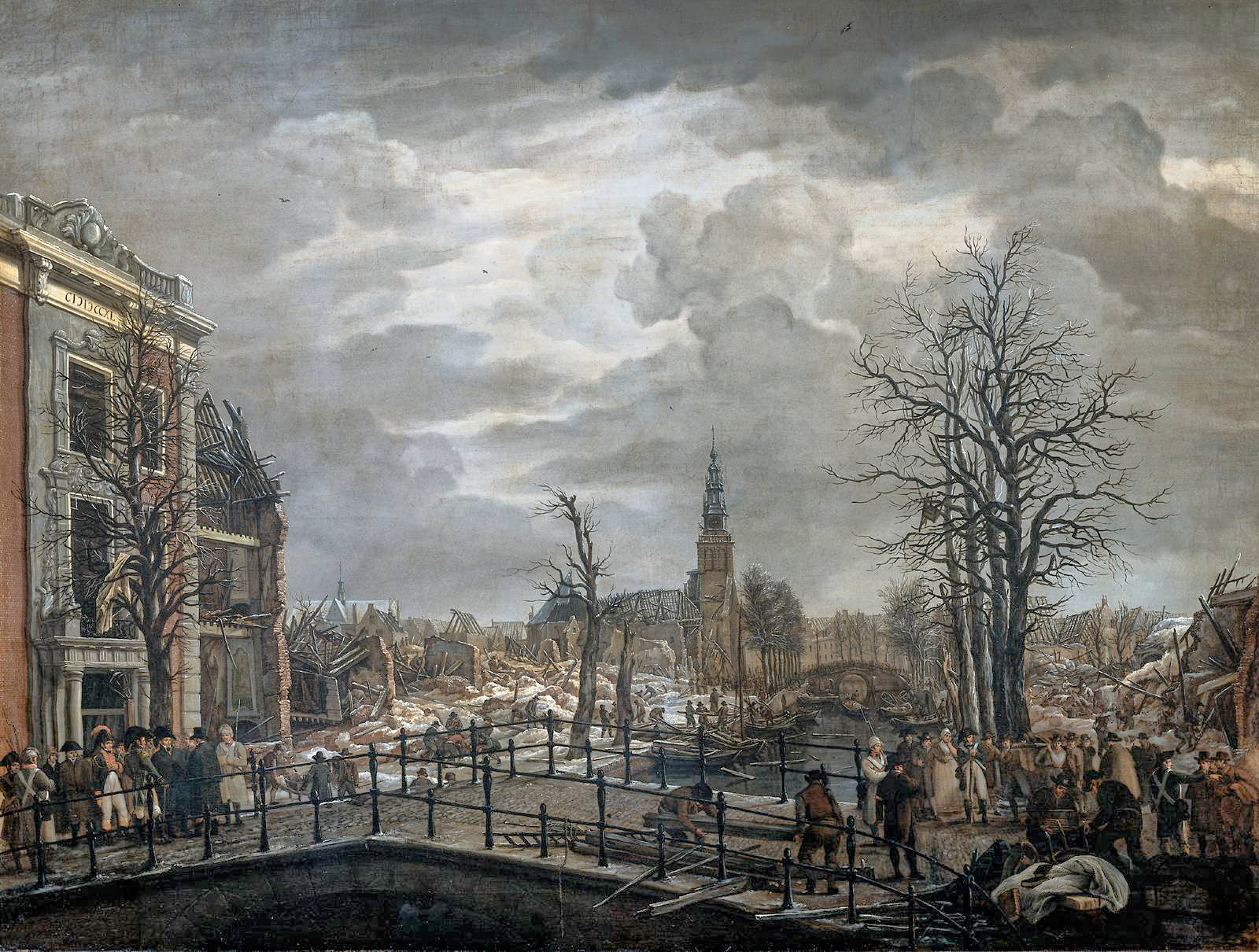
1807: Leiden na de Kruitramp

Bij de ramp met het kruitschip op 12 januari 1807 werd de Pieterskerk ernstig beschadigd: alle glas-in-loodramen waren kapot en de provenierswoningen om de kerk waren ontzet; de windladen en de blaasbalgen van het orgel waren gesprongen. Om geld voor de restauratie van de huisjes te verwerven werden de luiken van het orgel verkocht. Desondanks zijn alleen aan de zijde van het koor de huisjes bewaard gebleven; de overige werden in het derde kwart van de 19e eeuw gesloopt. De wapenschilden van de Kerkmeesteren die voor de restauratie van het orgel zorg hadden gedragen, werden in 1808 onder het hoofdwerk aan het orgel geplaatst.
Na de ramp werden vele noodrestauraties uitgevoerd: zo werden beschadigde ramen met houten kozijnen ingevuld. Op verzoek van koning Lodewijk Napoleon trad Jan Giudici op als architect. 

Vanaf 1862 werd gewerkt aan de restauratie van het westportaal. Tegen 1880 werd een grondige restauratie ingezet; de campagne werd een paar maal verlengd en zou uiteindelijk voortduren tot in de jaren 40 van de 20e eeuw. Geheel in de lijn van Pierre Cuypers, wiens ideeën over restauratie in die tijd leidend waren, werden voor de ramen nieuwe, neogotische ontwerpen gemaakt door de Leidse architect Willem Cornelis Mulder. In die campagne werden in 1923 de nog resterende beschilderingen van het tongewelf en de trekbalken met loog verwijderd.

### Tweede Wereldoorlog (1940-1945)
Gedurende de Tweede Wereldoorlog was de Pieterskerk nog steeds in gebruik als kerk. Van de negen dominees was er één lid van de NSB. De koster daarentegen, W.K.L. Rameau, steunde het verzet. Er werden in de Pieterskerk onderduikers ondergebracht, er werden verzetsgroepen getraind, en de kostbaarheden van de universiteit (o.a. het grootzegel en de pedelstaf) werden onder de vloer, in het graf van Coccejus, verborgen.
Elk jaar werd Leidens Ontzet met de gebruikelijke eredienst herdacht. In 1941 werd de dienst geleid door dominee Hendrik Cornelis Touw. Voor een volle kerk koppelde hij de overwinning van 3 oktober 1574 op de Spaanse overheerser aan de actualiteit van de Duitse bezetting en nam het koningshuis in zijn voorbeden op. De zetel van de NSB-burgemeester De Ruijter van Steveninck, die gedreigd had de kerk te zullen verlaten als de dienst een hem onwelgevallige kant op zou gaan, was op voorhand door de koster zo ingebouwd, dat hij zijn dreigement onmogelijk ten uitvoer kon brengen. Via Radio Oranje werd vanuit Engeland melding gemaakt van 3.000 mensen die bij deze gelegenheid het Wilhelmus zongen.

### Laatste restauratie (2001-2010)

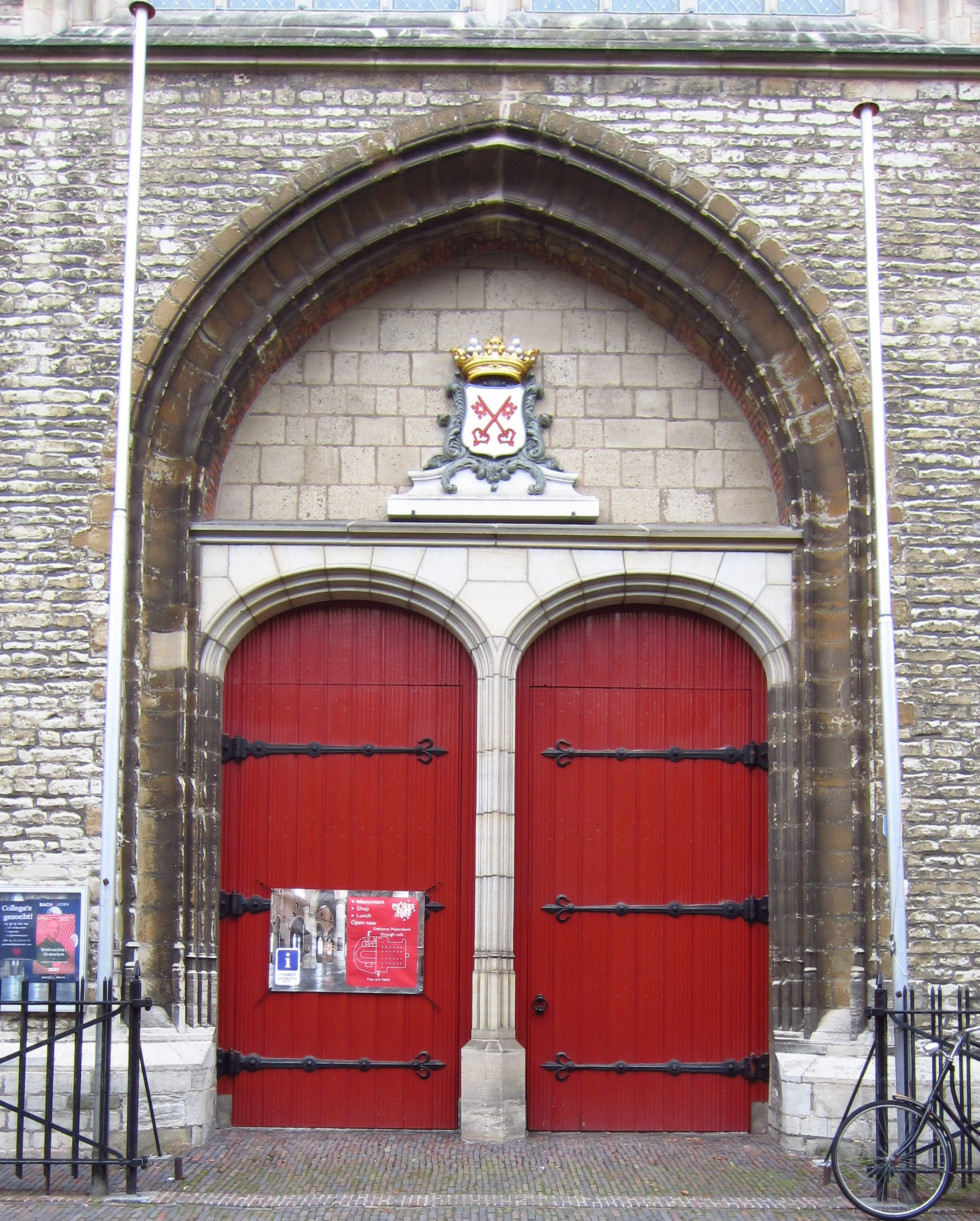
Toegangsdeuren noordzijde

Rond 1940 werd de kerk van haar pleisterlaag ontdaan; alleen in het hoge gedeelte van het koor herinnert een witte verf aan de oorspronkelijke wandbekleding. (Zie hieronder bij 5.3.1, de foto's van de erepromoties: bij koningin Wilhelmina (1925) is de kerk nog geheel gestuct; op de foto van Winston Churchill (1946) is de stuclaag verdwenen.) De ingreep lokte heftige reacties uit in monumentenland.
In 1971 werd de Pieterskerk onttrokken aan de eredienst en in 1976 overgedragen aan een stichting, daartoe opgericht door de stad en de universiteit gezamenlijk; tot 2012 waren deze dan ook met een kwaliteitszetel vertegenwoordigd in het bestuur. Na een ingrijpende restauratie (1978-1982), wordt de kerk verhuurd voor allerlei evenementen en bijeenkomsten. Belangrijkste huurder is de universiteit.
In 2001 begon een nieuwe grote restauratie,onder leiding van Architektenburo Veldman | Rietbroek | Smit. Deze restauratie duurde tot 2011.
In het voorbereidings- en begeleidingstraject werd veel aandacht besteed aan de kwaliteit van de restauratie; voorwaarde voor subsidie van het Rijk was een zodanig niveau dat de komende 50 jaar met groot onderhoud zou kunnen worden volstaan. De restauratie werd uitgevoerd door Bouwbedrijf Burgy en diverse gespecialiseerde onderaannemers.
De belangrijkste ingrepen betroffen:
- restauratie van houten balken en kappen ten gevolge van aantasting door de bonte knaagkever;
- restauratie van lei- en loodwerk;
- vervanging van grote hoeveelheden natuursteen aan vensters, bogen en kapitelen;
- vervanging van al het glas in lood en plaatsing van nieuwe isolerende voorzetbeglazing;
- realisatie van een nieuw mortelbed voor de zerken vloer, gecombineerd met een nieuwe vloerverwarming en kabelgoten voor (kracht-)stroom en informatietechnologie;
- nieuwe installaties, zoals brandmelding, hijsinstallatie, elektrische bedrading.

De totale restauratiekosten bedroegen ruim € 25 miljoen, waarvan circa 50% door het Rijk werd bijgedragen. Naast een forse bijdrage van de gemeente Leiden werd het restant opgebracht door fondsen, stichtingen en particulieren.
Bij deze restauratie werden nieuwe ontdekkingen gedaan. Zo werd op het wortelstuk van een kinderbalk aan de viering een schildering aangetroffen, waarschijnlijk uit 1425. In de sluiting van het koor werden op twintig meter hoogte vier middeleeuwse, fijn bewerkte kraagstenen gevonden, waarop nog enkele verfsporen aanwezig zijn (Zie hierboven).

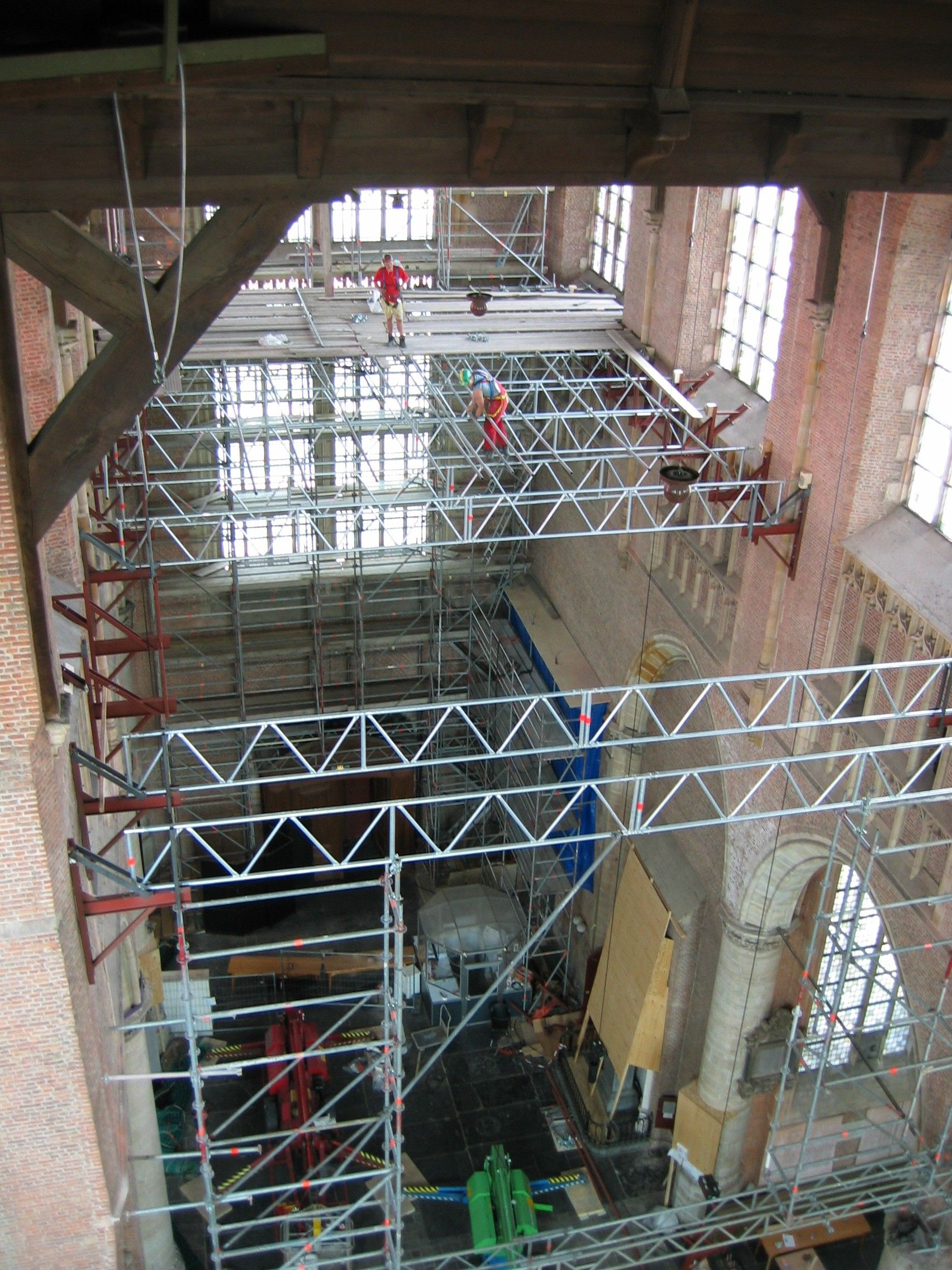
2003: Aanleg van een zwevende vloer op 17 meter hoogte ten behoeve van de restauratie. (foto: J.A.J. van Rijn)
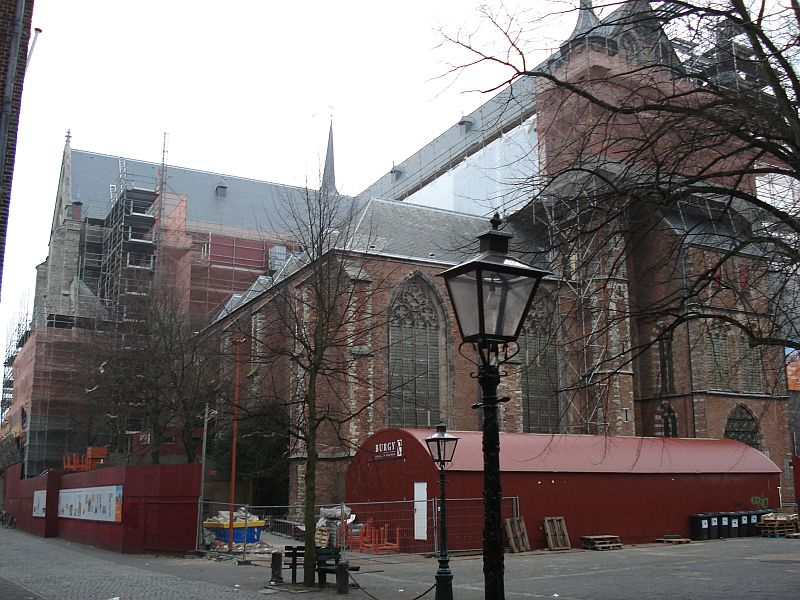
Vooraanzicht van de Pieterskerk eind 2006, nog grotendeels in de steigers.
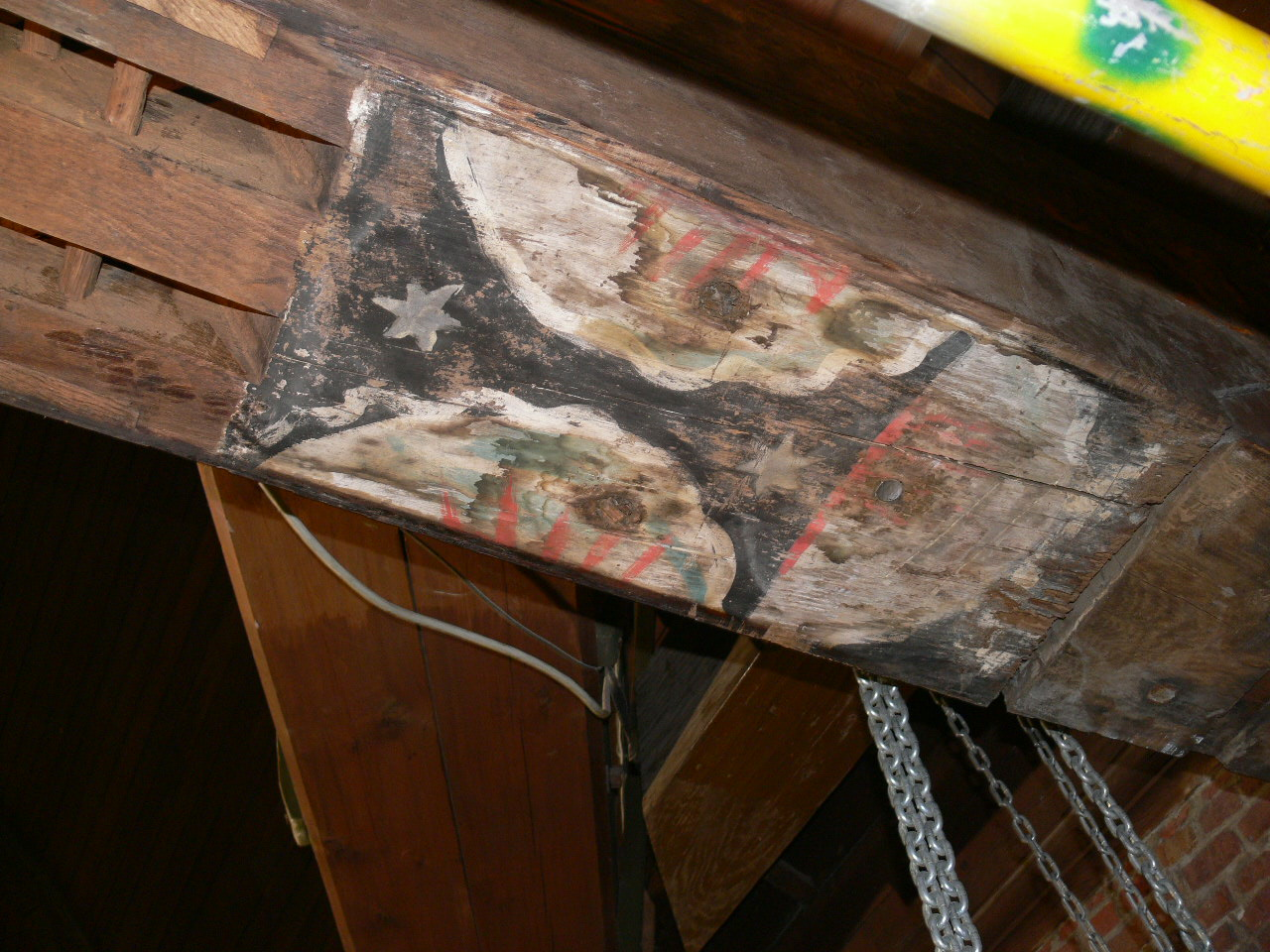
2007: Tijdens de restauratie werd bij de viering een schildering gevonden op een vast sleutelstuk. De schildering dateert uit circa 1425.

#### Duurzaamheid
Bij deze laatste restauratie is veel gedaan aan duurzaamheid, niet alleen van de gekozen materialen en methoden, maar ook met het oog op gebruik. In overleg met de Rijksdienst voor Cultureel Erfgoed, Collectie Instituut Nederland en andere specifiek deskundigen zijn diverse maatregelen genomen om energieverbruik te minimaliseren:
- de houten gewelven van schip en dwarsschip zijn geïsoleerd;
- alle vensters zijn voorzien van 1 cm dik voorzetbeglazing;
- de vloerverwarming is vernieuwd aangelegd, waarmee een rendementwinst van ruim 50% is gerealiseerd; ook de ketels zijn vervangen door het zuinigste type.

Na de restauratie is tevens de bedrijfsvoering tegen het licht gehouden wat betreft maatschappelijk verantwoord ondernemen en, waar nog nodig, op duurzame leest geschoeid.
Dit heeft er in 2011 toe geleid dat de Pieterskerk – als eerste middeleeuws kerkgebouw – door Green Key is gecertificeerd als evenementenlocatie, in de categorie "goud".

### Chronologisch overzicht

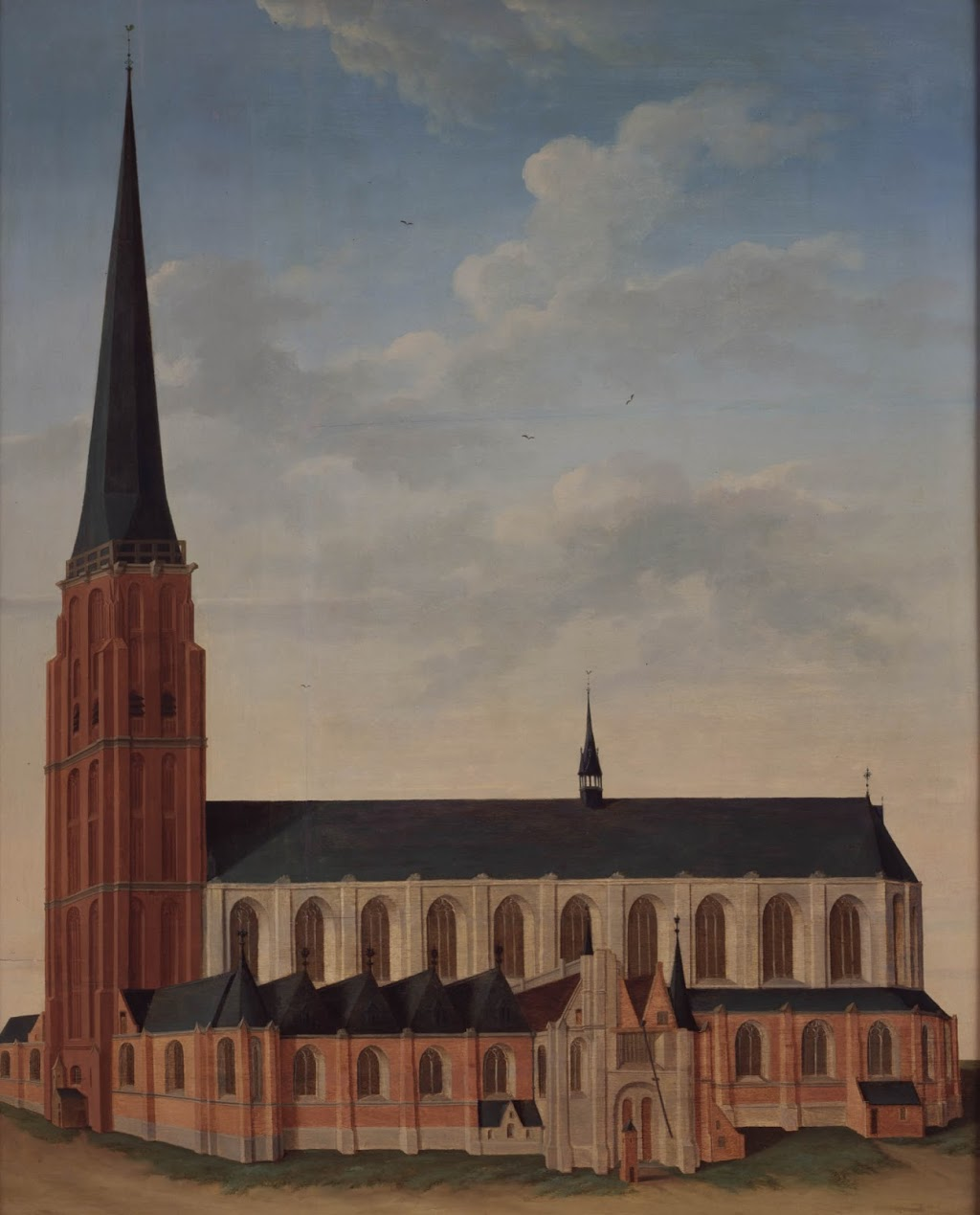
Schilderij van de Pieterskerk, met toren, uit 1515, thans in Museum de Lakenhal.

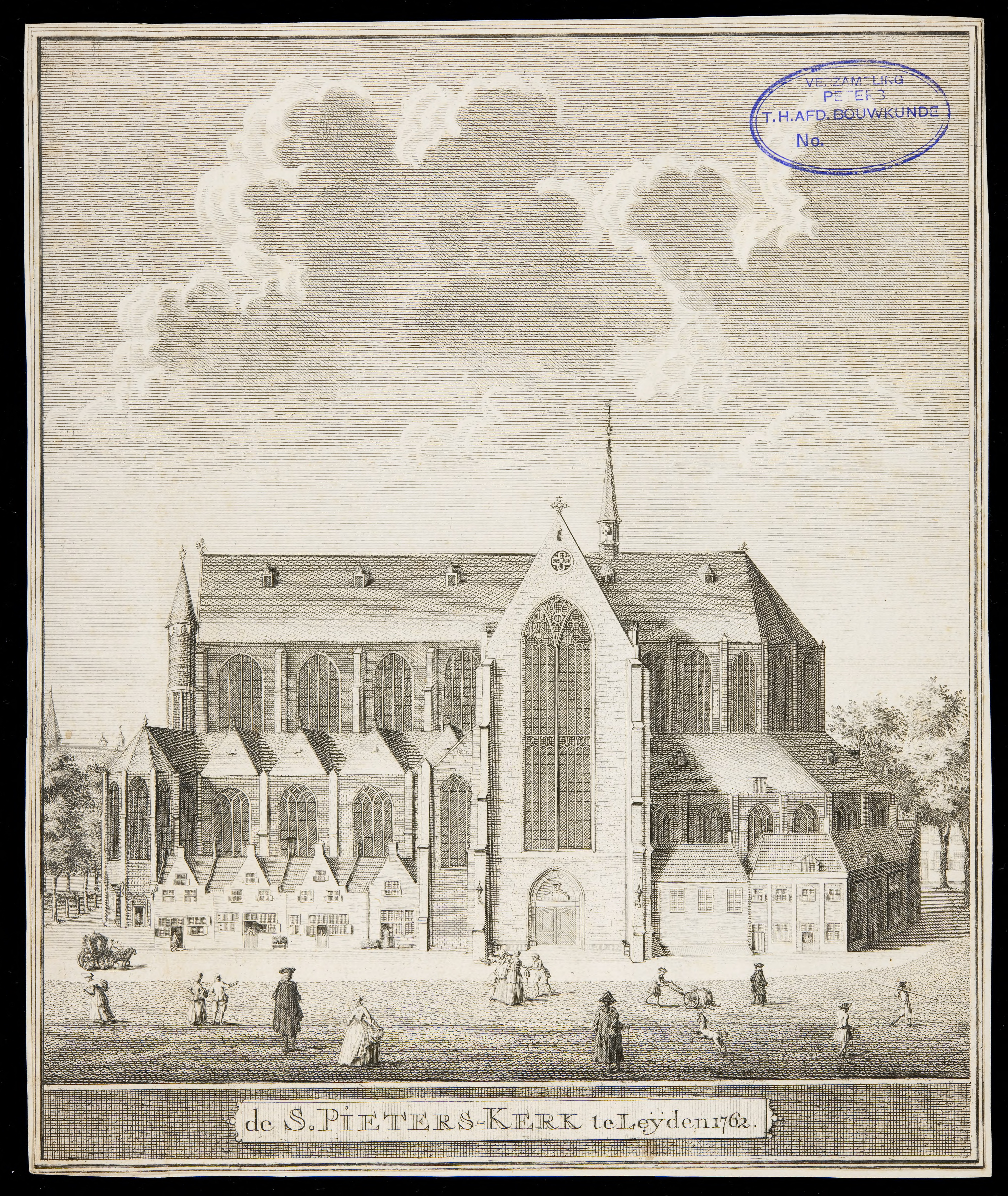
De Pieterskerk in 1762

- Bron: zie voetnoot[22]

| 1121      | 11 september: de eerste Pieterskerk zou gewijd zijn, maar er is geen betrouwbare historische informatie over deze periode beschikbaar. |
| 1350      | Bouw toren aan de westzijde van de kerk. |
| ca. 1390  | Rutger van Kampen geeft leiding aan de bouw van een nieuwe, grotere kerk. Eerst wordt het koor gebouwd, met aan de zuidzijde een sacristie en daarboven een kerkmeesterskamer. Dit bouwdeel is in 1398 onder dak. |
| 1410      | De kap van de kooromgang is gereed. |
| 1413      | Op het dak van het koor wordt een ruiter geplaatst. |
| 1415-1430 | Aernt van den Doem geeft leiding aan de bouw van het nieuwe schip met één zijbeuk aan elke kant, die doorlopen tot de westgevel van de toren. |
| 1440      | De toren wordt verhoogd. |
| 1464      | De Antwerpse bouwmeester Evert Spoorwater is in Leiden voor vergroting van de Pieterskerk. |
| ± 1500    | De verbreding van het schip met een tweede zijbeuk is gereed (het jaartal is dendrochronologisch vastgesteld). Veel materiaal blijkt te zijn hergebruikt. Tevens wordt begonnen aan de bouw van het zuidtransept (zie schilderij uit 1540, hiernaast, waarop de onderkant van het raam al is te zien), en aan Spoorwaters plan het koor uit te breiden met straalkapellen. Tot dit plan behoort ook de bouw van een nieuwe Kerkmeesterskamer aan de noordzijde van het koor; in de oostgevel van het noordtransept zijn de voorbereidingen voor de aansluiting daarvan nog te zien. |
| 1512      | 5 maart: de toren stort in. Het tot en met de onderrand van de ramen voltooide transept wordt gedekt met twee zadeldaken; hieruit mag worden geconcludeerd, dat de bouw stil ligt. |
| ± 1520    | De kap van het schip wordt uitgebreid boven de ingestorte toren, tot aan de westgevel. |
| 1530-1540 | De transepten worden voltooid. Als deze onder dak zijn wordt pas de binnenmuur van de lichtbeuk ter plaatse afgebroken. |
| ± 1545    | De restanten van de toren, die zich onder het nieuwe dak bevinden, worden afgebroken. De scheibogen met tussenliggende pilaar, die ter plaatse van de transepten zijn afgebroken, worden op de plek van de toren gebruikt om de lichtbeuk aan te helen tot de westgevel. |
| ± 1565    | De daken van de transepten, die eerst van het dak van het schip waren gescheiden door een zakgoot, worden aangeheeld tot de huidige situatie. |
| 1566      | 25 augustus: de beeldenstorm doet ook de Pieterskerk aan. Een aantal altaren en beelden worden vernield. Door tussenkomst van enkele burgemeesters worden onder andere "Het laatste oordeel" van Lucas van Leyden en de koorboeken van het Zeventijdencollege op het stadhuis in veiligheid gebracht. |
| 1594-1648 | Om de kerk worden aan alle zijden "kerkhuisjes" gebouwd. |
| 1619      | Aan de zuidzijde van de kooromgang, tegen het dwarsschip aan, wordt een nieuwe Kerkmeesterskamer gebouwd. |
| 1639      | Het westportaal wordt verhoogd om plaats te bieden aan de blaasbalgen van het Van Hagerbeer-orgel. |
| 1648-1650 | Aan de zuidzijde van de kooromgang, ter hoogte van de vierde travee, wordt de huidige Kerkmeesterskamer gebouwd. |
| 1807      | Aan de Steenschuur ontploft een kruitschip. De schade, ook aan de Pieterskerk, is aanzienlijk. De luiken van het orgel worden verkocht; er worden diverse noodreparaties gedaan, onder andere worden houten vensters aangebracht. |
| 1860      | Om de kansel wordt een houten amphitheater gebouwd met 1200 zitplaatsen. Bij die gelegenheid wordt een groot aantal zerken verlegd. Het grafmonument voor Johannes à Kerchove van de hand van Rombout Verhulst wordt verplaatst van de westgevel van het middenschip naar de zijbeuk van het noordtransept. |
| 1862-1865 | De kerkhuizen aan het schip worden, mede in verband met de schade van de ontploffing van het kruitschip, afgebroken. |
| 1880-1931 | In een ingrijpende restauratiecampagne wordt de schade van het kruitschip aangepakt. Hierbij worden neogotische details aangebracht, naar de mode van die tijd. |
| 1939-1943 | De kerk wordt van binnen ontdaan van pleisterwerk, wat een heftige discussie in monumentenland uitlokt. Alleen het hoogkoor wordt wit geschilderd, om een indruk te geven van hoe het geweest is. |
| 1971      | De kerk wordt door de Hervormde gemeente onttrokken aan de eredienst. |
| 1976-1982 | De Pieterskerk wordt overgedragen aan een daartoe opgerichte stichting, en vervolgens gerestaureerd. Bij die gelegenheid wordt het 19e-eeuwse amfitheater om de kansel (zie hieronder) verwijderd. |
| 1995-1998 | Het Thomas Hill-orgel (Londen, 1883) wordt geplaatst in de eerste travée van de zuidelijke kooromgang. Het Van Hagerbeer-orgel (1643) wordt gerestaureerd en in oude luister teruggebracht, met inbegrip van 17e-eeuwse toonhoogte en stemming. Er worden opnieuw luiken aan het orgel aangebracht. |
| 2001-2011 | Opnieuw wordt de Pieterskerk onderworpen aan een zeer ingrijpende restauratiecampagne. |

## Overblijfselen inrichting en decoratie van vóór de reformatie (1572)

### Bouwsporen, interieuronderdelen en versieringen van vóór 1572

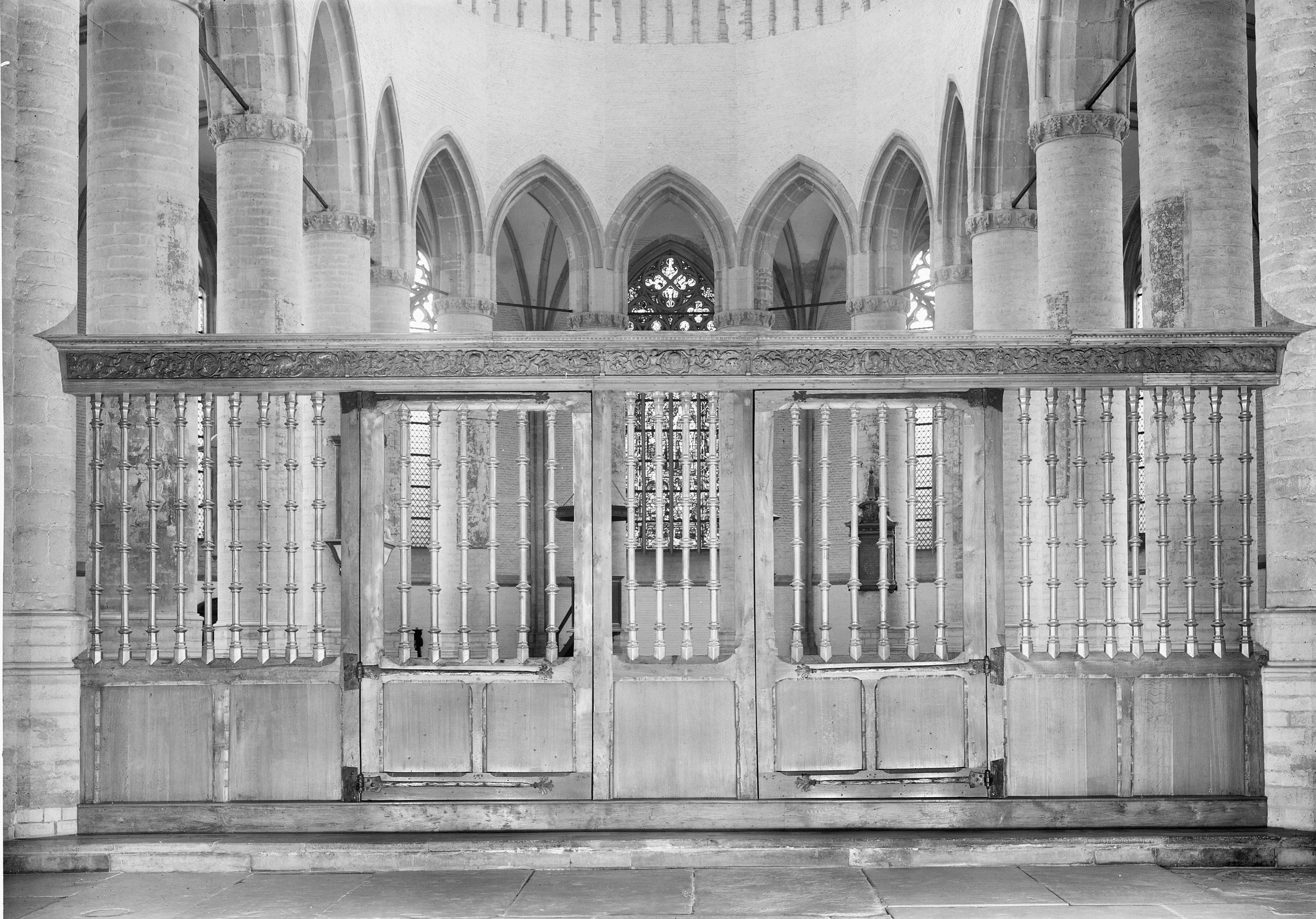
Koorhek uit ca. 1450
(1940, Bron: RCE)

Wat er na de beeldenstormen in 1566 en 1572 nog van de middeleeuwse decoraties en inrichting over was, veel is daarvan in de verdere loop van de geschiedenis verdwenen; sommige elementen, zoals de schilderingen op het plafond, zijn pas in de twintigste eeuw verwijderd, met uitzondering van een heel klein stukje (ca. 1425, zie de foto bij § 2.4. Laatste Restauratie) op de meest oostelijke trekbalk van het schip.

 Van middeleeuwse makelij zijn thans nog aanwezig:
- het koorhek, waarvan de datering rond 1450 kan worden gesteld, is het oudste koorhek van Nederland.[25] Het was oorspronkelijk rijk gepolychromeerd en had houten spijlen, waarvan de gaten nog zichtbaar zijn. Op de balk boven het hek staat aan beide zijden een tekst geschilderd, die verwijst naar de katholieke eredienst.[26] Daarom is na de reformatie deze tekst bedekt met een houten fries in renaissance-stijl, waarop tussen bladwerk aan beide zijden 5 gesneden figuurtjes in medaillon zijn afgebeeld waarvan de middelste vooruit kijkt, de andere kijken naar de middelste. Waarschijnlijk verbeeldt de centrale figuur aan de koorzijde Christus en aan de westkant Adam.[27]
- de kansel, daterend uit 1532 en vervaardigd door Pieter Cornelisz. Kunst, de zoon van de schilder Cornelis Engebrechtsz.;[28] rond 1860 is deze één pilaar naar het westen verplaatst.
- de decoraties op de pilaren van de kooromgang:

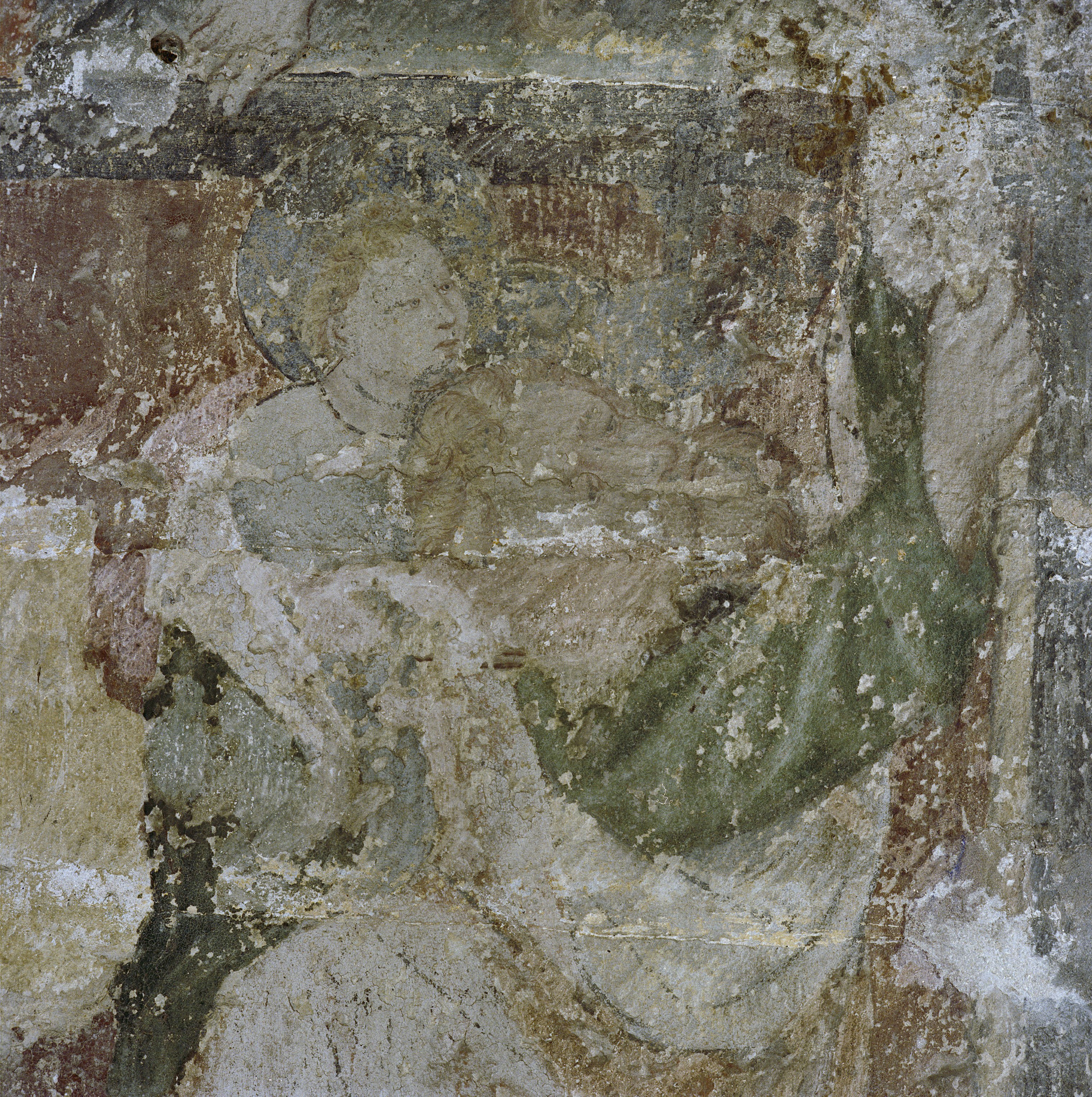
Secco op pilaar (detail)
(Foto: Gerard Dukker, 1993
Bron: RCE)

- - twee figuratieve secco's, één op de eerste pilaar aan de noordzijde, de ander op de derde pilaar aan de zuidzijde; deze dateren uit de tweede helft van de vijftiende eeuw. Hun functie kan altaarstuk zijn geweest, maar is niet met zekerheid vast te stellen.[29]
  - twaalf eredoeken in geperst brokaat, gedateerd tussen 1460 en 1490.[30]
- het schilderij 'Het laatste Oordeel' van Lucas van Leyden. Volgens velen was het gemaakt voor een plaats in of bij de doopkapel,[31] al kan het ook op goede gronden als het hoofdaltaarstuk van de Pieterskerk worden beschouwd – bijvoorbeeld vanwege de grootte, het ontbreken van de schenkers en de afbeelding van Petrus en Paulus op de achterzijde der luiken.[32]
- houten Gewelfschotels die zich op het houten plafond van het tongewelf bevinden, op de kruisingen van de gewelfribben en de nokrib van de spanten; deze hebben op deze plek een puur decoratieve functie. Een aantal hiervan dateert uit het prilste begin van de 15e eeuw. De voorstellingen zijn o.a.: Veronica met de zweetdoek, waarop het gezicht van Christus is afgebeeld; de symbolen der evangelisten; het wapen van Leiden; een zon; een maan. De twee meest westelijke schotels, die zich bevinden op de plaats waar tot 1512 de toren stond, zijn van rond 1540 en tonen Petrus en Paulus, aan wie de kerk bij haar stichting was gewijd.[33]
- ook de stenen kruisgewelven van de zijbeuken en de kooromgang vertonen versieringen op de sluitstenen; anders dan de gewelfschotels hebben deze stenen een belangrijke bouwkundige functie.
  - in de kooromgang zijn de sluitstenen zeer uitgewerkt en alle 13 verschillend. Deze zijn, blijkend uit de rekeningen, gemaakt in 1412 door Willem Vinck.[34]
  - In de zijbeuken van het schip zijn de versieringen simpel, op een paar uitzonderingen na; hiertoe horen stenen die blijkens de rekeningen in 1428 gesneden zijn door "Jorijs die Beeldsnijder", die tevens voor de Haagse Hofkapel een beeld vervaardigde van Jacoba van Beieren.[35] (binnenbeuk zuidzijde)

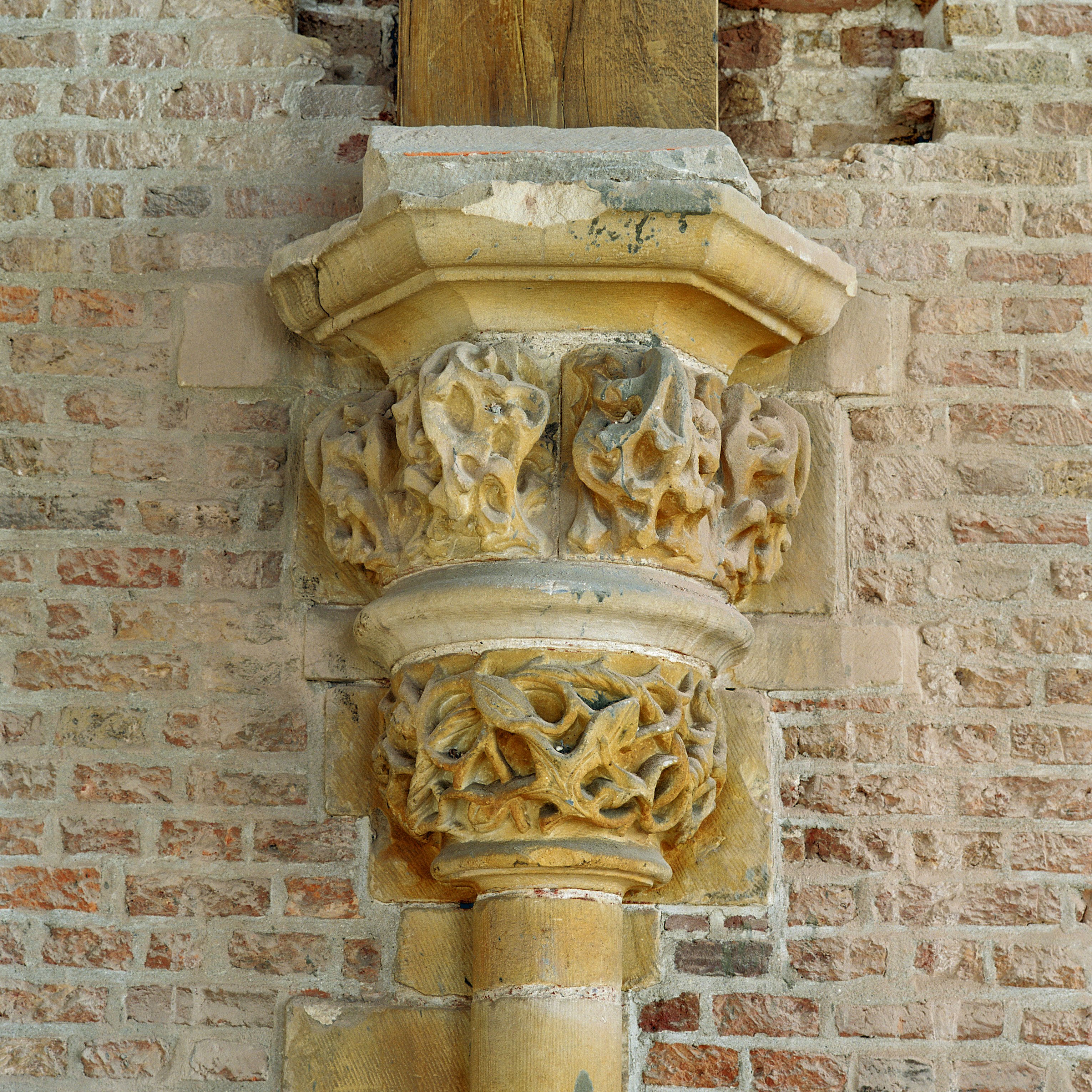
Een der kapitelen onder een muurstijl in het transept
(Foto: Gerard Dukker, 2004
Bron: RCE)

- - twee geschilderde sluitstenen, met het wapen van de familie Van Swieten, bevinden zich in de binnenbeuk aan de noordzijde.[35]
- de kapitelen, die op 21 meter hoogte de muurstijlen in het hoge schip en dwarsschip schragen, zijn alle zeer fraai uitgevoerd met decoratieve motieven. In de sluiting van het koor bevinden zich echter 4 zeer gedetailleerd uitgevoerde figuratieve beeldhouwwerkjes van telkens twee personen. Zij waren gepolychromeerd, waarbij ook bladgoud is gebruikt. Ze worden rond 1400 gedateerd.[36]
- de beide orgels:
  - het oorspronkelijke koororgel, dat zich aan de zuidzijde van de kooromgang bevond en van vóór 1412 moet dateren,[37] is in 1733 overgebracht naar de Marekerk, waar het in de loop der jaren geregeld is aangepast aan eigentijdse behoeften. Toch bevat het nog veel oorspronkelijk materiaal.[38]
  - het grote orgel tegen de westgevel, dat nog pijpwerk uit ca. 1448 bevat en uiteindelijk in 1636-1643 door de orgelbouwers Van Hagerbeer van een nieuw signatuur is voorzien (zie hieronder).
- in de kooromgang aan de zuidzijde bevindt zich nog een klok, Bonaventura genaamd, daterend uit 1490 en gegoten door Wilhelmus Moor (Willem Moers), zoals uit de inscriptie blijkt. Deze klok heeft wel in de Pieterskerk dienstgedaan, maar pas na de reformatie.[39]
- ook een aantal altaarstenen zijn bewaard gebleven:
  - zo maakt er één onderdeel uit van de permanente expositie in de kooromgang van de Pieterskerk, waarop de oorspronkelijke wijkruisen nog duidelijk zijn te zien.
  - een aantal vond een nieuwe bestemming als grafsteen, blijkend uit de profilering aan de onderzijde van sommige zerken (zie afb).
  - ten minste één steen is in 1577 gebruikt voor decoratie van de voorzijde van het stadhuis, gesierd met een tijdvers van de hand van stadssecretaris Jan van Hout, gegraveerd door Hans Liefrinck.[40]

#### Afbeeldingen

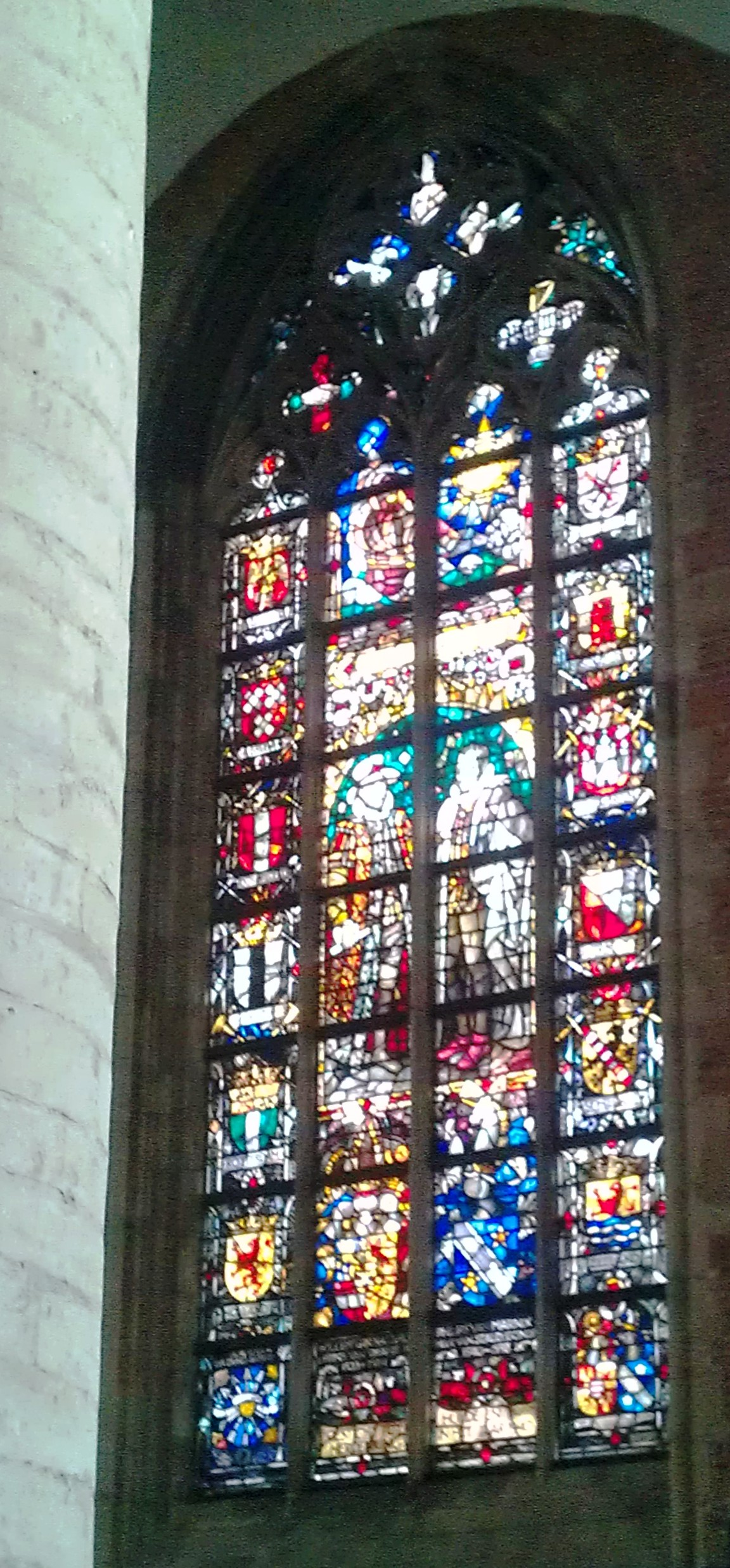
Marnixraam (1940), glas-in-loodvenster gewijd aan Filips van Marnix van Sint-Aldegonde en prins Willem van Oranje.
(sluiting kooromgang)
(foto: Ton Boon)

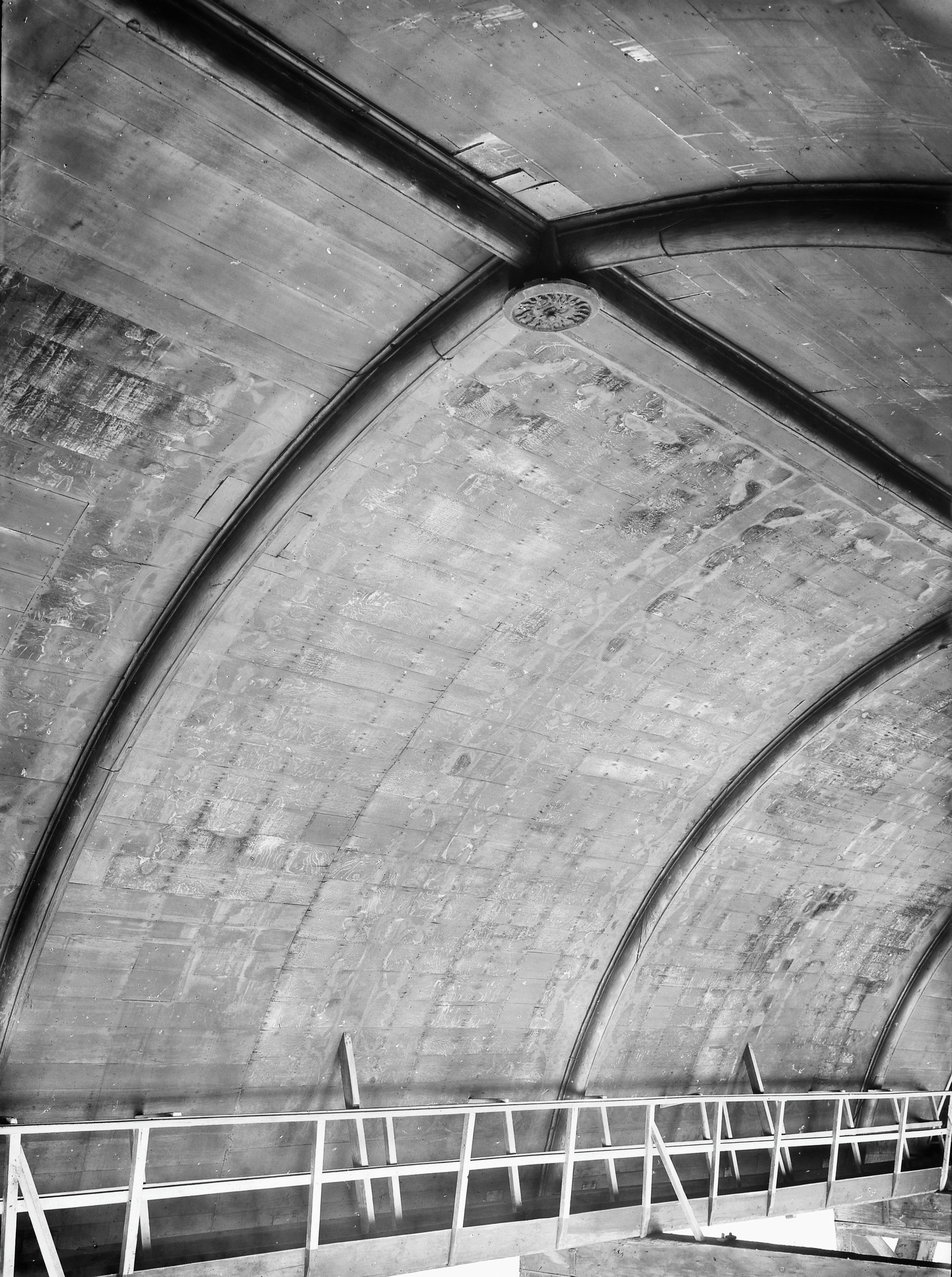
de schilderingen van het tongewelf, verwijderd rond 1910 (foto: G. de Hoog, 1908 Bron: RCE)
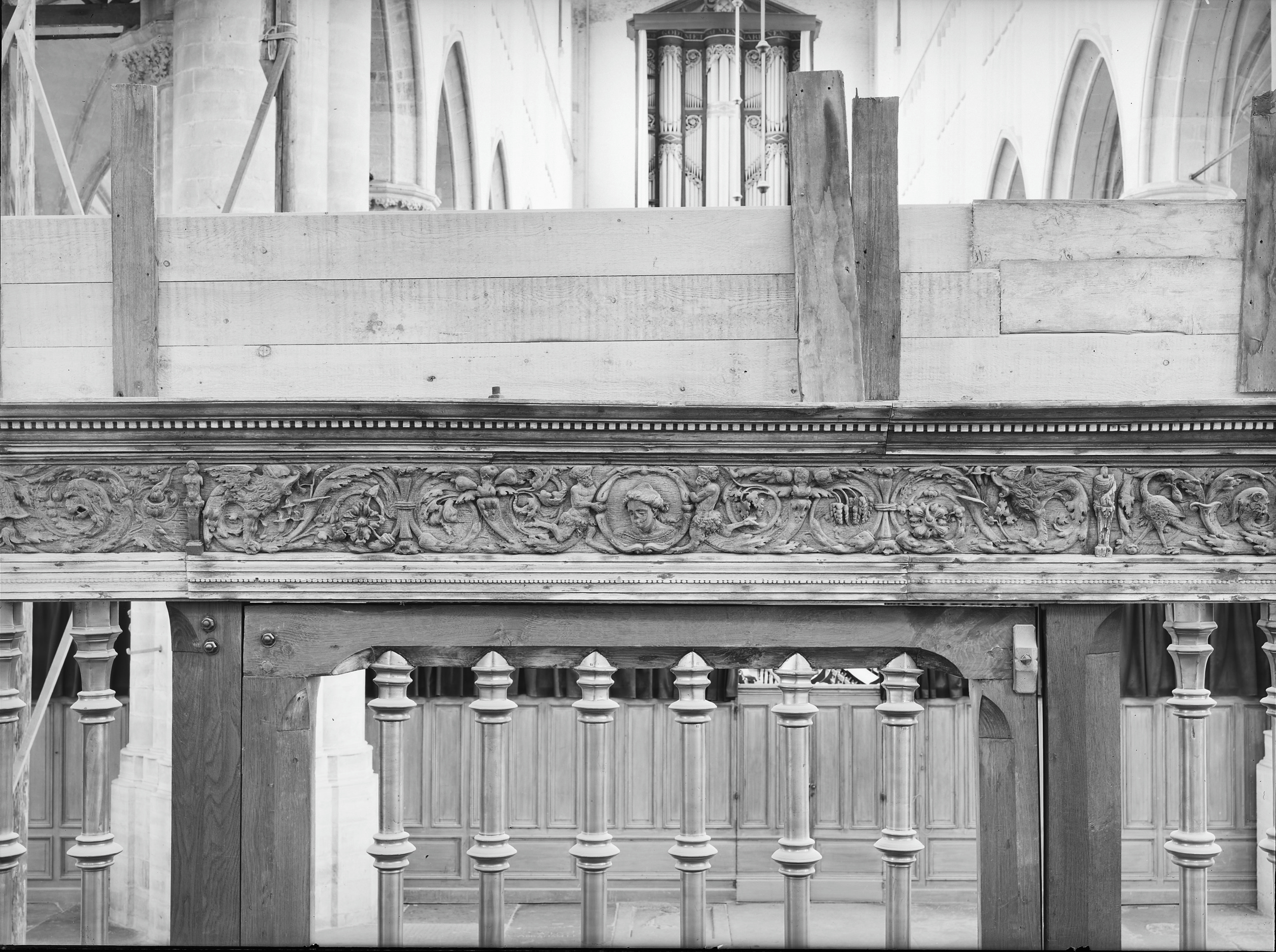
Het fries op het koorhek, koorzijde (1942 Bron: RCE)
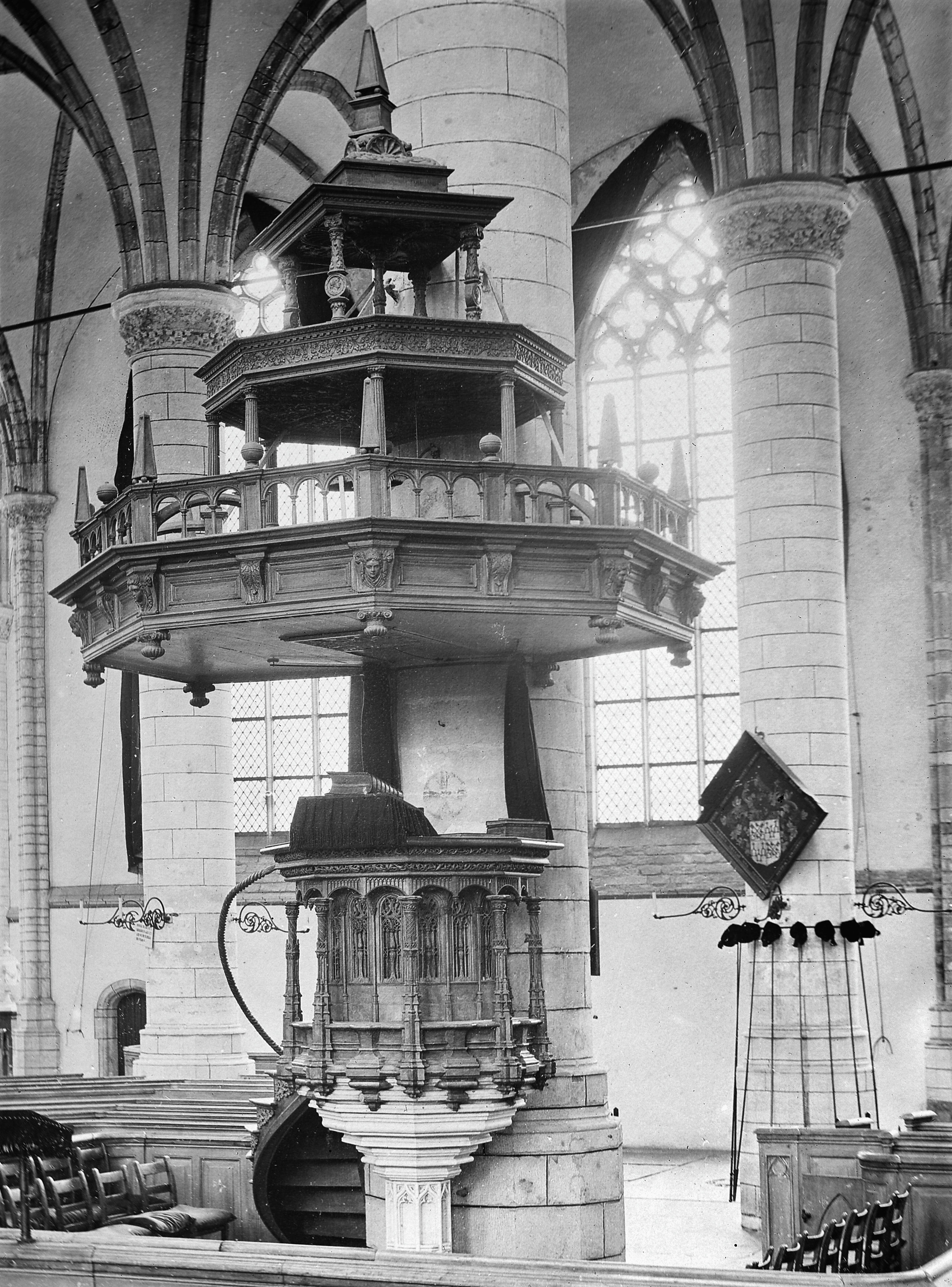
De preekstoel uit 1532 (Foto: J. Goedeljee, 1907 Bron: RCE)
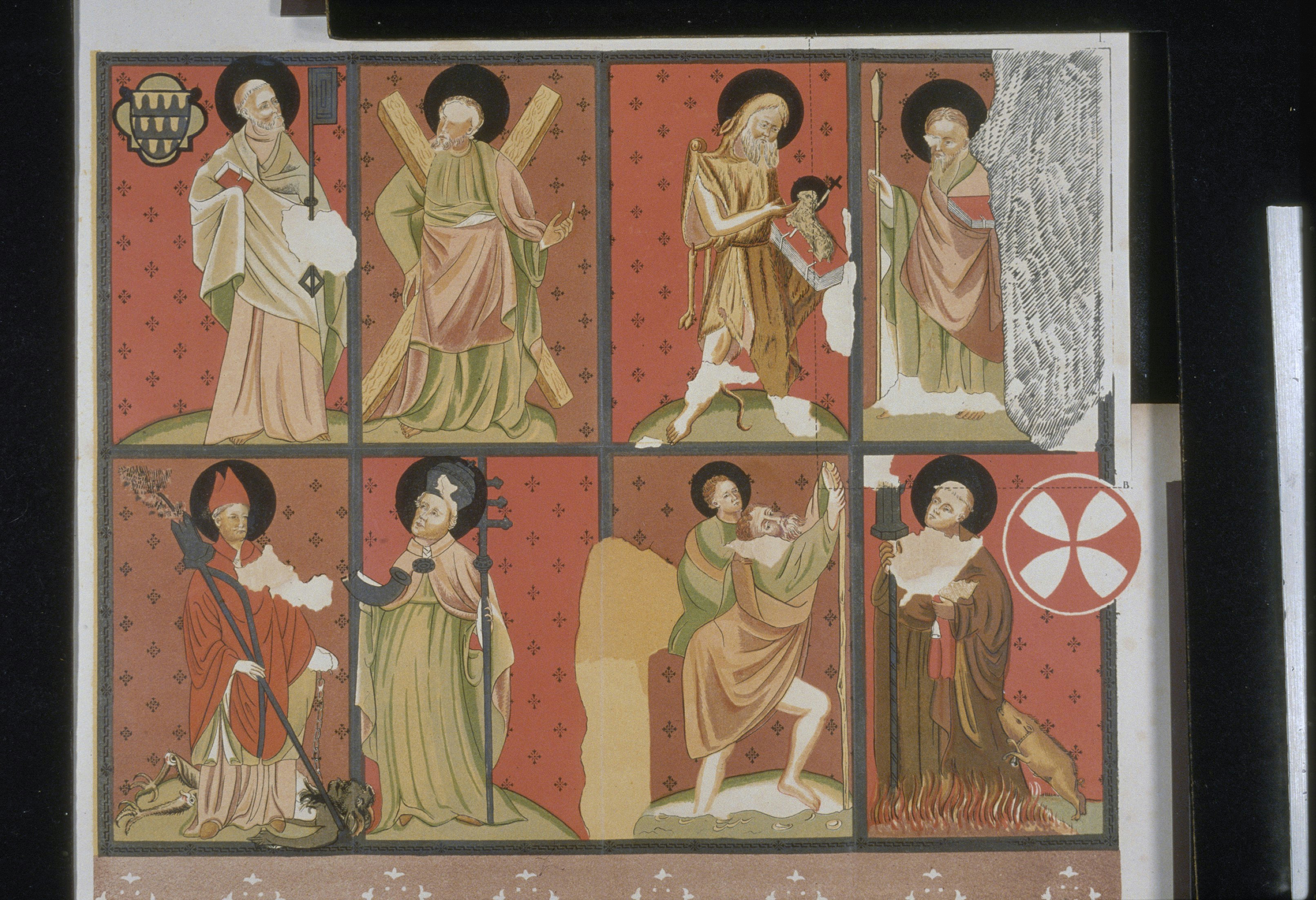
Secco op de 1e pilaar van de noordkooromgang (Litho van T. Hooiberg, 1846 Bron: RCE)
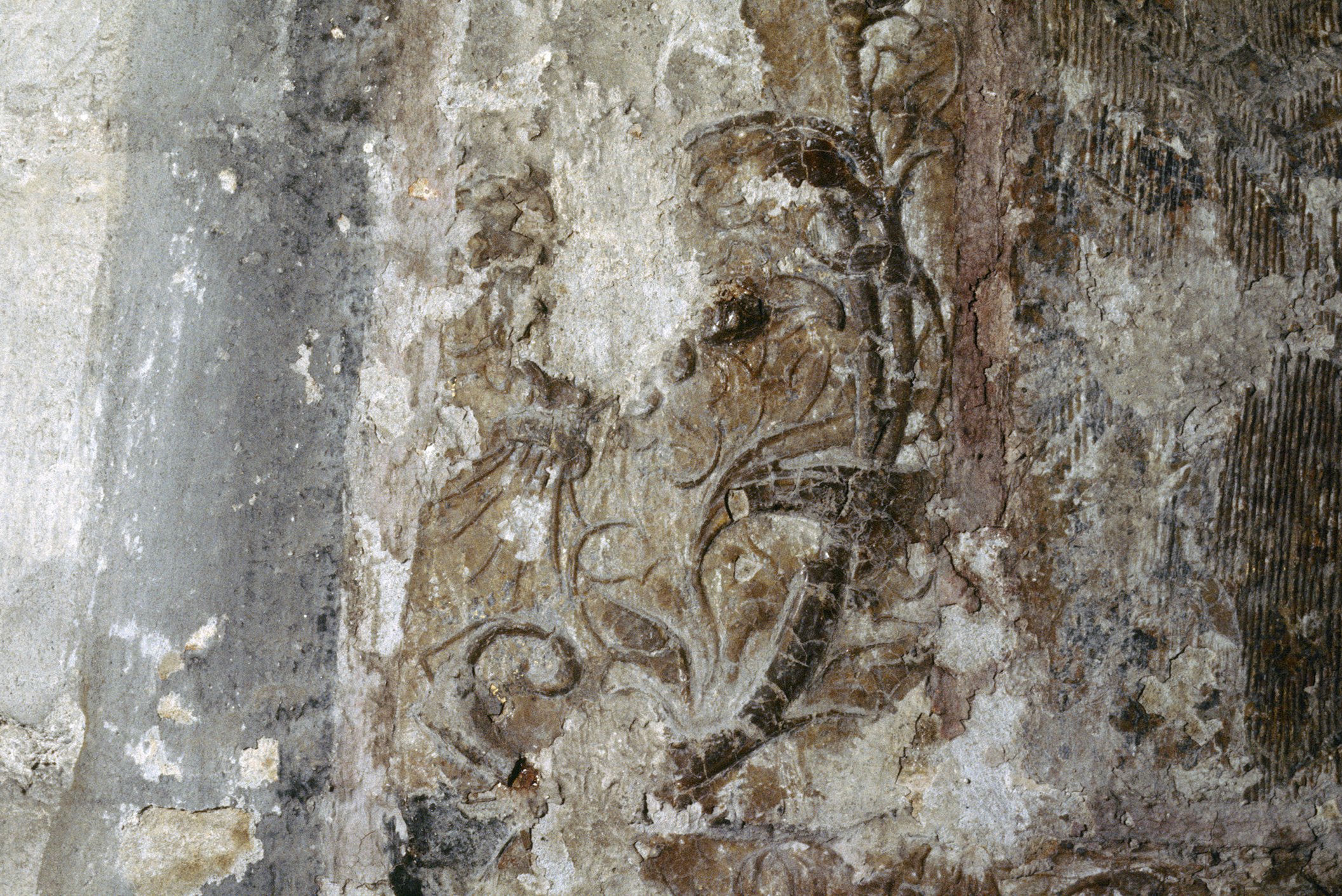
Tapijtimitatie ('geperst brokaat') op pilaar kooromgang - detail (Foto: Gerard Dukker, 1996 Bron: RCE)
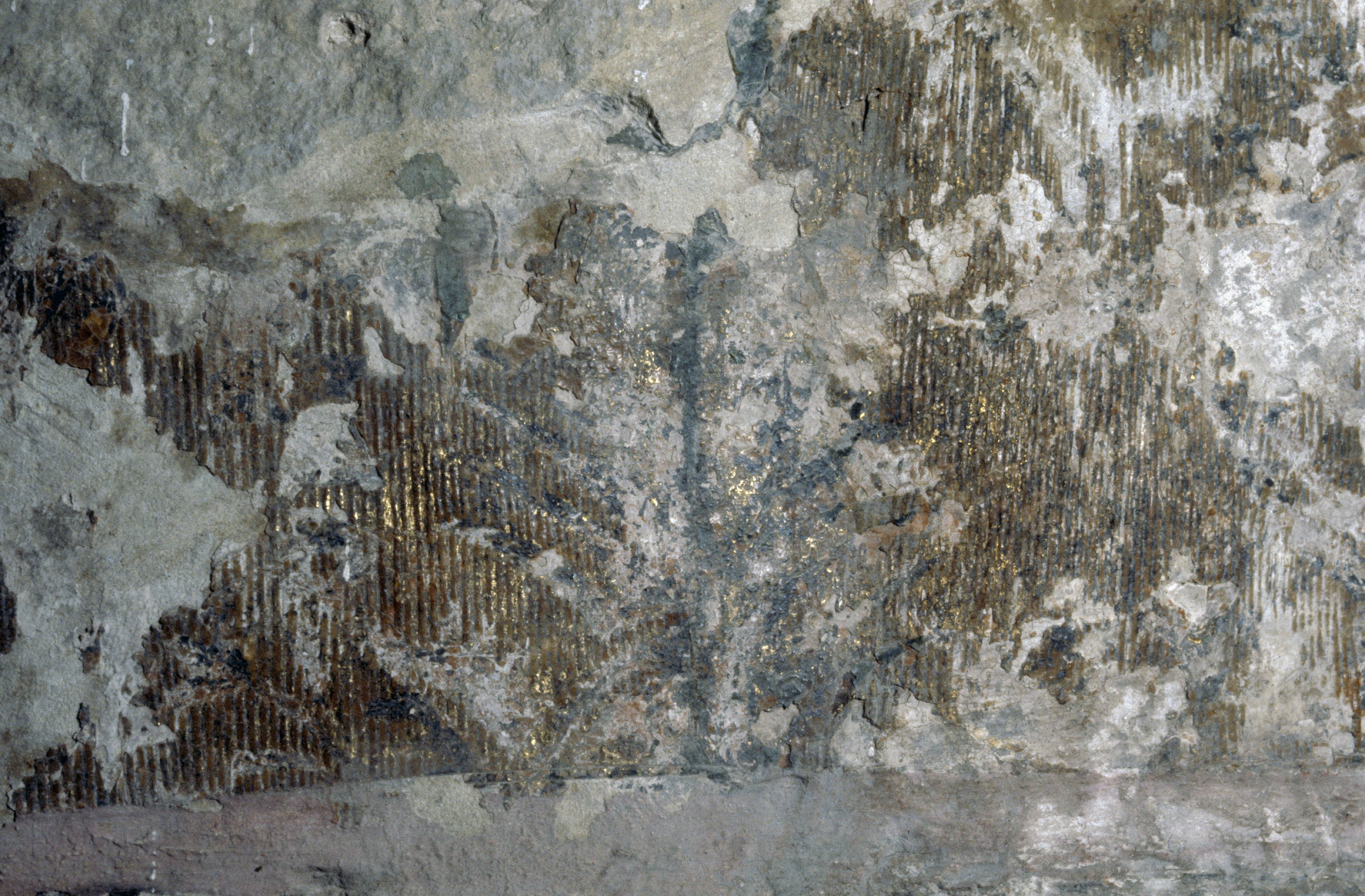
Tapijtimitatie ('geperst brokaat') op pilaar kooromgang - detail (Foto: Gerard Dukker, 1996 Bron: RCE)
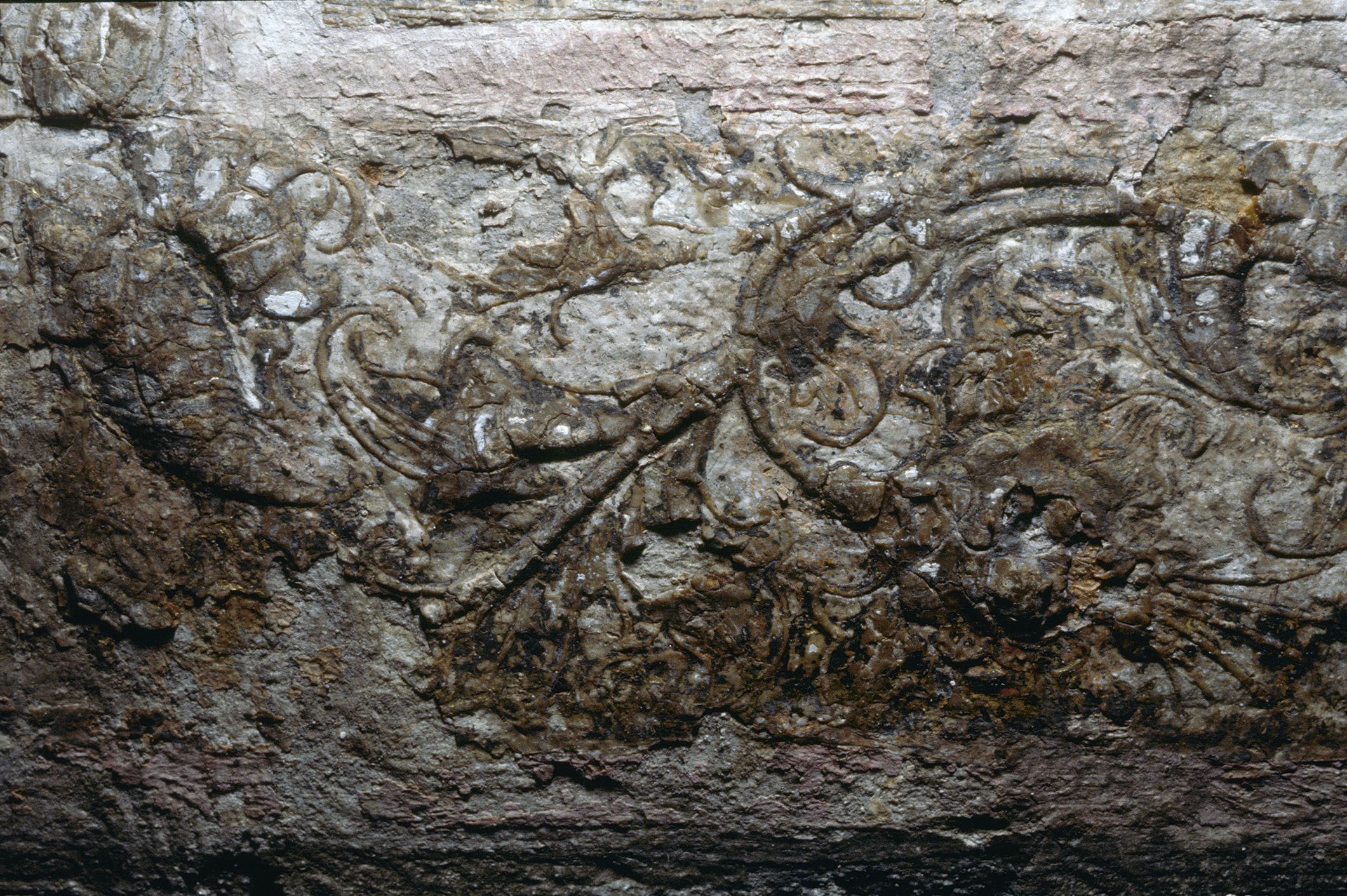
Tapijtimitatie ('geperst brokaat') op pilaar kooromgang - detail (Foto: Gerard Dukker, 1996 Bron: RCE)
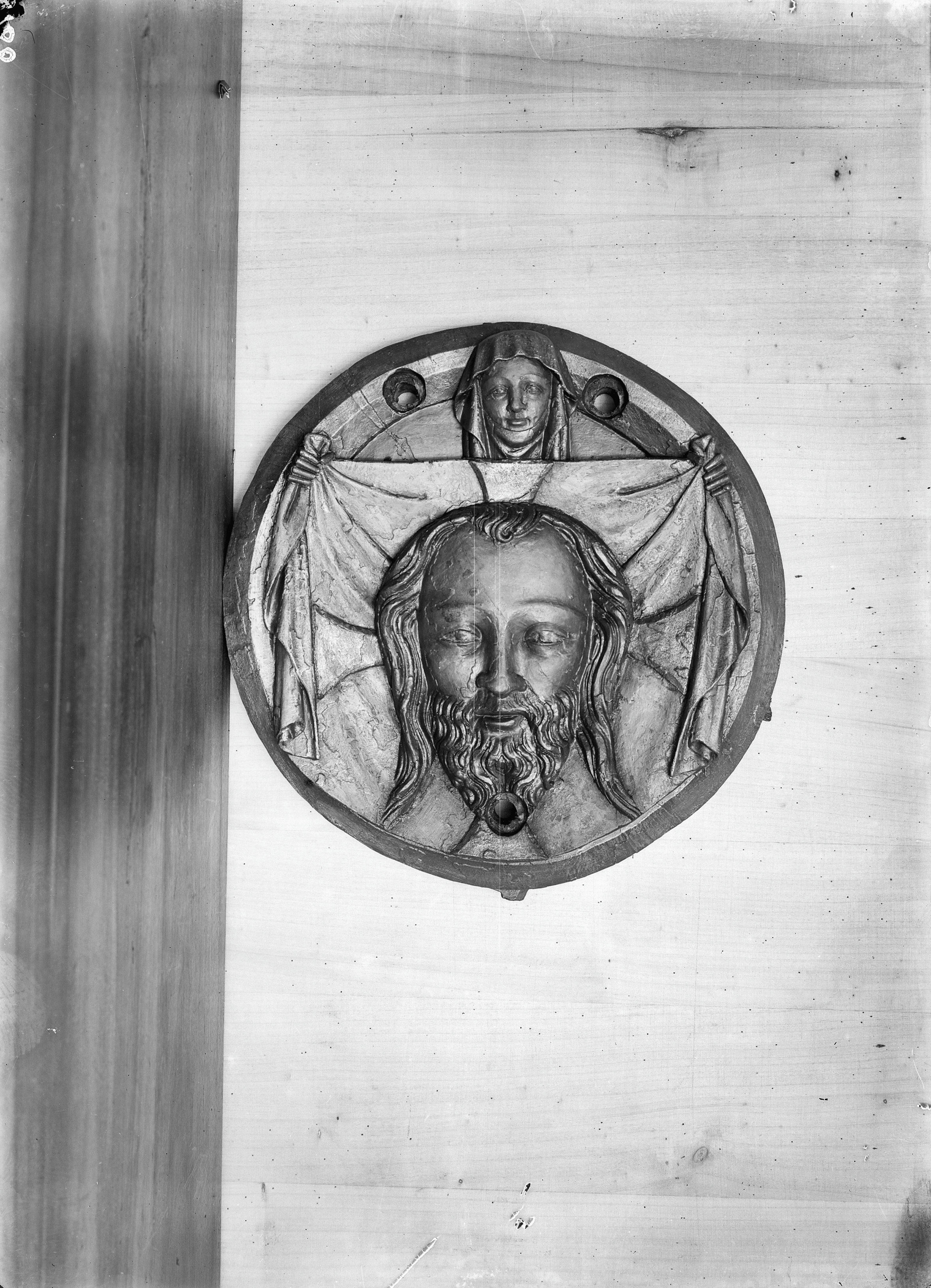
gewelfschotel tongewelf, Veronica met de zweetdoek (Bron: RCE)
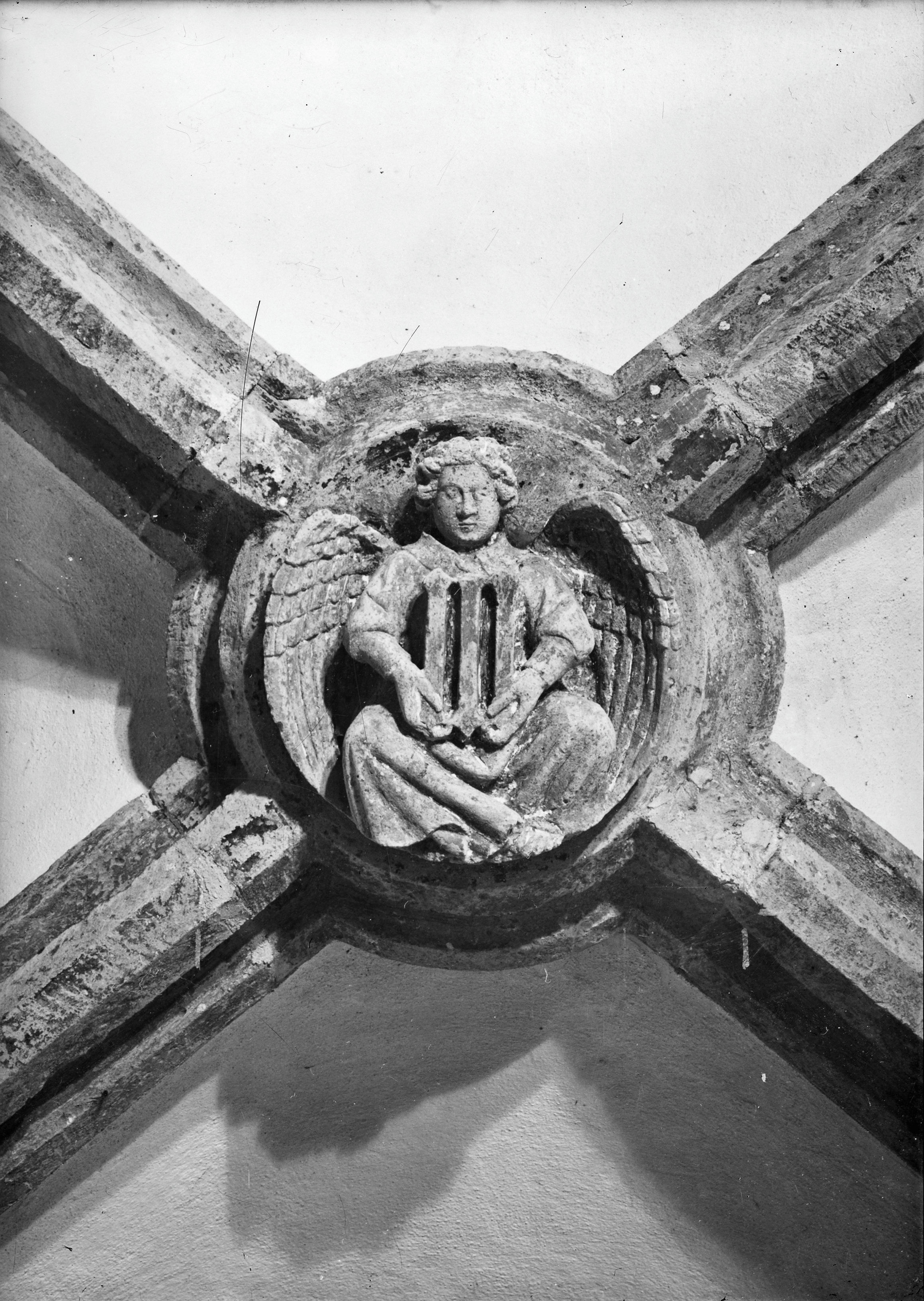
Sluitsteen kooromgang (boven Thomas Hill-orgel) (1942, Bron: RCE)
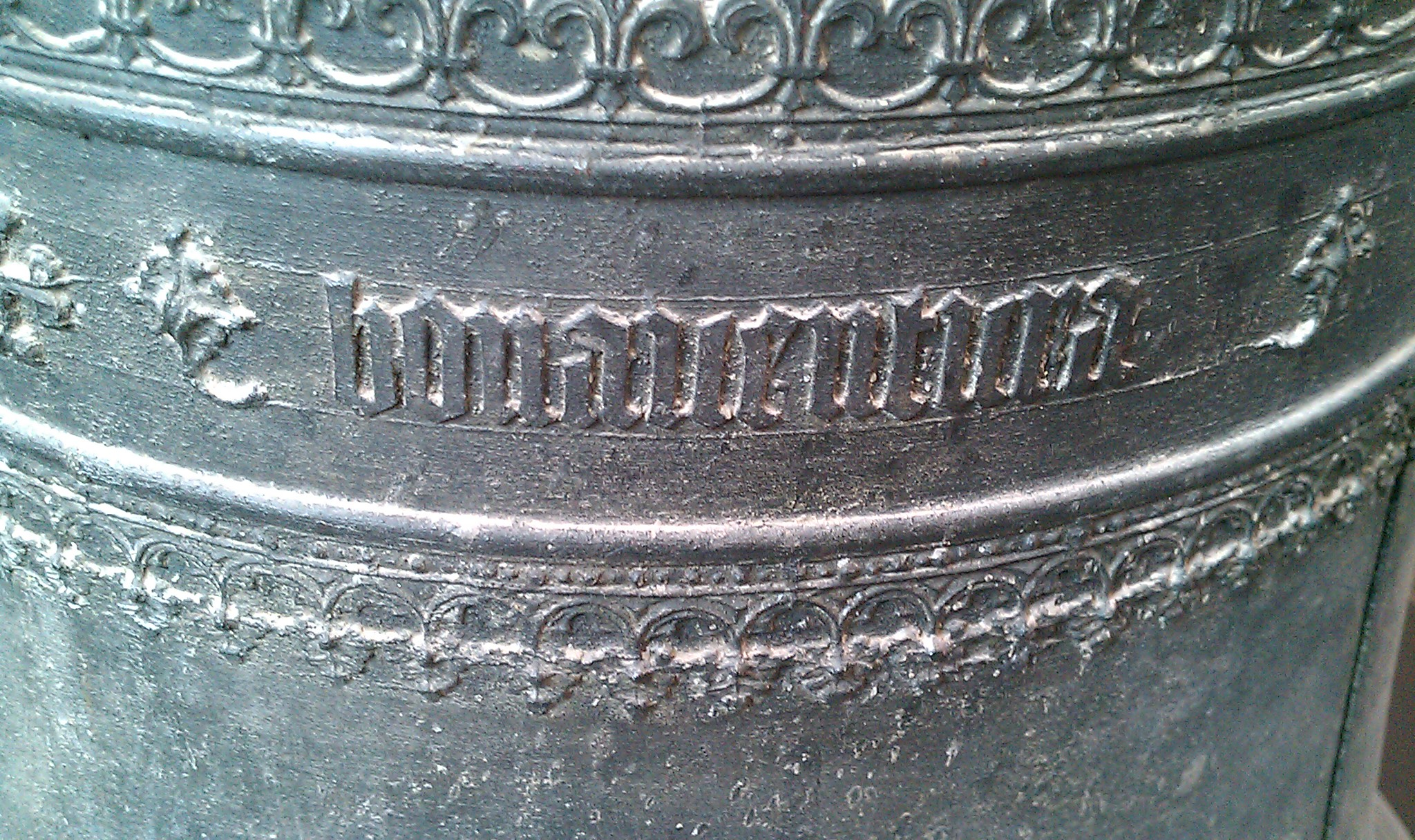
luidklok Bonaventura (detail) uit 1490, gemaakt door Willem Moers (Foto: Ton Boon)
Een altaar, hergebruikt als zerk (Foto: Ton Boon, 2008)
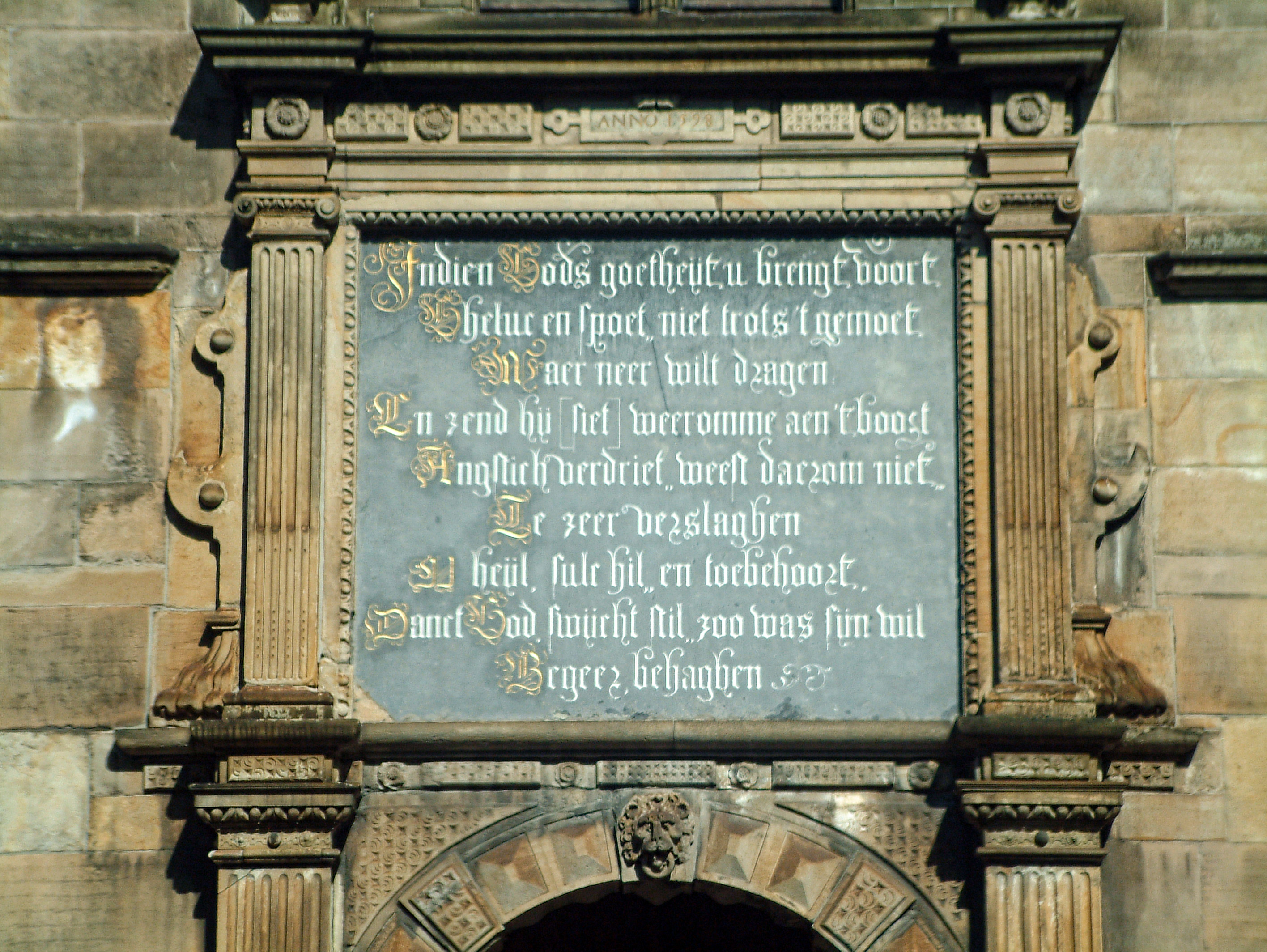
De altaarsteen die in 1577 een plaats gevonden heeft in de gevel van het stadhuis. (Foto: PeteBobb)

### Leidse koorboeken

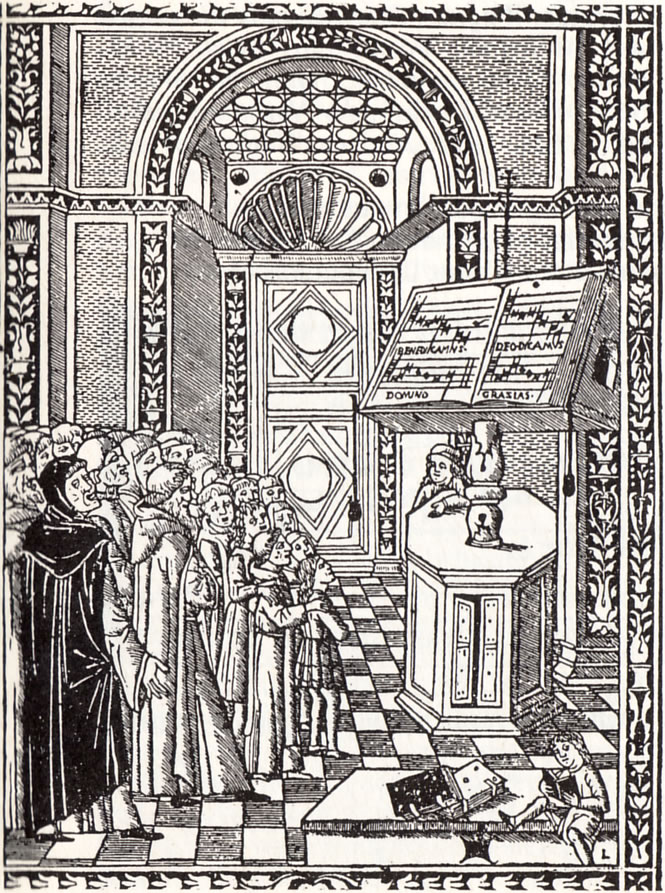
Houtsnede uit 1500, met een monniken- en novicenkoortje die gezamenlijk uit een koorboek zingen

Naar in die tijd gebruikelijk was, was ook voor de Pieterskerk in de loop van de 15e eeuw een Getijdencollege ingesteld, dat op gezette tijden moest opdraven om de 7 getijden te zingen en de mis met koorzang op te luisteren. In 1443 stelt Boudewijn van Zwieten in zijn testament een som gelds ter beschikking waaruit het college permanent kan worden betaald.
Voor dit en vergelijkbare colleges werden speciale boeken met muziek geschreven, veelal gekopieerde muziekstukken, maar ook een aanzienlijk aantal speciaal hiervoor gecomponeerde werken.
Als enige in Nederland zijn in Leiden deze getijdenboeken met meerstemmige muziek bewaard gebleven: de koorboeken van de Pieterskerk. Van de acht vervaardigde exemplaren (tussen 1549 en 1565) zijn er zes bewaard gebleven en op internet in te zien.
Om deze collectie aan de vergetelheid te ontrukken heeft het Egidius Kwartet tussen 2010 en 2015 elk jaar een selectie uit de Leidse koorboeken uitgebracht op cd en in concert.

## Inrichting en versiering sinds de reformatie

### Graftomben, grafstenen en gedenktekens

#### Inleiding

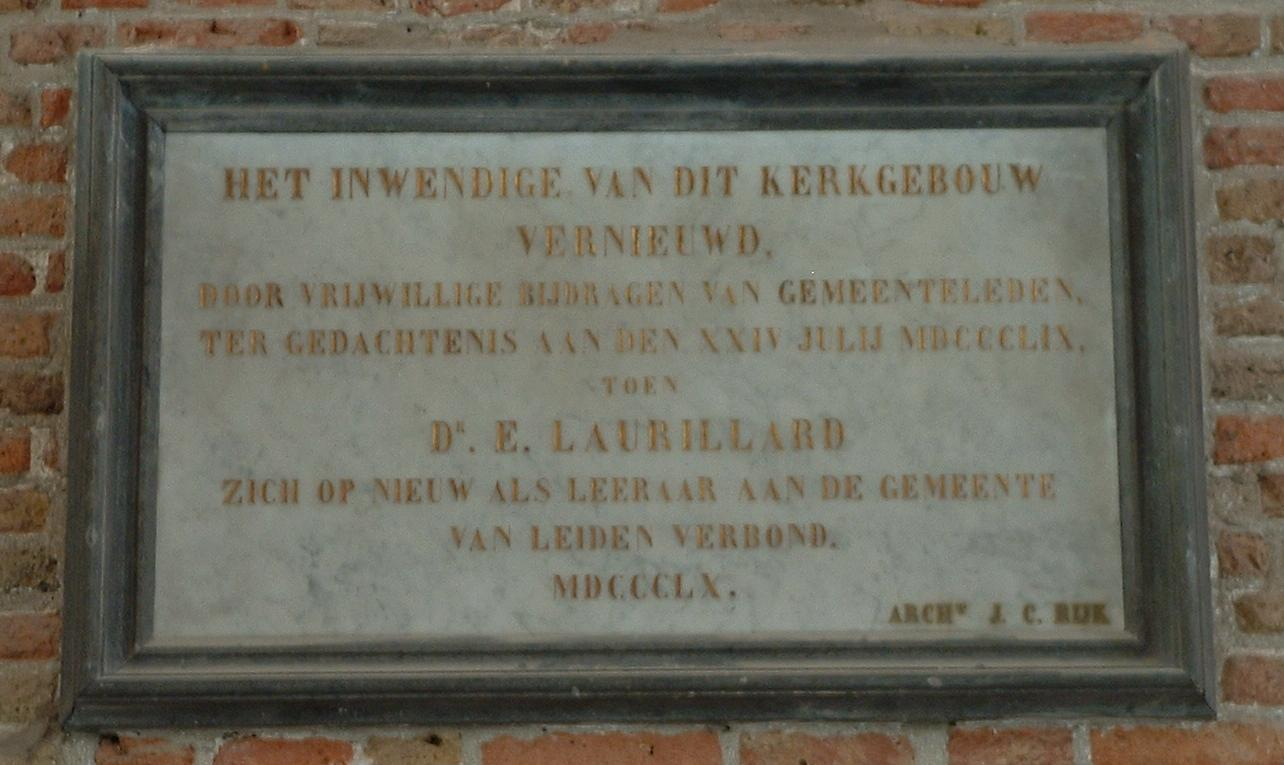
Gedenkteken voor de herinrichting van de kerk 1860

De Pieterskerk is rijk voorzien van memorietafels, gildeborden, gedenktekens en bijzondere grafstenen. Volgens de Stichting Kerkelijk Kunstbezit Nederland (SKKN), die de collectie inventariseerde, is de Pieterskerk met de Grote of Sint-Bavokerk in Haarlem de rijkste collectie 'funerair beeldhouwwerk' van Nederland.
Na enkele eerdere wetten werd het uiteindelijk in 1827 bij wet verboden te begraven binnen de bebouwde kom. De gewoonte om in de Pieterskerk te begraven stopt dan ook in die tijd, hoewel dat geen einde heeft gemaakt aan het oprichten van gedenktekens.

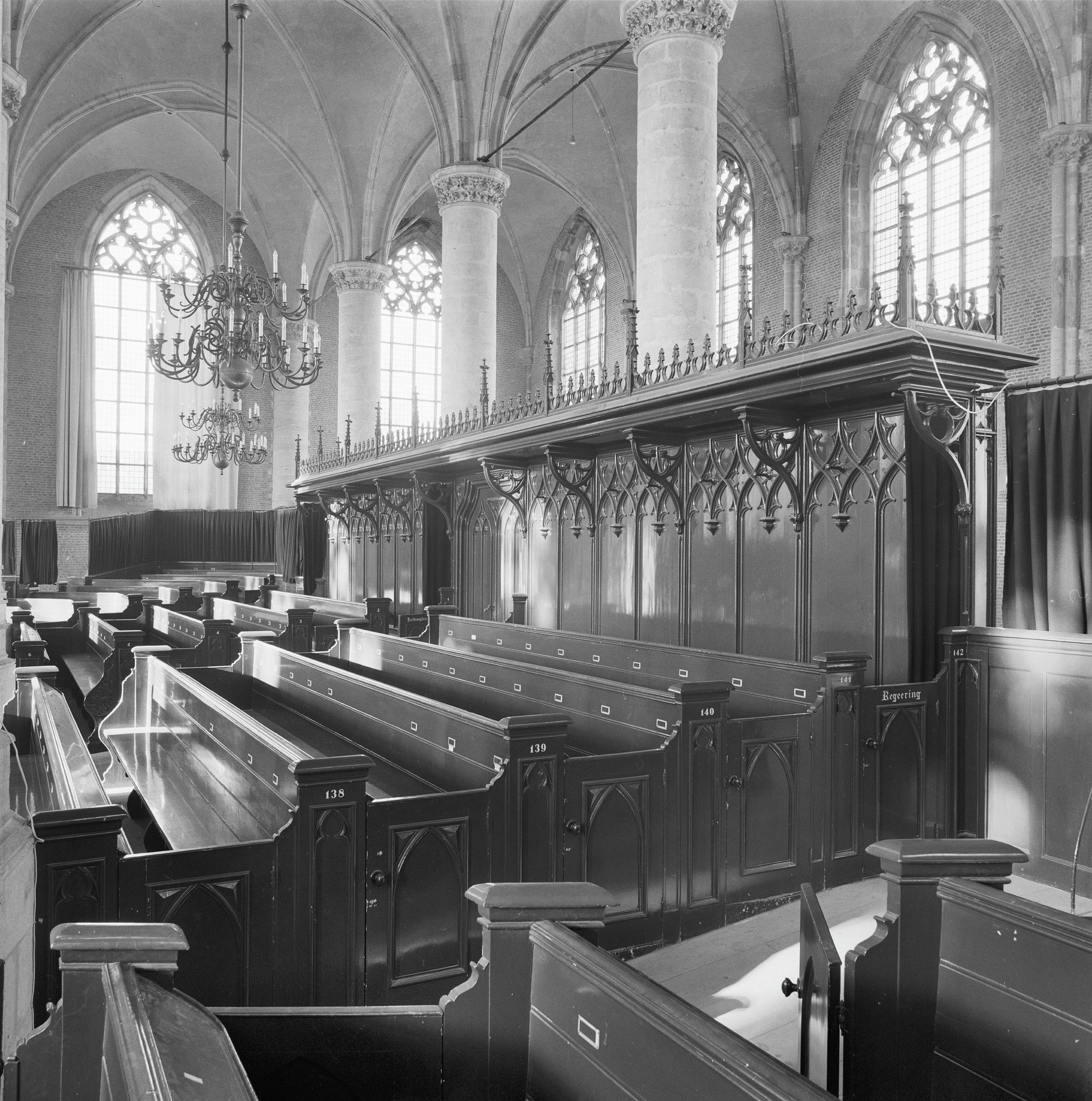
Het bankenblok met de heerenbank tegenover de kansel
(foto: Gerard Dukker, RCE)

Aan het eind van de jaren 1850 waren er vergevorderde plannen om het kerkinterieur ingrijpend te veranderen: er werd om de kansel een houten bankenblok gebouwd met 1200 zitplaatsen. Reden voor de verbouwing was het dreigend vertrek van de zeer geliefde predikant dr Eliza Laurillard, die de akoestiek van de ruimte als reden opgaf. De herinrichting is een geschenk van de gemeente, omdat Laurillard het op hem uitgebracht beroep heeft afgewezen. (zie afb). Maar al twee jaar later (1862) vertrok hij naar Amsterdam.
De graven op de plek van het toekomstig bouwsel werden geschud en belangrijke grafstenen werden elders geplaatst. De lege graven onder het bankenblok werden gevuld met zand. Ook het gedenkteken voor Johannes a Kerchove, van de hand van Rombout Verhulst, verhuisde van zijn plaats onder het orgel naar de westwand van het noordtransept.
Om vast te leggen wat men daarna niet meer kon zien heeft Jonkheer K.J.F.C. Kneppelhout van Sterkenburg alle grafstenen, gedenktekens en monumenten uit de Pieterskerk vastgelegd: soms in tekening, de grafteksten alleen qua tekst. Dit losbladig boek in folioformaat, De Gedenkteekenen van de Pieterskerk te Leyden, werd in 1864 uitgegeven en is nog steeds een belangrijke bron bij historisch onderzoek.
Bij de kerkrestauratie tussen 1978 en 1982 werd het bankenblok afgebroken en is opnieuw een zerken vloer gelegd. Dankzij het speurwerk van R.M.Th.E. Oomes in grafboeken en archieven was het mogelijk de meeste nog aanwezige zerken weer op hun (waarschijnlijk) oorspronkelijke plaats te leggen.

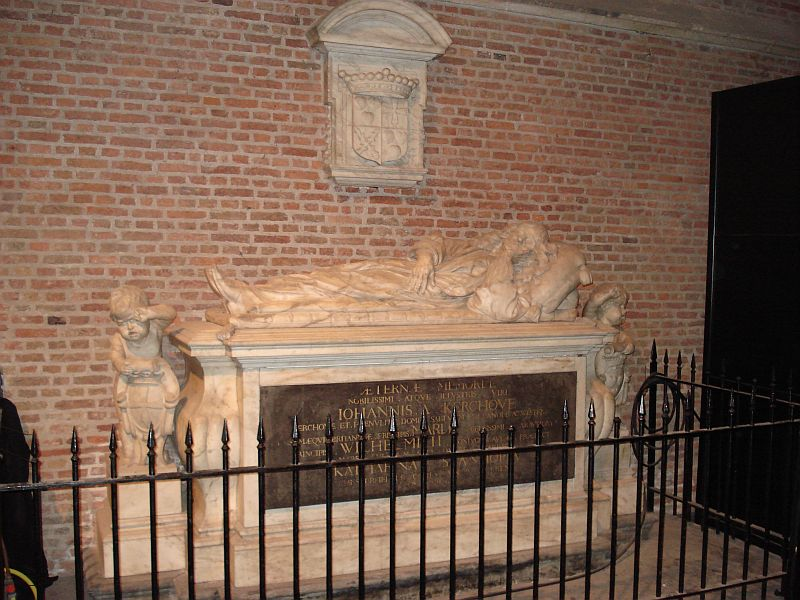
Graftombe van Johannes a Kerchove van de hand van Rombout Verhulst.
(zijbeuk van het noordtransept)

#### Graven en gedenktekens

##### De belangrijkste graftekens
- Graftombe voor Johannes van den Kerchove[47] (1663), een werk van beeldhouwer Rombout Verhulst;
- Graf van de kunstschilder Jan Steen, die overleed in 1679, werd bijgezet in het familiegraf in de Pieterskerk; in de vorige eeuw is naast het graf een gedenkteken aangebracht in de pilaar;
- Willem Cornelisz. Speelman, later genoemd Van Duyvenbode (zie ook onder 4.3: organisten)
- In de westnis van het zuidtransept staat de grafsteen van Floris van Boschhuysen en zijn vrouw, daterend uit 1474. Deze steen is een van de oudste in Nederland waarop een lichaam is afgebeeld.
- Epitaaf voor Johannes a Kerchove. De epitaaf (grafschrift) heeft een architectonische omlijsting met gebogen fronton, waarop een festoen (versiering) van vruchten is geplaatst. Het is opgericht door zijn zoon Johannes van den Kerchove, wiens monument zich nabij de noordingang bevindt.
- Praalgraf van baron Gerard Meerman (1722-1771), ontworpen door Jean Theodore Royer (1737-1807) en uitgevoerd door de Haagse, uit Polen afkomstige kunstenaar Franciszek Offert (of Hoffert). De latijnse inscriptie luidt (in vertaling): "Voor Gerard Meerman, vroeger geliefd bij geleerde vorsten en vooraanstaande burgers, thans gemist door zijn dierbaren. Hij leefde 49 jaar."

##### Mausoleum Accademicum

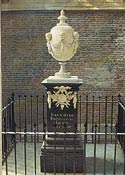
Het grafmonument van de medicus Herman Boerhaave, van de hand van Antony Wapperon, naar een ontwerp van Frans Hemsterhuis. (Zijbeuk zuidtransept)

In de Pieterskerk zijn veel hoogleraren van de universiteit begraven, zodat wel wordt gesproken over het Mausoleum Accademicum:
- De beroemde hoogleraar en medicus Herman Boerhaave. Er is voor hem een bescheiden grafmonument, ontworpen door Frans Hemsterhuis en in 1762 vervaardigd door Antony Wapperon.[48]
- Een gedenkteken voor de wiskundige Ludolph van Ceulen met daarin gebeiteld de eerste 35 decimalen van het getal Pi die hij berekend had.[49] Dit gedenkteken is een getrouwe kopie[50] van zijn grafzerk, die al in de 18e eeuw verloren is gegaan. De tekst was de eerste wetenschappelijke publicatie op een grafzerk. Het gedenkteken is in 2000 ontworpen en vervaardigd door Cornelia Bakkum, in opdracht van het Wiskundig Genootschap.
- Snellius (Willibrord Snel van Royen) (wis- en sterrenkundige).
- Rembert Dodoens (Dodonaeus), de schrijver van het Cruydtboeck (1554).
- Ook Jacobus Arminius (1559-1609), werd in de Pieterskerk begraven. De plaats van zijn graf is echter niet (meer) bekend.[51] Zijn theologische opvattingen over predestinatie, de vrije wil en erfzonde leidden tot het ontstaan van de Remonstrantse broederschap. Bij het 300-jarig bestaan van het Remonstrantsch Seminarie is in de zuidmuur van de kooromgang een gedenksteen ter zijner nagedachtenis aangebracht.
- Een van de bekendste leerlingen van Scaliger, Thomas Erpenius (Gorcum, 11 september 1584 - Leiden, 13 november 1624), is ook in de Pieterskerk begraven geweest; zijn memorietafel hangt aan de oostmuur van het zuidtransept.
- Johannes Coccejus (eigenlijk Johannes Coch) (1603-1669) was een theoloog en filoloog die een vooraanstaande rol speelde in een richtingenstrijd binnen het gereformeerd protestantisme van de 17e eeuw. Zijn tegenvoeter was Gisbertus Voetius. In zijn graf werd tijdens de Tweede Wereldoorlog de pedelstaf en het grootzegel van de universiteit bewaard. Zijn gedenkteken, dat is aangebracht aan de zuidzijde van de vieringpilaar in de Zuid Binnen Wandeling, is vervaardigd door Anthonie Ziesenis.[52] Dit gedenkteken zelf was aanleiding en voorwerp voor een voortgezette theologische twist.[53]
- Johan Luzac (journalist, "patriot", hoogleraar Grieks, bevriend met John Adams (VS)). Hoewel hij in de Vrouwekerk begraven was, werd "door zijn vrienden"[54] in de Pieterskerk een monument voor hem opgericht.[55]

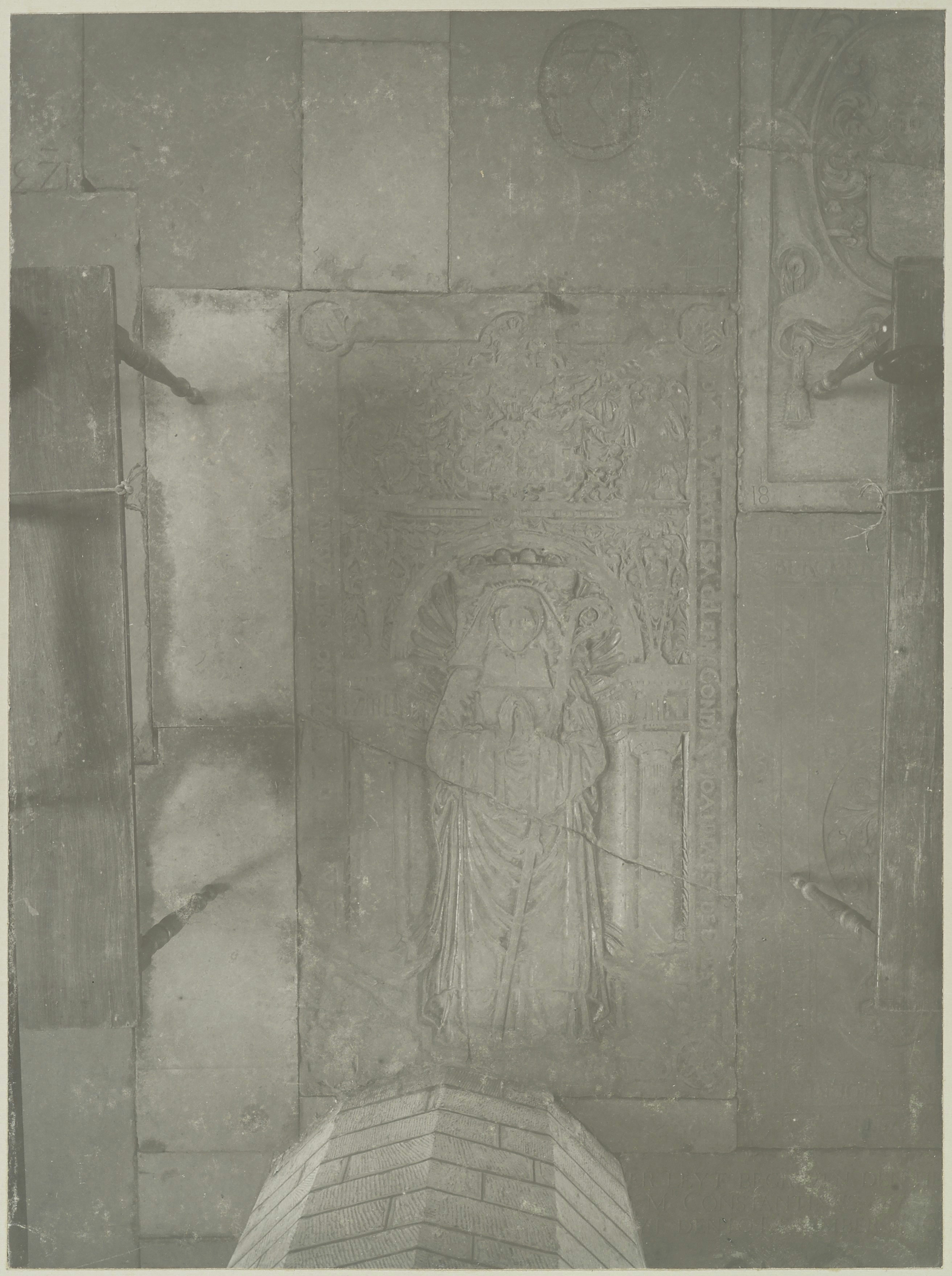
De grafsteen van Johanna van der Does (kooromgang, zuidzijde)
Foto: Rijksdienst voor het Cultureel Erfgoed
(Fotograaf: J. Goedeljee)

##### Andere bekende mensen
Anderen die in de kerk begraven zijn en/of er een grafmonument hebben, zijn:
- Johanna Adriaansdr van der Does[56] (overleden Leiden 22-9-1574), de laatste regerend abdis van het klooster Leeuwenhorst. Haar rijkbewerkte grafsteen bevindt zich in de zuidelijke kooromgang. Dat deze steen daar ligt, is daarom bijzonder omdat het blijkbaar mogelijk was slechts twee jaar ná de overgang tot het protestantisme een graf te verwerven voor een katholiek ambtsdrager en dat op dergelijke manier te tonen (zie afbeelding).
- Susanna van Etten (1549-1631); met een paar getrouwen zette zij, na de sluiting van het klooster Leeuwenhorst, in een particulier huis in Leiden de leefgemeenschap voort en zij wordt daarom ook wel als de laatste abdis van het klooster beschouwd.[57] (Haar grafsteen bevindt zich onder de houten vloer in het koor en is dus niet te zien.)
- Anna van Berchem, vrouwe van Rijnsburg.
- Margaretha van Mechelen[58] (1580–1662) de maîtresse van Maurits van Oranje.[59]
- Filips van Marnix van Sint-Aldegonde, de secretaris van Willem van Oranje; aan hem wordt de tekst van het Wilhelmus toegeschreven. De plaats van zijn graf bevindt zich onder de houten vloer in het koor en is dus niet te zien.[60] Er is een glas aan hem gewijd (zie hieronder).

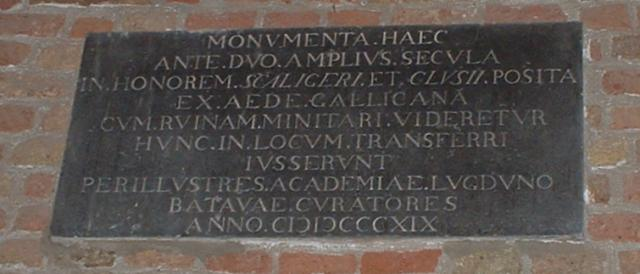
Gedenkteken voor de herplaatsing van de grafmonumenten van Clusius en Scaliger uit de Vrouwekerk in Leiden (1819) (schip, westgevel)
(foto: Ton Boon)

##### Grafstenen en gedenktekens van elders
Na de sloop in 1819 van de Vrouwekerk (waar de Waalse gemeente was gehuisvest) in het begin van de 19e eeuw zijn de graven en gedenktekenen van een aantal hoogleraren naar de Pieterskerk overgebracht. De bekendsten zijn:
- Josephus Justus Scaliger (Agen, 1540 - Leiden, 21 januari 1609), een beroemd Nieuw-Testamenticus en een van de eerste hoogleraren aan de jonge universiteit. Zijn gedenkteken is vervaardigd door Hendrick de Keyser.[61]
- Carolus Clusius (Arras, 18 februari 1526 - Leiden, 4 april 1609), die in 1594 hoogleraar in de kruidkunde aan de universiteit werd en van 1594 tot 1598 de jonge Hortus Botanicus leidde.

##### Verdwenen graven
Het was de gewoonte een graf na bepaalde tijd te schudden, om ruimte te maken voor nieuwe. Als men over een grafkelder beschikte werden de onverteerde resten (botten, tanden, nagels en haar) overgebracht in een 'schudkistje', dat elders in de kelder een plek vond. Voor 'gewone graven' gold meestal, dat de botten werden overgebracht naar een algemene knekelput. Voor wie dat niet wilde, konden de resten in een schudkistje in een speciale schudput worden ondergebracht. In de Pieterskerk zijn een aantal velden met zulke putten, waarvan de stenen meestal zijn voorzien van nummers. Deze verwijzen naar de grafadministratie (zie afbeelding).

Het was niet ongebruikelijk, dat men zelf zijn graf uitzocht. Het recht op een gekocht graf was 'bezit' en vormde daarmee deel van de erfenis. Zo werden de graven door nabestaanden gewoon verkocht, soms met zerk en al. Daarnaast waren de nabestaanden gehouden periodiek bij te dragen aan onderhoud en instandhouding van het graf. Als daar niet aan werd voldaan, konden de grafmeesters het graf confisqueren en uitgeven aan een nieuwe koper. Dit zijn de redenen waarom velen die in de Pieterskerk begraven waren niet meer zijn te traceren. Enkele voorbeelden:
- Volgens de grafboeken is het molenaarsechtpaar Van Rijn, de ouders van Rembrandt, in de Pieterskerk begraven geweest. De exacte plek is niet precies bekend. Op de vermoedelijke plek (in het middenschip, voor de kansel) liggen thans 3 stenen zonder inscriptie; ook in Kneppelhout[62] komt het graf niet voor. Wellicht was het voordien al overgegaan in andere handen en geschud.
- Jan van Hout, de beroemde stadssecretaris van Leiden tijdens het beleg en ontzet, wordt in de grafboeken van de Pieterskerk vermeld. De plaats van het graf dat hij heeft gekocht is bekend (de noordwesthoek), ook dat hij zelf zijn grafmonument heeft ontworpen.[63] Er is geen grafsteen voor hem. Op initiatief van de Vereniging Jan van Hout is op 25 april 2013 bij de plek van zijn graf een gedenkteken onthuld[64] van de hand van Jan Kleingeld.
- John Robinson, leider der Pilgrim Fathers; zijn graf moet in de doopkapel hebben gelegen, maar de exacte plaats is niet bekend. Ook in Kneppelhout[62] wordt het niet genoemd.
- De organist en componist Cornelis Schuyt werd na zijn dood in 1616 begraven in het derde vlak van de 'noordbuitenwandeling', maar de steen is in de geschiedenis niet bewaard gebleven.
- de literator Dominicus Baudius.
- de humanistische geleerde Daniel Heinsius.
- In het koor is het graf geweest van Frans Hemsterhuis (1721-1790), de ontwerper van het grafmonument voor Boerhaave. Tijdens zijn leven was hij secretaris van de Raad van State. Bekendheid geniet hij als filosoof; zijn beschouwingen en socratische dialogen over onder andere esthetiek, leverden hem de bijnaam 'Frieske Sokrates' en 'Bataafse Sokrates' op. In het naslagwerk van Kneppelhout[62] (1864) is zijn steen niet opgenomen.
- De schilder Pieter de Ring werd na zijn dood in 1660 in de Pieterskerk begraven. Hij was een van de medeoprichters van het Lukas-gilde.

#### Afbeeldingen

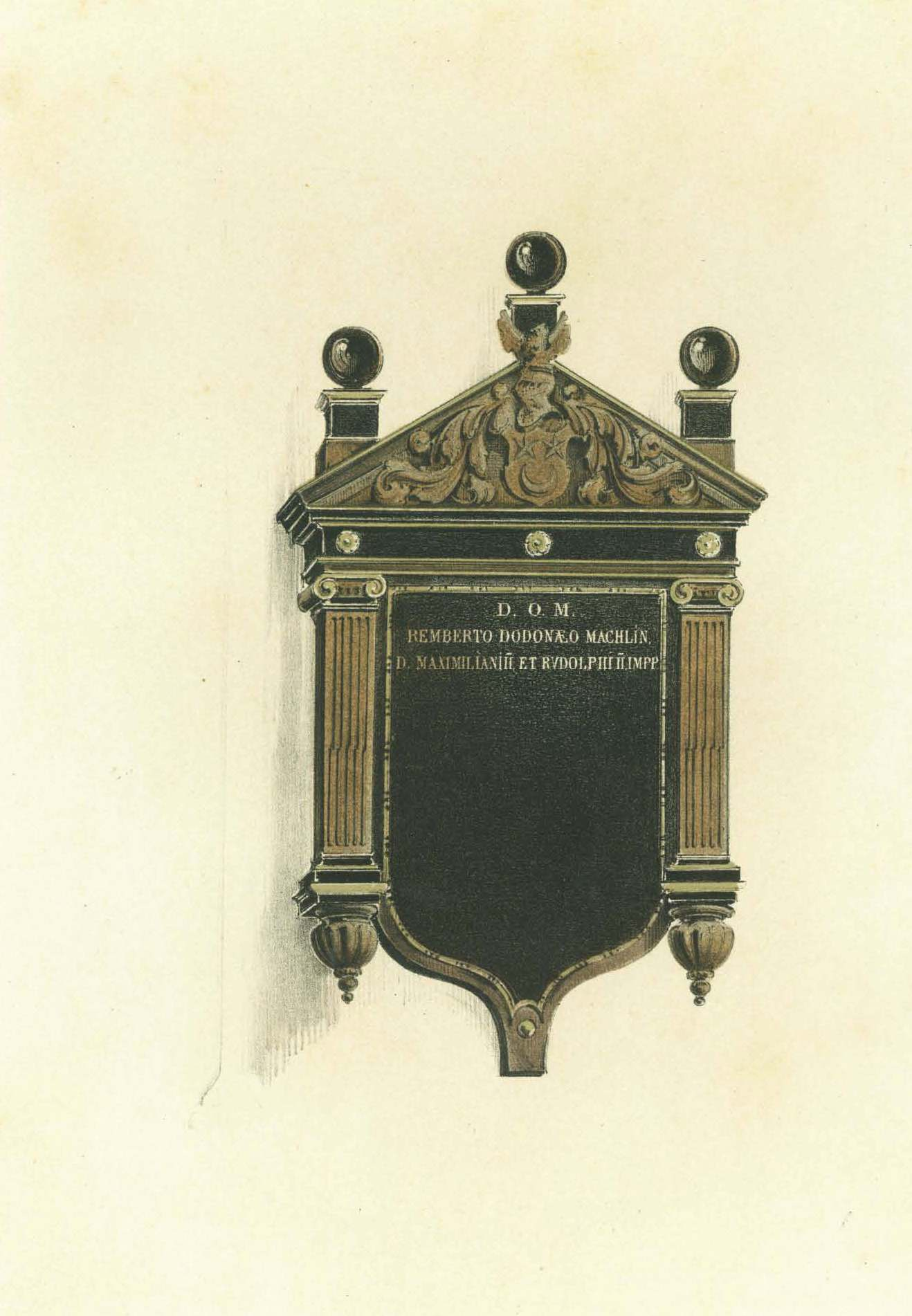
Grafmonument van Dodonaeus (Rembert Dodoens)[62] (hoekpilaar van kooromgang en noordtransept)
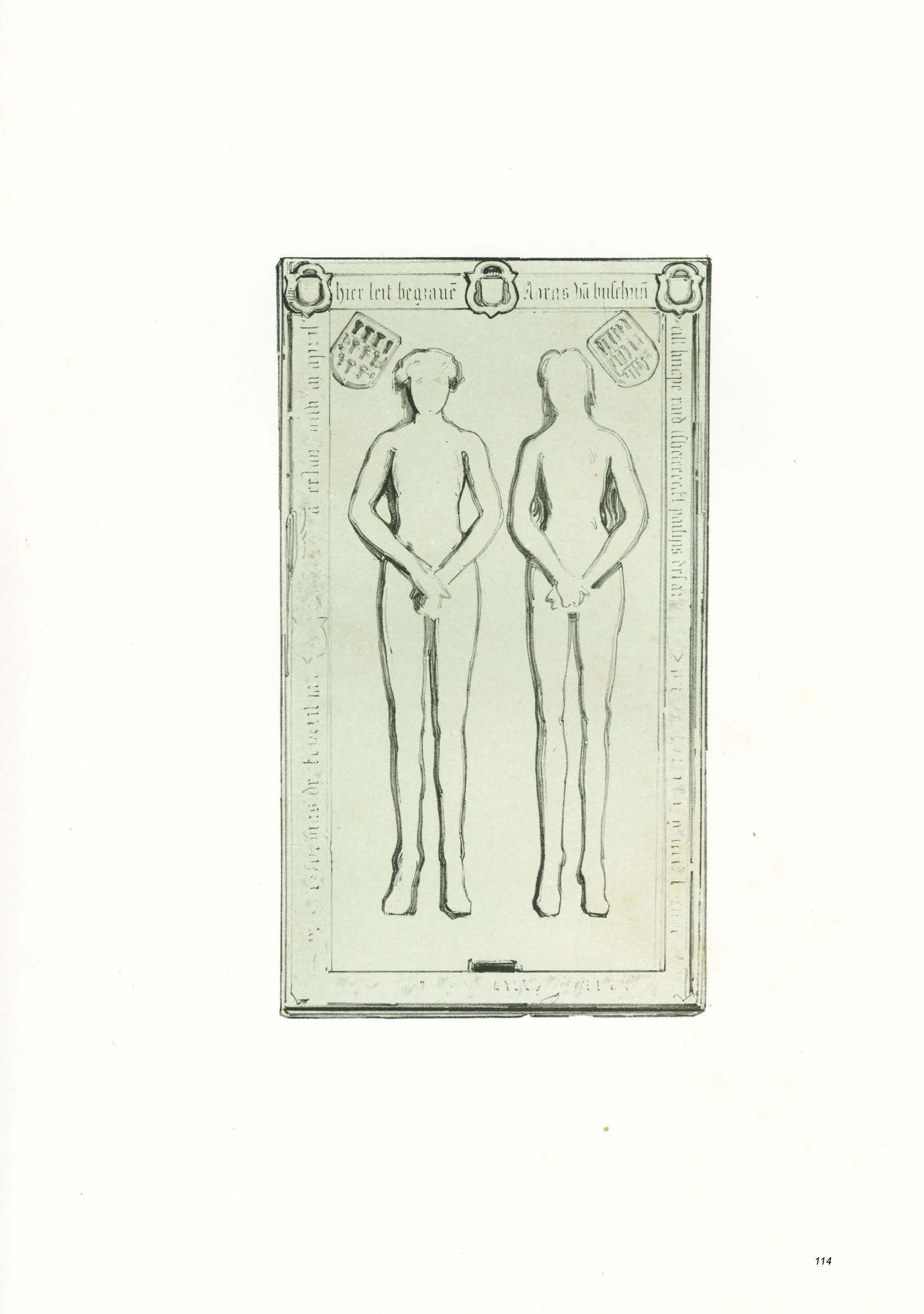
Grafsteen van Floris van Boschhuysen (15e eeuw)[62] (zijbeuk noordtransept)
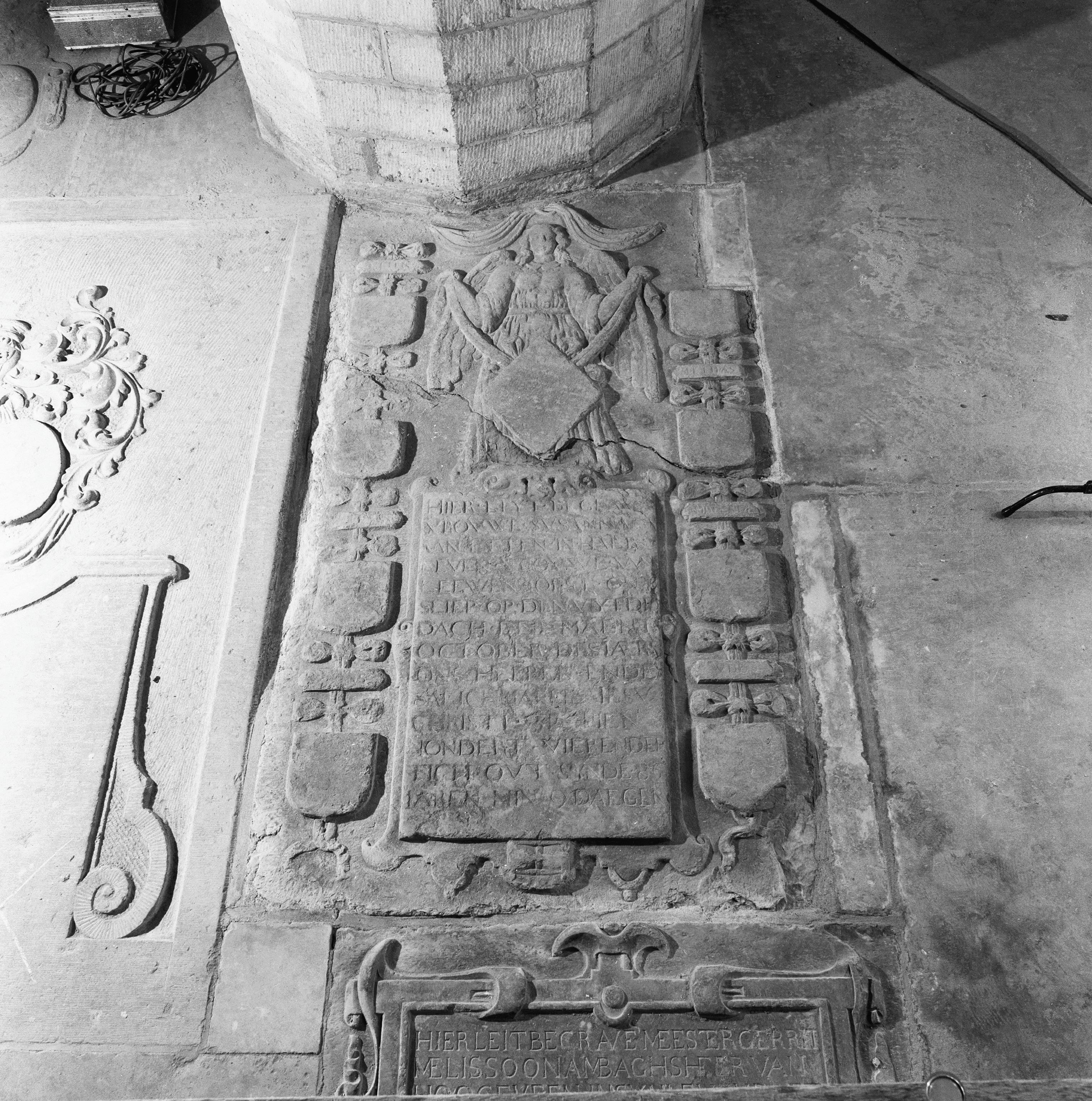
De grafsteen van Susanna van Etten Foto: Rijksdienst voor het Cultureel Erfgoed (fotograaf: Gerard Dukker, 1981)
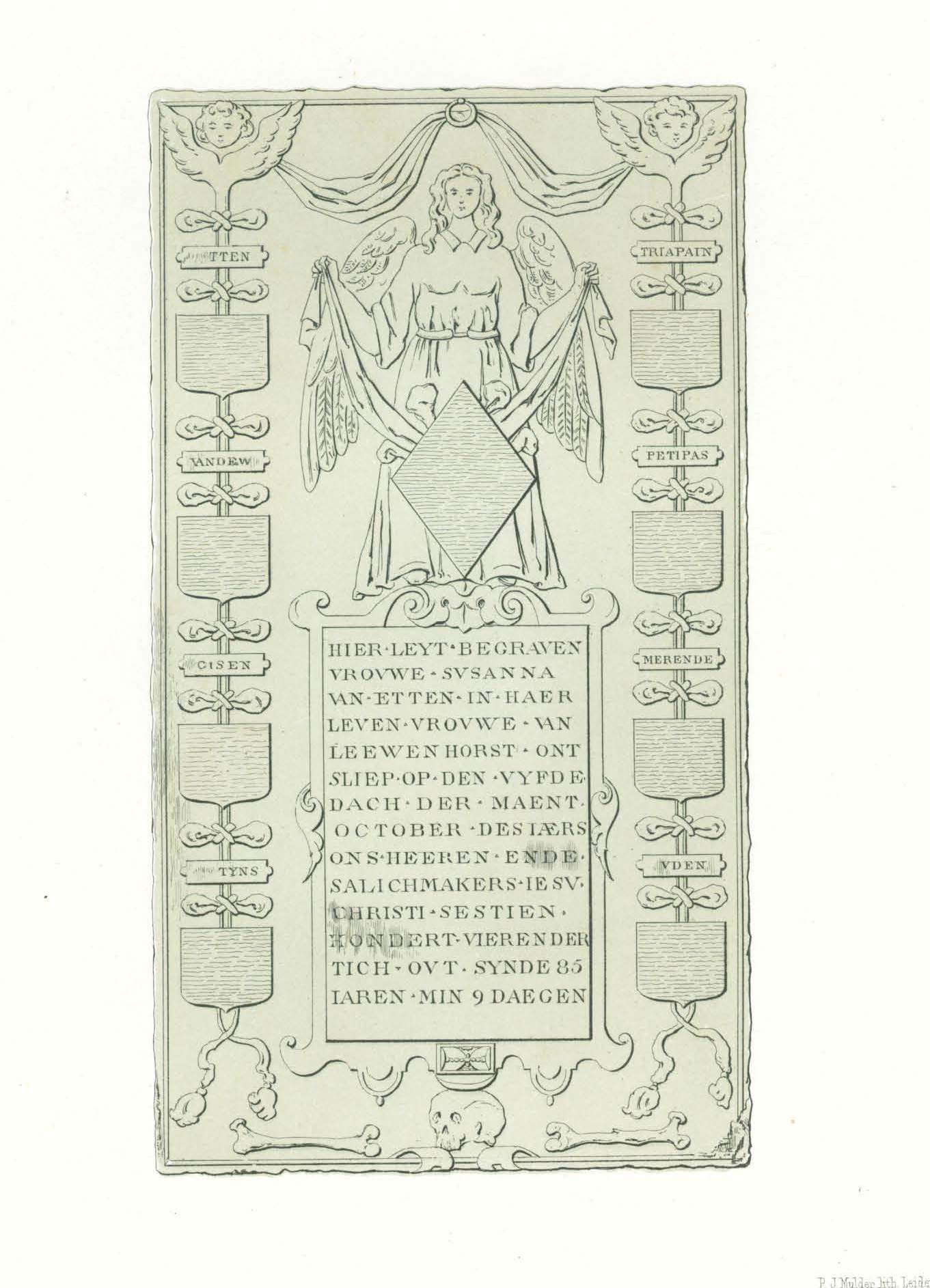
De grafsteen van Susanna van Etten[62] (Koor noordzijde, onder de dekvloer)
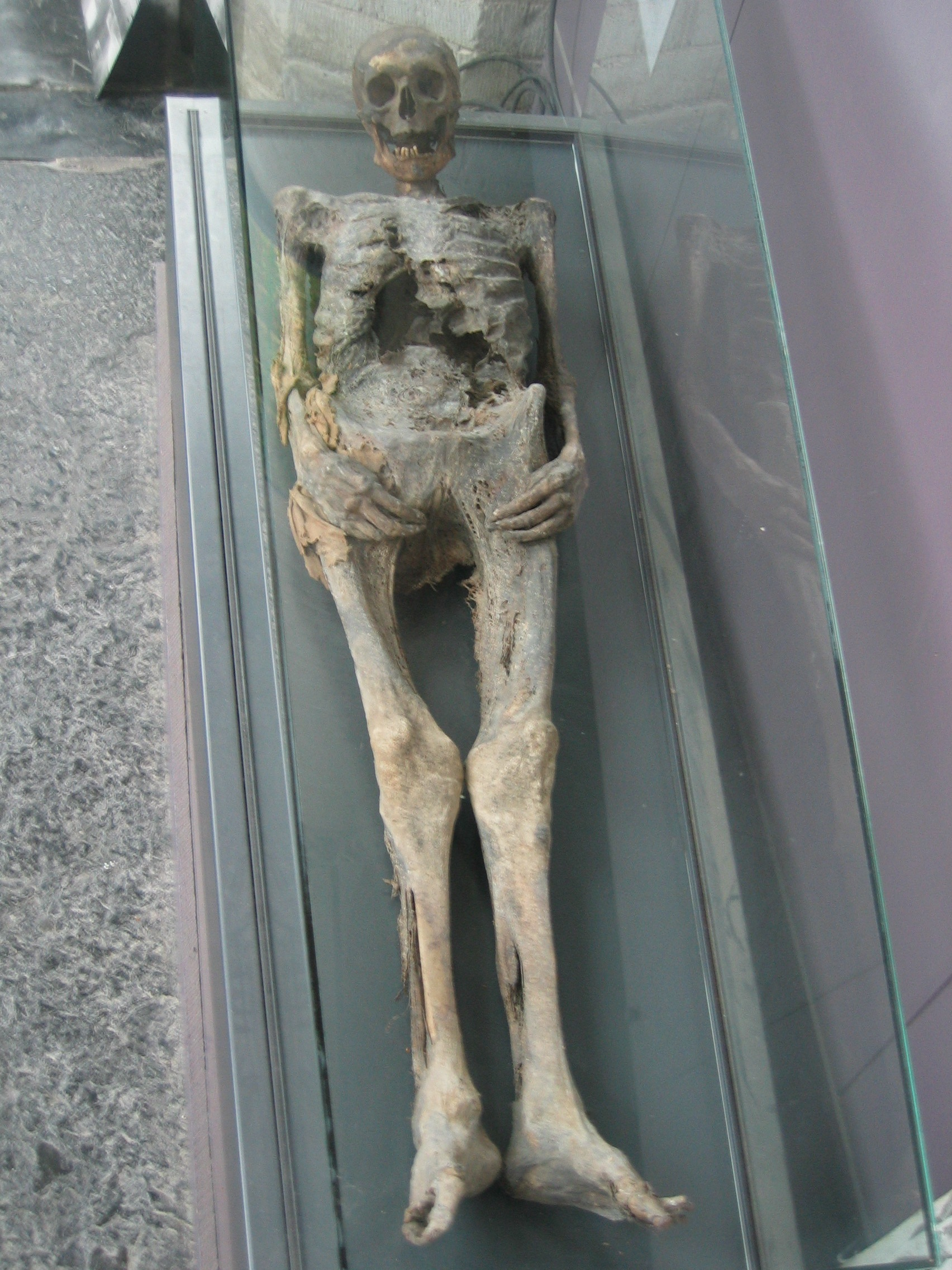
De Leidse mummie (niet meer te bezichtigen)
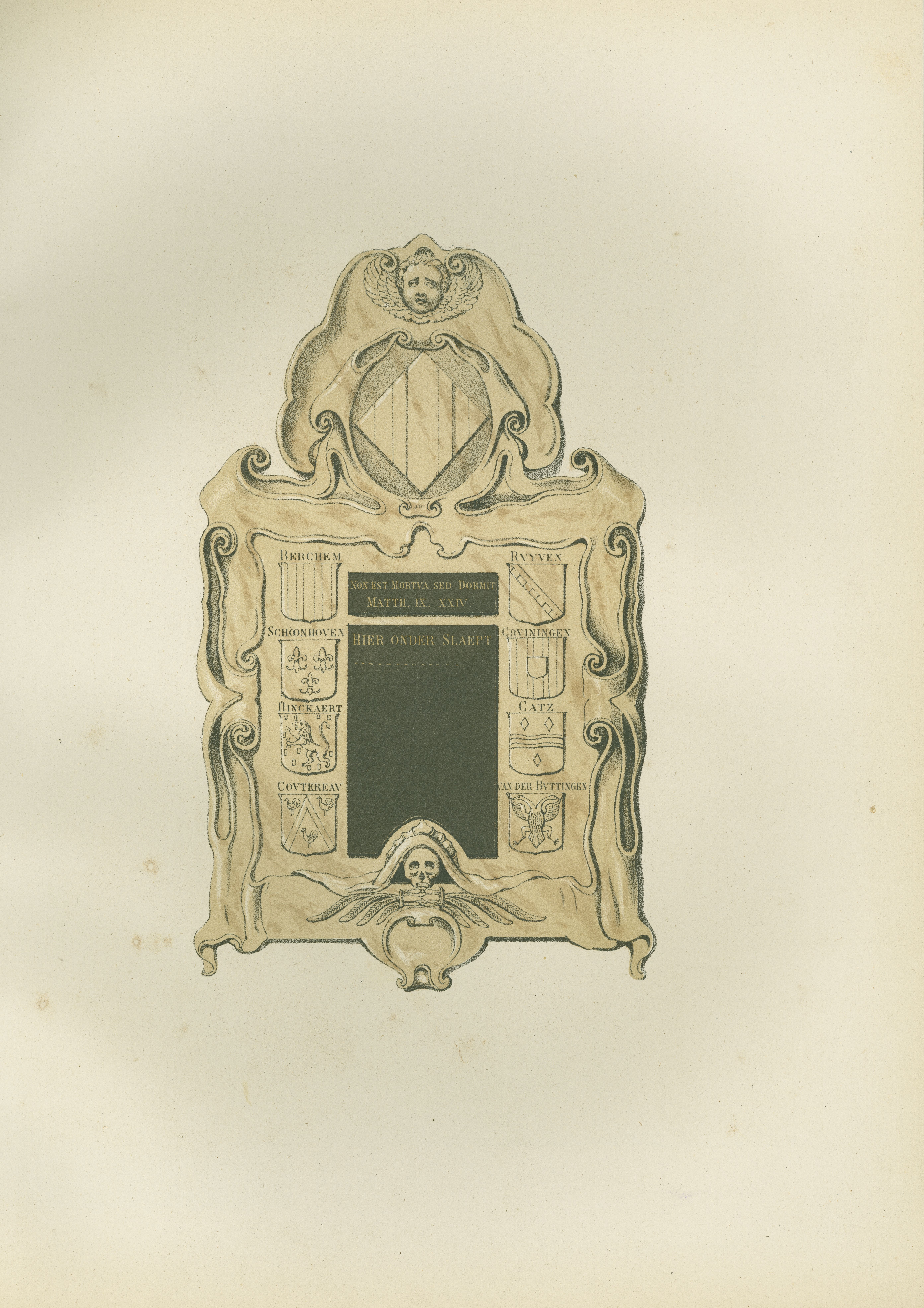
Het gedenkteken voor Anna van Berchem[62] (zijbeuk Noordtransept)
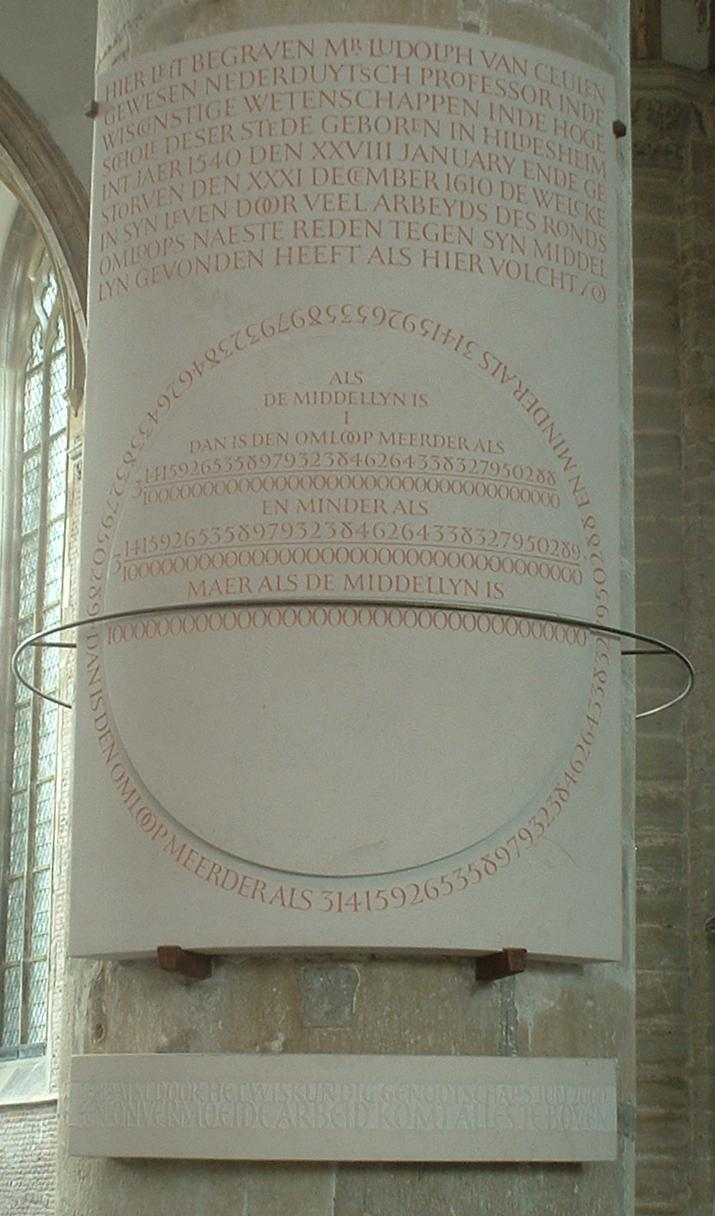
Monument voor π en Ludolf van Ceulen. (1e pilaar vanaf de westgevel, zuidzijde schip) (Foto: Ton Boon)
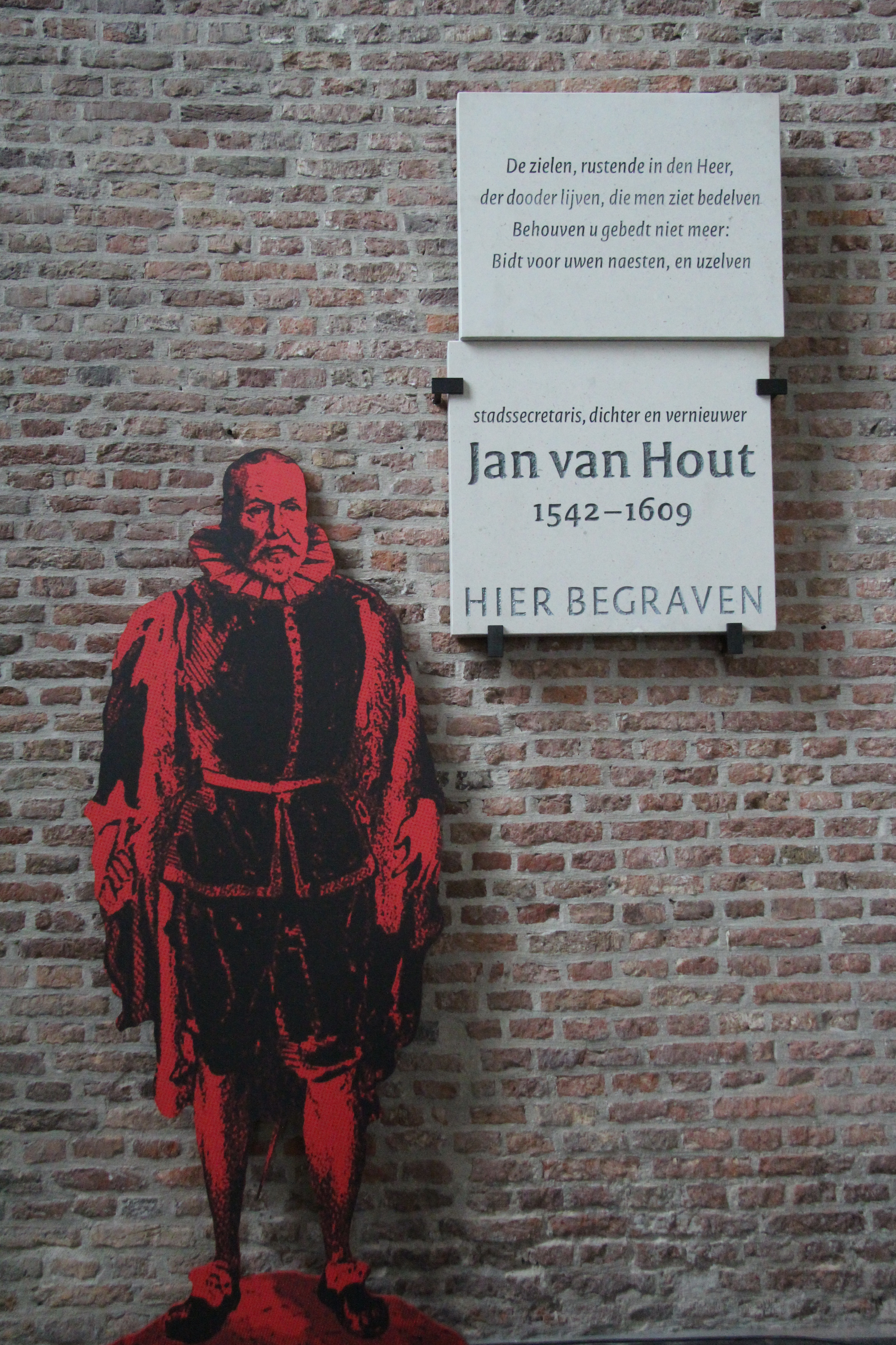
Gedenkteken Jan van Hout. (westelijke travee Noord Buiten Wandeling)
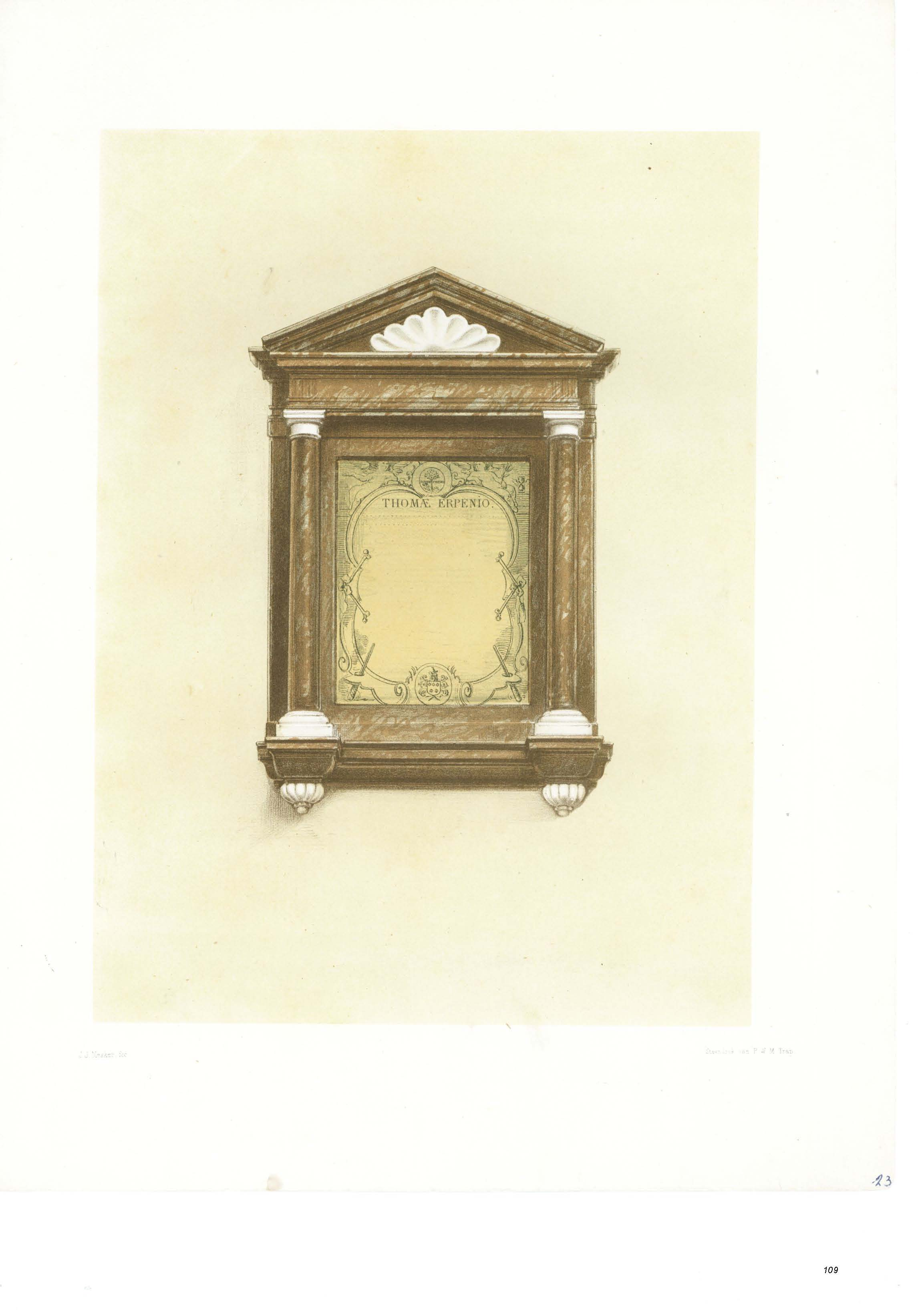
Epitaaf Thomas Erpenius[62] (tegen de oostmuur van het zuidtransept)
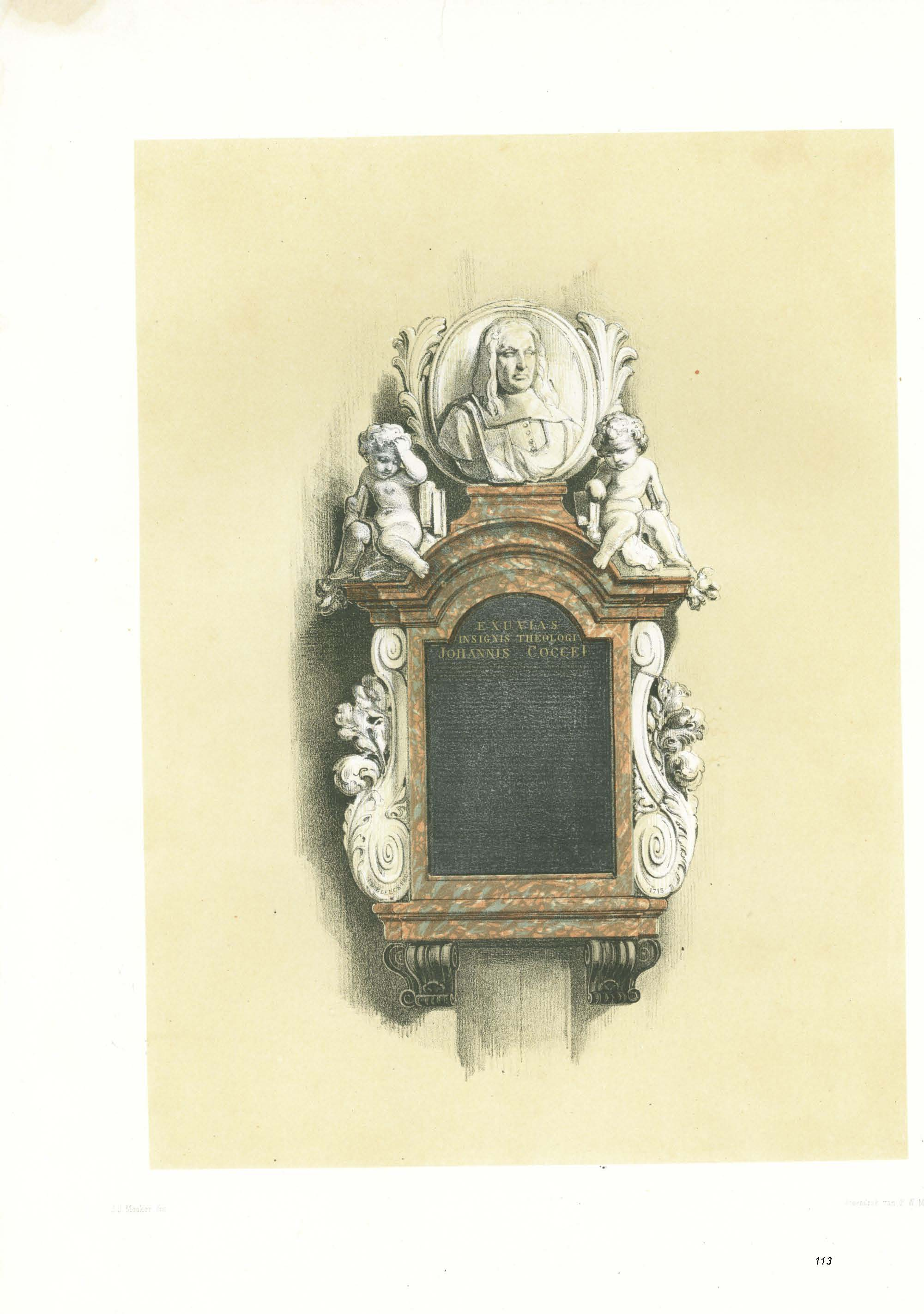
Het grafmonument voor Coccejus.[62] (Zuid Binnen Wandeling tegen de vieringpilaar)
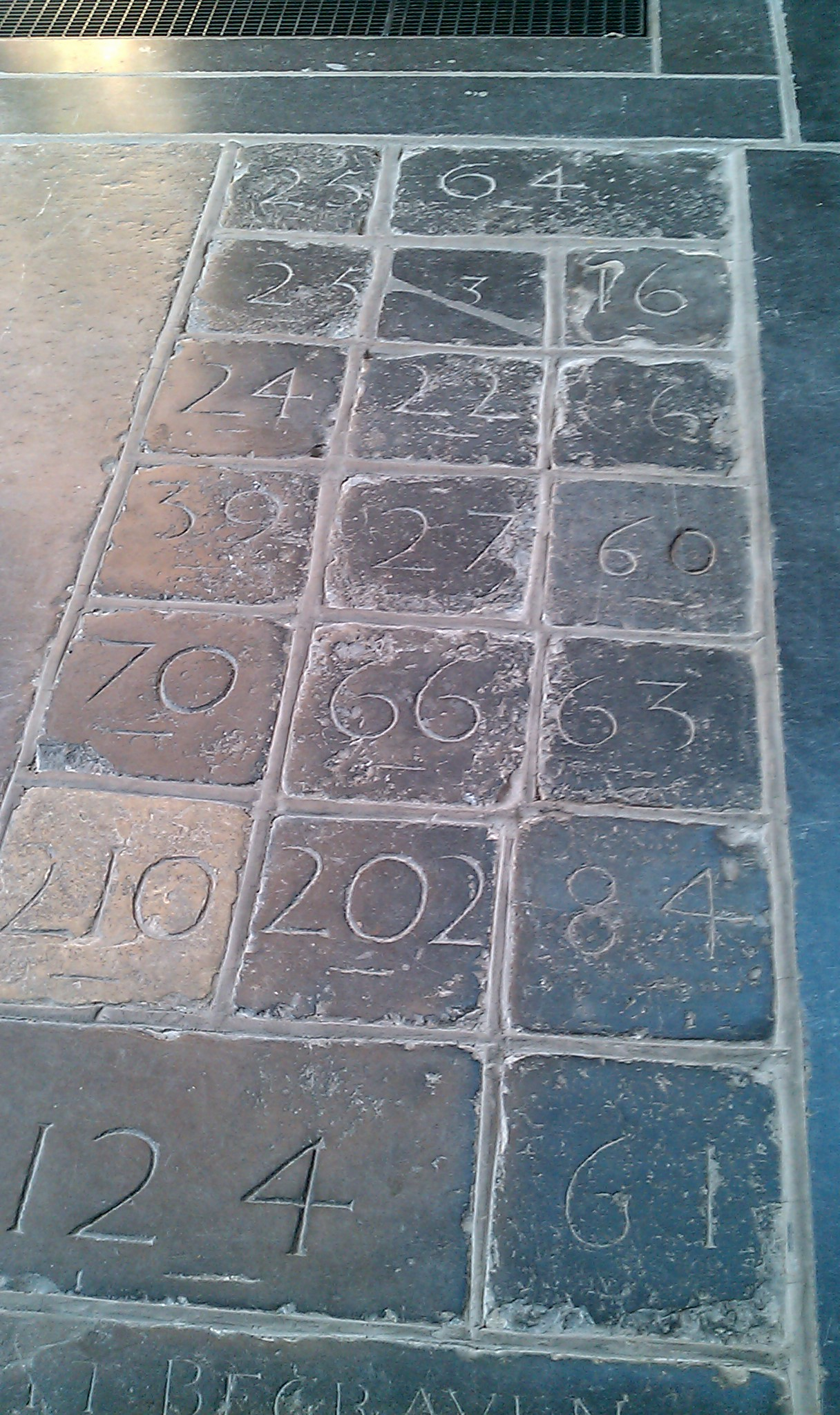
veld met schudputten (westelijke travee Zuid Buiten Wandeling) (foto: Ton Boon)

### Glas-in-loodramen

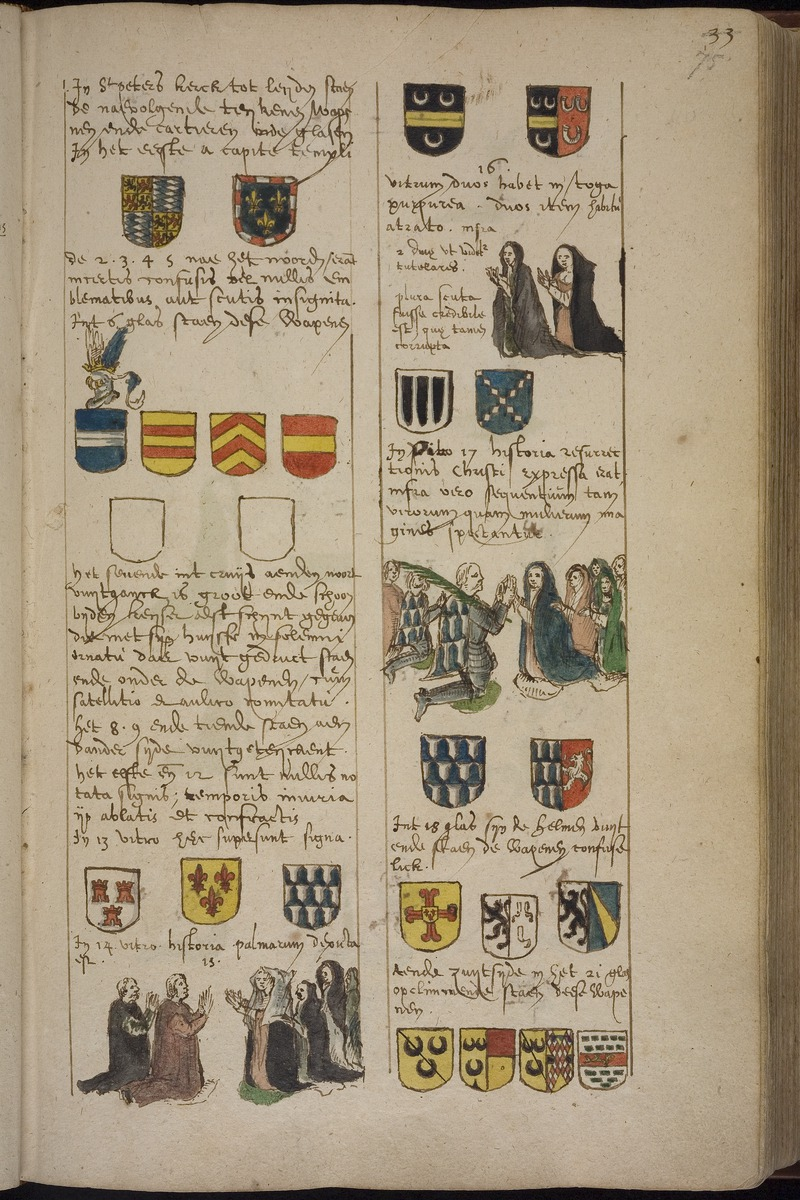
Pagina 75 uit de "Inscriptiones" (1641) van Buchelius, met een middeleeuws glas-in-loodraam in de Pieterkserk. (Het wapenteken rechtsonder in de linker kolom is van de familie Boschhuysen.)
(bron: Universiteitsbibliotheek Utrecht)

#### Geschiedenis
In de katholieke periode was de kerk gesierd met gebrandschilderde glas-in-loodramen. Gilden en vooraanstaande personen stelden er een eer in de kerk een 'glas' te schenken. Hoewel na de reformatie de afbeeldingen in deze ramen niet meer werden onderhouden, is er nog lang veel van overgebleven. Zo heeft Aernout Buchelius in zijn Inscriptiones (1641) vele daarvan getekend.
Ook na de reformatie werden nog wel (gebrandschilderde) glazen geschonken. Bij de buskruitramp in 1807 is echter al het glas in lood verloren gegaan.

#### Raam voor Filips van Marnix van Sint-Aldegonde en Willem van Oranje
In de 20e eeuw is men opnieuw overgegaan tot het plaatsen van gebrandschilderd glas. Vooralsnog bleef dat beperkt tot het Marnixraam voor Filips van Marnix van Sint-Aldegonde en prins Willem van Oranje, in juni 1940. Aanleiding was de 400ste geboortedag van Filips (die in de Pieterskerk is begraven), gecombineerd met het 74e lustrum van de universiteit, die in 1575 door Willem Van Oranje was gesticht. Het glas is terstond na plaatsing weer verwijderd en in de zomer van 1945 teruggeplaatst. Het plaatsen van het glas in juni 1940 is door sommigen wel beschouwd als een daad van sympathie, en door anderen als een daad van verzet jegens de bezetter. Maar omdat het initiatief voor de plaatsing teruggaat tot het midden van de jaren 30, is geen van beide erg waarschijnlijk. Het glas is ontworpen door Georg Rueter en vervaardigd door glasatelier W. Bogtman in Haarlem.

#### De huidige beglazing
De huidige (blanke) beglazing van de kerk dateert uit 2008-2010 en is verzorgd door Glasatelier Hagemeyer in Tilburg. Naar foto's uit het einde van de 19e eeuw van Jan Goedeljee is teruggegrepen op de diagonale verloding. Alle vensters hebben een andere maatvoering, waardoor er geen twee panelen met dezelfde maten zijn. Daardoor zijn de hoeken van de "wiebertjes" in elk glas anders. Desondanks lijkt het alsof de diagonale lijnen recht doorlopen achter de montanten.

#### Ramen met namen
Zoals in vroeger tijden de namen, wapentekens, of soms de gestalte van gulle schenkers werden vereeuwigd op altaarstukken en schilderijen of in ramen, zo is voor de fondswerving van de restauratie aan het begin van de 21e eeuw de mogelijkheid geschapen om de naam van de gever in het glas in lood te laten brandschilderen.
Naar een idee van de kunstenaar Jan Dibbets worden in de onderste panelen van de lage ramen een aantal kunstwerken gerealiseerd aan de hand van typografische tekens.
- Het ontwerp en de uitvoering van de panelen in de kooromgang en enkele in het schip is van de hand van Frank E. Blokland, docent lettertekenen aan de Koninklijke Academie van Beeldende Kunsten te 's Gravenhage en aan het Plantin Instituut voor Typografie te Antwerpen. De realisatie van de ramen, inclusief het brandschilderen, is verzorgd door Glasatelier Hagemeyer in Tilburg.[70]
- Voor de panelen in de grote ramen op de koppen van het transept tekende de Leidse graficus en kunstenaar Jan Kleingeld, met hulp van Sam Gobin. In deze ramen zijn de namen verwerkt van alle bouwlieden die de restauratie 2001-2010 hebben gerealiseerd.

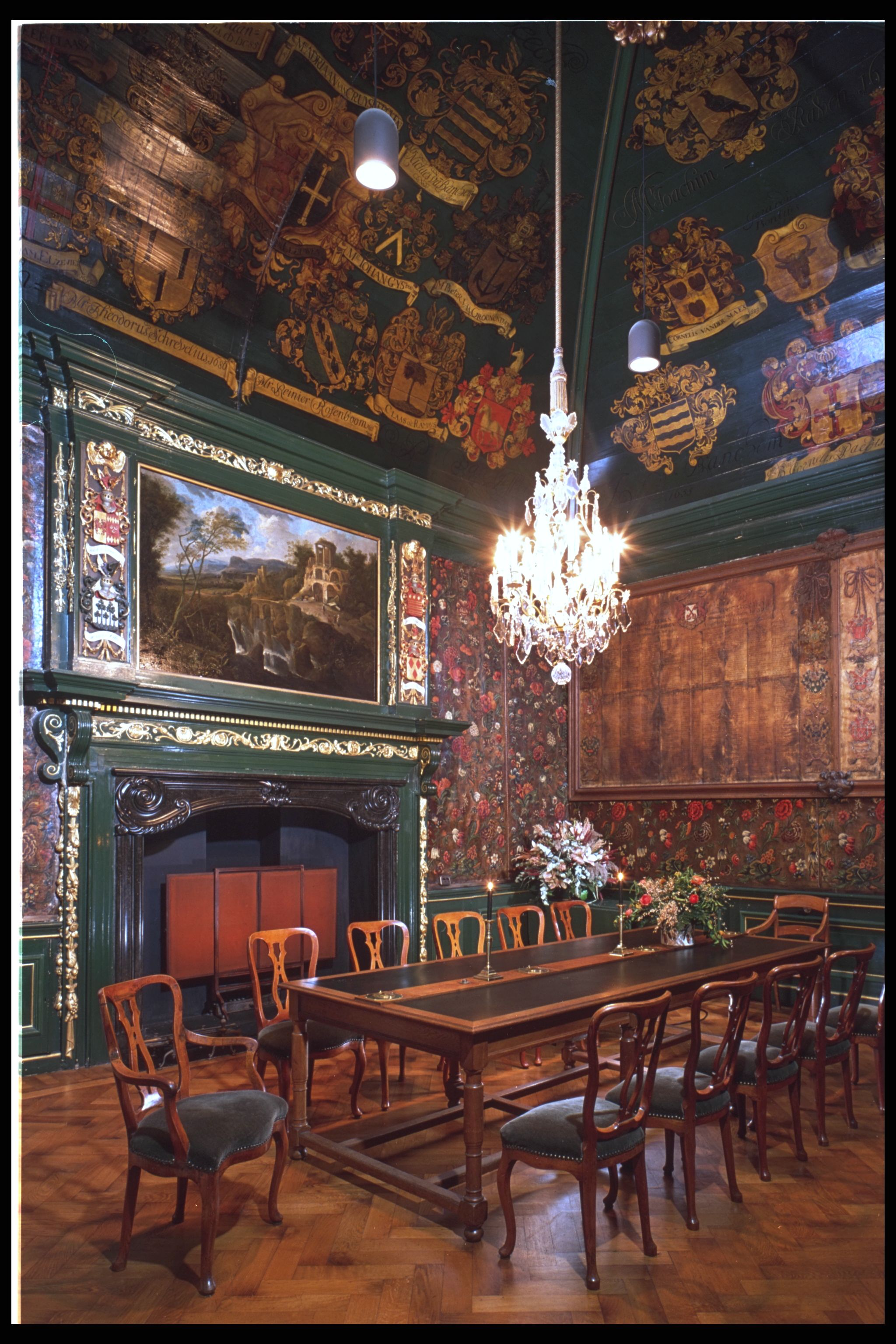
Kerkmeesterskamer
(foto: Thijs Wolzak)

### Kerkmeesterskamer (1650)
De kerkmeesterskamer is wel de meest bijzondere van de verborgen schatten van de Pieterskerk.
Deze kamer is in 1648 speciaal gebouwd voor het College van Kerkmeesters dat was belast met het beheer van de goederen en financiën van de Hervormde Kerk in Leiden. Alles in deze kamer lijkt erop gericht de bezoeker te overtuigen van het belang van dit College. Het ontwerp is mogelijk van Arent van 's-Gravesande.
Het interieur is grotendeels tot stand gekomen in de zeventiende en de achttiende eeuw. De meest vooraanstaande kunstenaars in de stad werden hiervoor aangetrokken. Opmerkelijk is het houten plafondgewelf dat bezaaid is met familiewapens van kerkmeesters. Elke plek lijkt hiervoor te zijn benut. Imposant is de grote schouw, die rijkelijk voorzien is van houtsnijwerk met bladgoud en een bijzondere betekenis heeft door het schilderij van Dirk Verhart. Deze schilder was in zijn tijd bijzonder populair, maar hij was ook zozeer een modeschilder dat al zijn werk verloren is gegaan, behalve het schilderij in de kerkmeesterskamer. Het stelt een Italiaans landschap voor, met de Vesta- of Sibylletempel bij Tivoli.

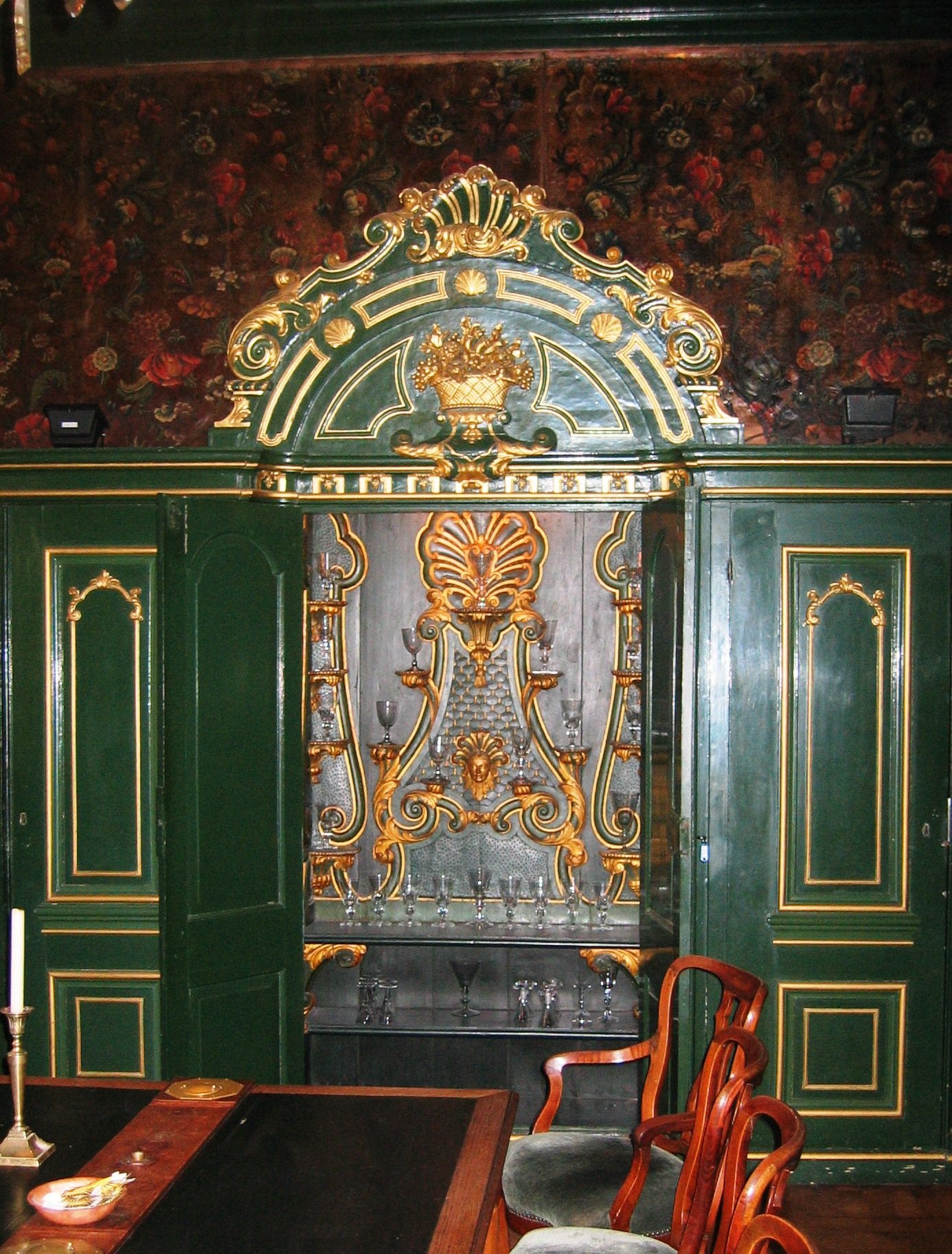
De verborgen buffetnis

Hoezeer de kerkmeesters uit waren op uiterlijk vertoon blijkt wel uit de verborgen buffetnis en het goudleerbehang. Het is beschilderd met een stofmotief, waarbij de schilder allerlei speelse variaties heeft aangebracht. Op één wand staan de namen van alle kerkmeesters van 1532 tot 1868.
Na 1740 is er niets meer aan het interieur van de kamer veranderd.
(Op de website van de Pieterskerk staat een driedimensionale foto van Carel Struycken, die in alle richtingen kan worden bekeken.)

### Orgels
De Pieterskerk beschikt over twee orgels.

Van Hagerbeer orgel (1643) in de Pieterskerk Leiden, 2011

#### Van Hagerbeer-orgel (1643)
Van het hoofdorgel is al documentatie bekend uit 1398. Het werd aangepast en vergroot door onder anderen Jacob van Bilsteyn (rond 1445), Jan van Covelens (omstreeks 1530) en Hendrik Niehoff (circa 1550). Uit al deze perioden is nog pijpwerk bewaard, waarvan dat van Van Bilsteyn tot het oudste nog spelende pijpwerk ter wereld mag worden gerekend: op deze pijpen, die stammen uit circa 1446, zijn nog cijfers te vinden die op zijn laatst uit de 15de eeuw kunnen stammen, en van deze orgelbouwer afkomstig moeten zijn. Het orgel kreeg tussen 1636 en 1643 zijn huidige omvang en signatuur van de gebroeders Van Hagerbeer. Het ontwerp van de kas wordt wel aan stadstimmermeester Arent van 's-Gravesande toegeschreven, al is dat onwaarschijnlijk. Deze uitbreiding was nodig omdat vanaf 1636 ook in Leiden de gemeentezang weer door orgelspel mocht worden begeleid.
Onder het timpaan staat de tekst: Looft den Heer met psalmen en organen, de eerste regel van psalm 150. Daarom zijn in het front 150 pijpen opgesteld.
In 1643 werden de wapenschilden van de kerkmeesters onder het hoofdwerk van het orgel bevestigd. In de Franse tijd werden deze, onder de leus 'Vrijheid, Gelijkheid en Broederschap', verwijderd. Na de restauratie in 1808 (ten gevolge van de ramp met het kruitschip, zie boven) werden weer vijf wapenschilden van de Kerkmeesters geplaatst.
Aan het eind van de 17e eeuw werd het orgel aangepast door Johannes Duyschot en in de 18e eeuw door Joachim Hess. In de 19e eeuw heeft de familie Lohman het orgel aangepast aan de romantische stijl van die tijd, waarbij de middentoonstemming werd vervangen door de gelijkzwevende temperatuur. In het midden van de 20e eeuw is het orgel door Van Leeuwen op moderne toonhoogte (a 440 Hz) gebracht.
Bij een ingrijpende restauratie door Verschueren Orgelbouw te Heythuysen tussen 1995 en 1998 is het orgel teruggebracht naar de oorspronkelijke signatuur van Van Hagerbeer. Alleen belangrijke toevoegingen, zoals enkele van Joachim Hess, zijn gehandhaafd. Bij de restauratie is de handtekening van Van Hagerbeer in de grootste frontpijp (24 voet) gevonden. Het orgel is weer gestemd in de middentoonstemming met de a op 418 Hz. Daarmee is dit Van Hagerbeer-orgel het enige stijlzuivere exemplaar van de oude Hollandse stadsorgels, waarvoor onder anderen Jan Pieterszoon Sweelinck componeerde. Hier kan zijn muziek klinken zoals hij die zelf gehoord zou kunnen hebben. 
Niet alleen de klank, ook de windvoorziening werd in oude luister hersteld. Sinds 1998 wordt dan ook bij vrijwel alle concerten de wind verzorgd door het Orgeltrappersgilde van de Pieterskerk.
De vijf wapenschilden onder het hoofdwerk werden in 1998 aangevuld met dat van Cees Goekoop, die, als voorzitter van de Stichting Pieterskerk Leiden, de hele orgelrestauratie – ook financieel – in goede banen had geleid. In 2003 is de kas opnieuw gedecoreerd, naar een fragment uit circa 1640, dat bij de restauratie (1998) onder de bestaande houtimitatie was aangetroffen. Sinds 2009 is ook de beschildering van de nieuwe luiken voltooid, naar een ontwerp van Mieke van Zanten.

##### Registratie
Sinds de restauratie 1995-1998 telt de dispositie van het Van Hagerbeer-orgel 36 registers, verdeeld over 3 manualen en een pedaal. De stemmen zijn als volgt verdeeld:
- Hoofdwerk (F1G1A1-contra-c3): 8
- Rugwerk (CDE-c3): 7 (onderlade) en 5 (bovenlade)
- Bovenwerk (CDE-c3): 7 (onderlade) en 5 (bovenlade)
- Pedaal (CDE-d1):4

Hoewel het orgel ook een elektrische windvoorziening heeft wordt bij de meeste concerten gespeeld met levende lucht.

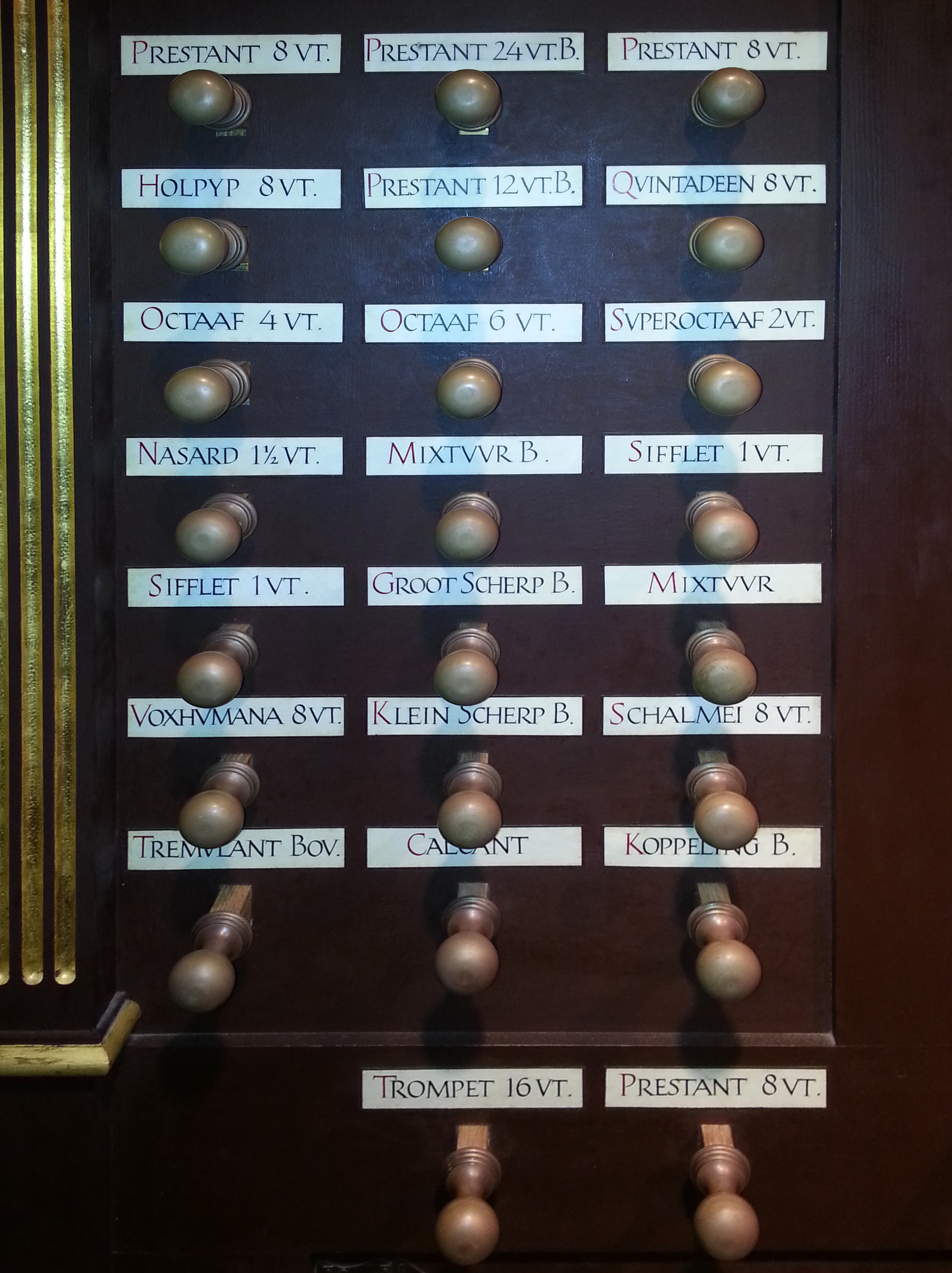
De registerknoppen aan de linkerkant van de speeltafel. v.l.n.r. bovenwerk, hoofdwerk, rugwerk. De onderste regel is het pedaal. (foto: Ton Boon)
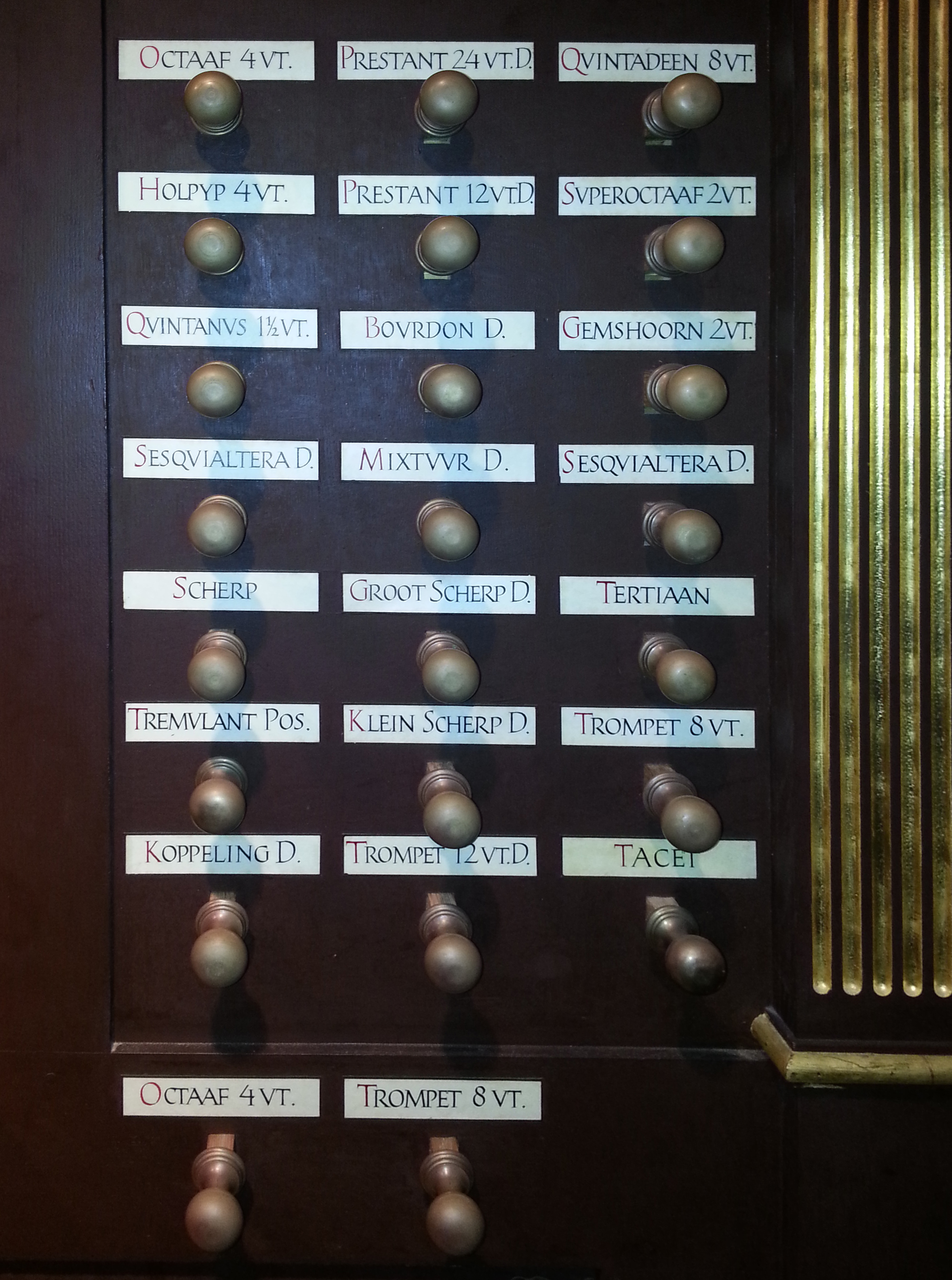
De registerknoppen aan de rechterkant van de speeltafel. V.l.n.r.: rugwerk, hoofdwerk, bovenwerk. De onderste regel is het pedaal. (foto: Ton Boon)
Orgeltrappers anno 2013. (foto: Ton Boon)

De Cornet van het rugwerk ontbreekt op de foto's.

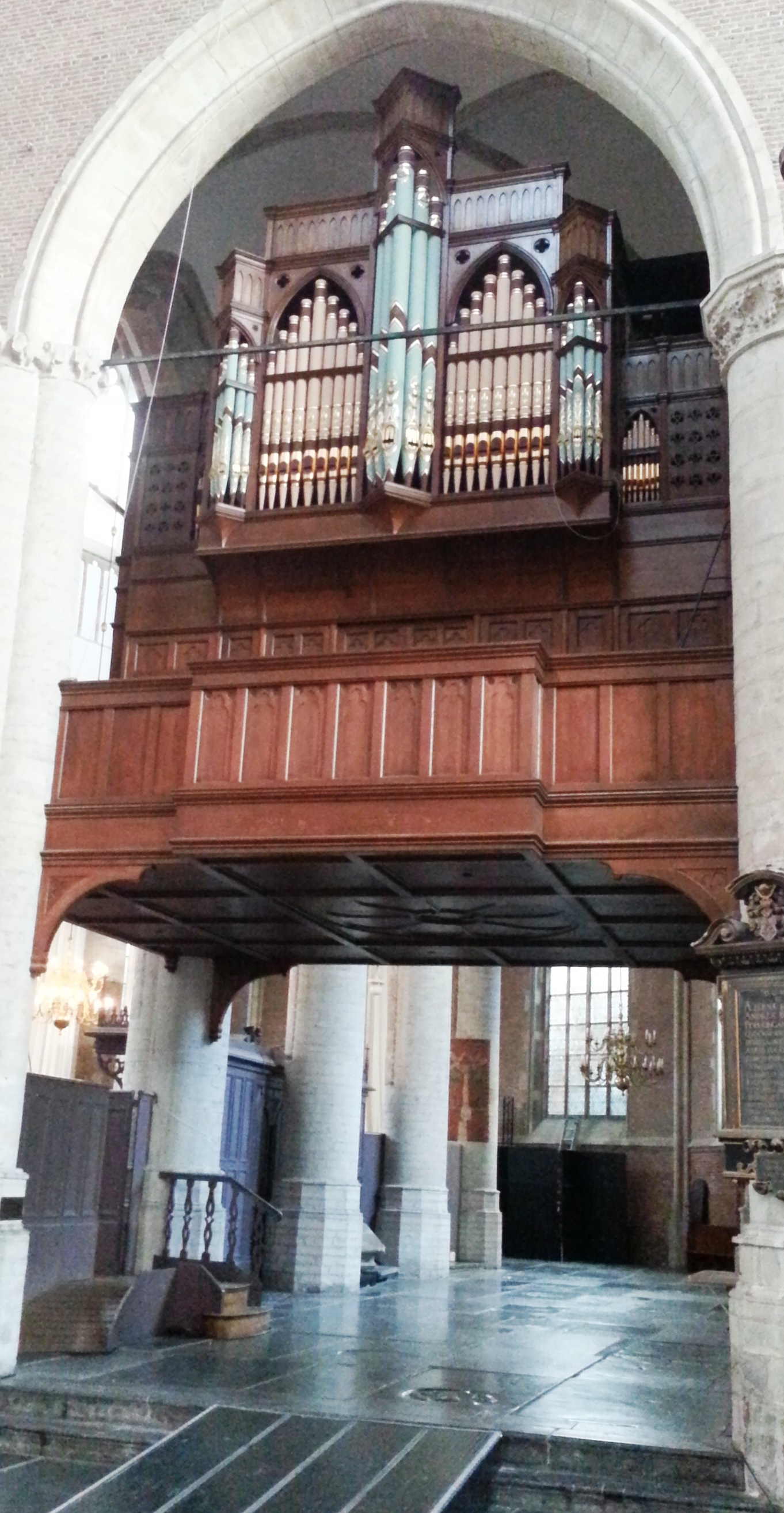
Thomas Hill-orgel (1883)
(foto: Ton Boon)

#### Thomas Hill-orgel (Londen, 1883)
Het tweede orgel, dat oorspronkelijk in de eerste travee van de zuid-kooromgang was geplaatst, is in 1733 verhuisd naar de Marekerk. Om, na de stemmingsverandering van het Van Hagerbeer-orgel (1998) toch muziek van na 1700 te kunnen spelen, alsmede combinaties met moderne instrumenten, is in 1995 een 'nieuw' tweede orgel geplaatst, op dezelfde plek als het vroegere koororgel. Het werd in 1883 gebouwd door Thomas Hill van de beroemde Londense orgelfabrikant Hill & Son, voor de kerk van St. John the Evangelist aan het Finsbury Park in de Noord-Londense wijk Brownswood Park. Het orgel werd in 1991 gedemonteerd terwijl de slopersbal al boven die kerk zwaaide. Na restauratie door Orgelmakerij Steendam te Roodeschool is het in de Pieterskerk geplaatst.
In 2003 werd door masterclass-studenten van het Koninklijk Conservatorium in Den Haag en de faculteit der Kunsten van de Universiteit Leiden een aantal composities vervaardigd, waarbij beide orgels, ondanks hun verschillende stemming en toonhoogte, tegelijk waren betrokken. Aanleiding was de compositie Le Loup en Pierre (2002), van docent Clarence Barlow (1945).

##### Registratie
De dispositie van het orgel bestaat uit 32 registers verdeeld over 3 manualen en pedaal. De stemmen zijn als volgt verdeeld:
- Choir (1e manuaal): 8
- Great (2e manuaal): 10
- Swell (3e manuaal): 12
- Pedal: 4

#### Beroemde organisten
- Willem Cornelisz. Speelman, later genoemd Van Duyvenbode was organist in de Pieterskerk en luitspeler, en speelde een belangrijke rol in het beleg en ontzet van Leiden (1574). Na zijn dood werd zijn wapenschild als memorietafel opgehangen in de Pieterskerk. Thans hangt op diezelfde plek een getrouwe kopie, omdat het origineel in het Stedelijk Museum De Lakenhal hangt; het maakt deel uit van de vaste expositie over de Leidse geschiedenis.
- Later was de componist Cornelis Schuyt van 1593 tot zijn overlijden in 1616 organist aan de Pieterskerk.
- In de eerste helft van de 20e eeuw heeft ook Albert Schweitzer enkele malen het Van Hagerbeer-orgel bespeeld. Hij heeft zijn waardering voor het orgel achtergelaten in de lessenaar (zie afb.).
- Tussen 1998 en 2021 was Leo van Doeselaar titulair-organist van de Pieterskerk.

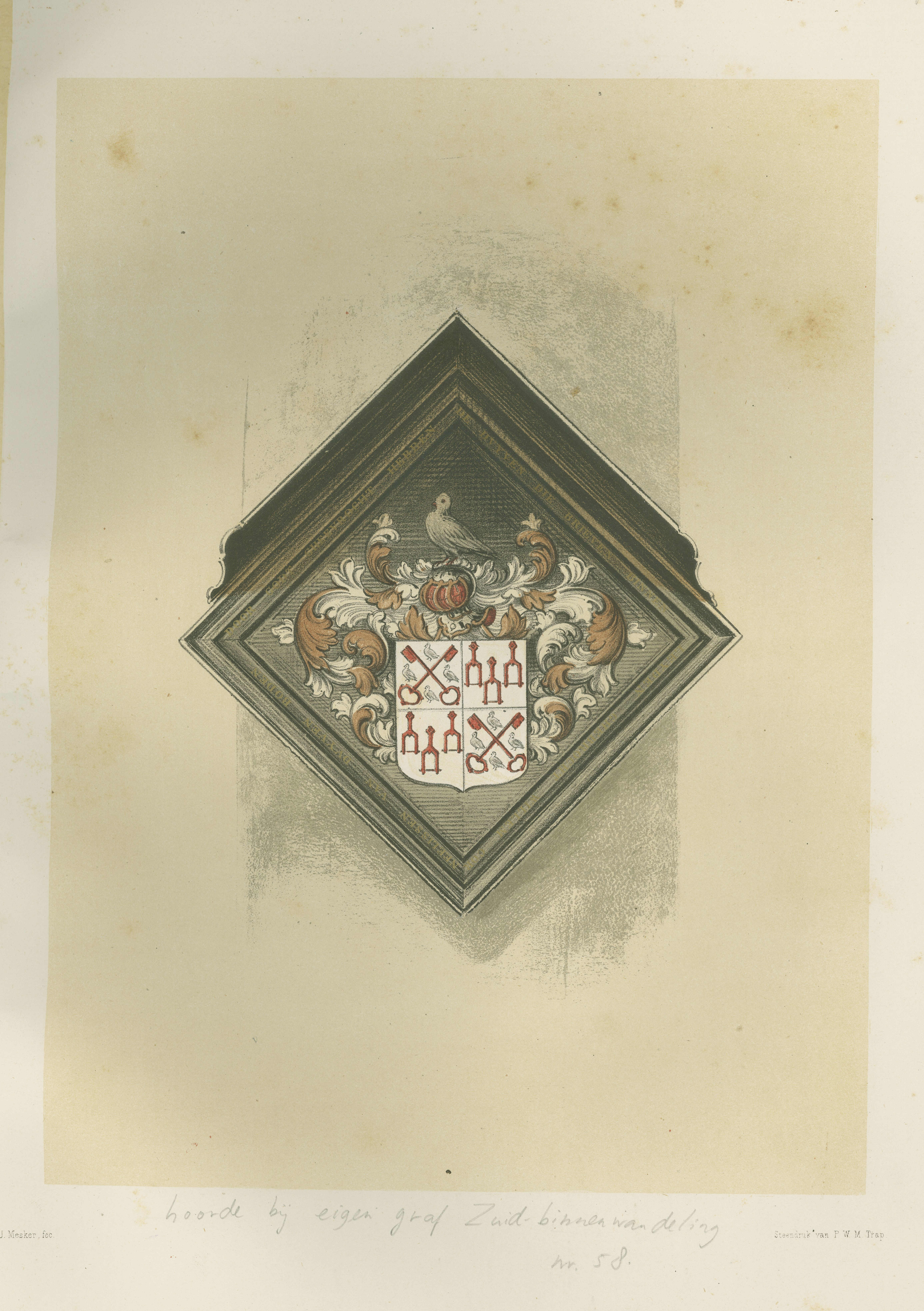
Het wapen van Van Duyvenbode
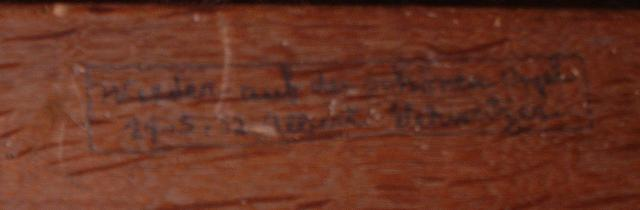
Wieder auf der schönen Orgel.[74] 29-5-'52 Albert Schweitzer Inscriptie (1952) in de lessenaar van het Van Hagerbeer-orgel

## Activiteiten

### Evenementen
Anno 2010 is de Pieterskerk circa 200 dagen per jaar in gebruik als plek van samenkomst. De belangrijkste jaarlijkse evenementen zijn:
- de Matthäus-Passion van J.S. Bach op Witte Donderdag en Goede Vrijdag;
- het Weihnachtsoratorium van J.S. Bach vlak voor Kerstmis;
- de Scratch Muziekdagen:[75] 1.000 amateur-musici komen één dag oefenen op een muziekstuk en geven 's avonds een uitvoering;
- het internationale tweedaags congres van de Veer Stichting.[76]
- De Leidse Koorboeken, jaarlijks concert door Egidius Kwartet & College. 16e-eeuwse muziek, geschreven voor de Pieterskerk

Daarnaast worden er verscheidene belangrijke boekenbeurzen gehouden.

### Kerkdiensten
In de Pieterskerk wordt nog een aantal kerkdiensten gevierd, waarvan de Dankdienst voor Leidens Ontzet op 3 oktober, en de qua vorm daarvan afgeleide Thanksgiving-service van de Amerikaanse gemeenschap in Nederland op de vierde donderdag in november de belangrijkste zijn.
Door de daartoe opgerichte Stichting Cantate worden jaarlijks 3 cantatediensten georganiseerd, waarin een cantate van Johann Sebastian Bach centraal staat. Daarnaast is er de kerstnachtdienst van de Leidse Commissie voor het Bijzonder Kerkenwerk van de Protestantse Kerk in Nederland.

### Aula van de universiteit Leiden
Toen de stad Leiden in 1574, na het Ontzet, had bewezen een veilige plek te zijn, besloot Willem van Oranje in Leiden een universiteit te vestigen: er was dringend behoefte aan theologen, opgeleid in de protestantse theologie en in de landstaal. De inauguratie gebeurde op 8 februari 1575 in de Pieterskerk. Sindsdien doet de Pieterskerk bij bijzondere gelegenheden, zoals lustrumvieringen en erepromoties, dienst als Auditorium Maximum van de Universiteit Leiden.
Zo ontvingen velen er een eredoctoraat, zoals koningin Wilhelmina (9-2-1925), Winston Churchill (10-5-1946), de Zuid-Afrikaanse oud-premier, generaal Jan Smuts, op 18 juni 1948; de Franse filosoof Emmanuel Levinas (15 mei 1975); Nelson Mandela op 13 maart 1999; de dichter Gerrit Komrij op 8 februari 2000 en koningin Beatrix op 8 februari 2005.

#### Foto's erepromoties

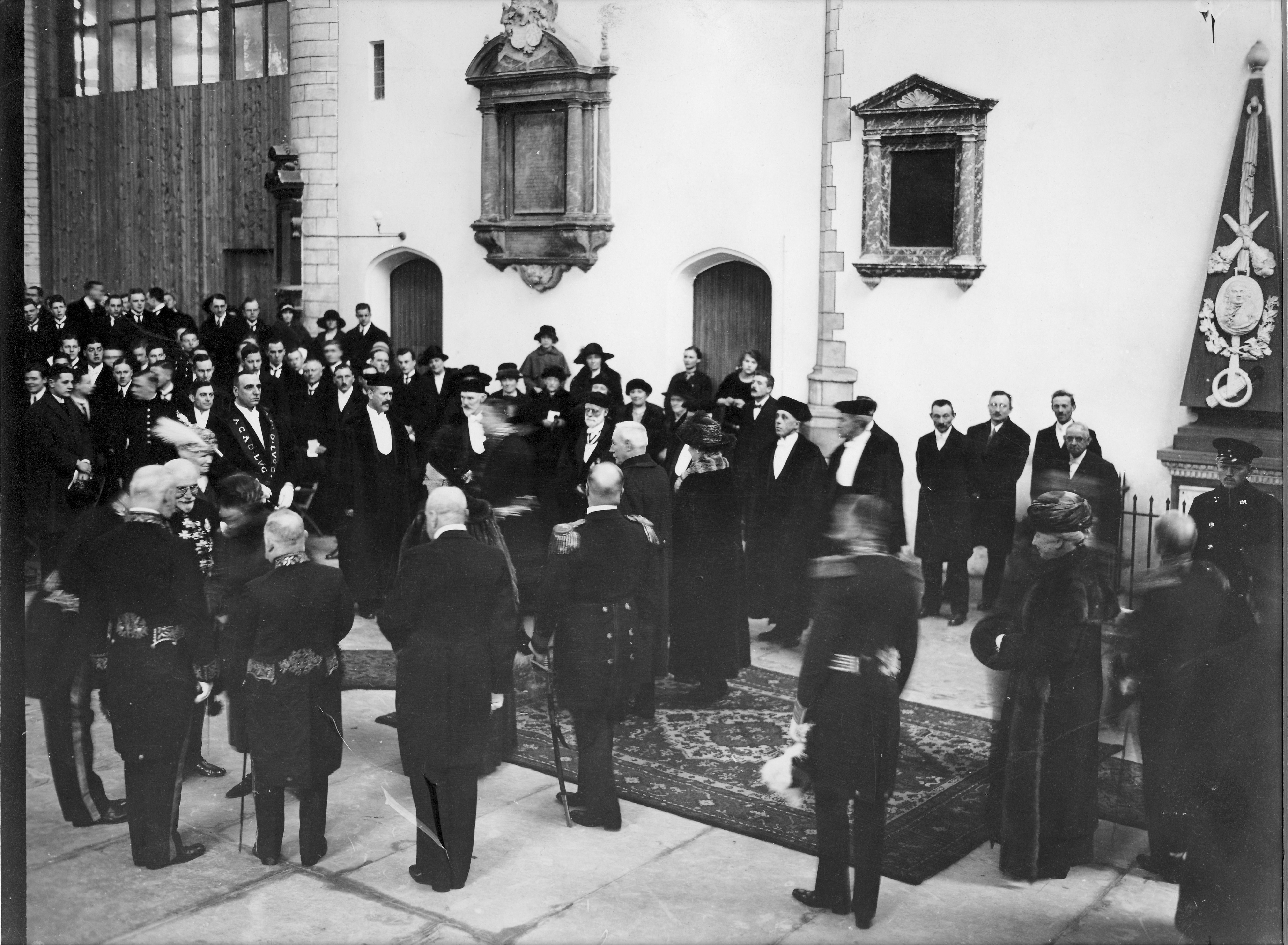
Erepromotie van koningin Wilhelmina 9 februari 1925 (foto: W. Rameau)
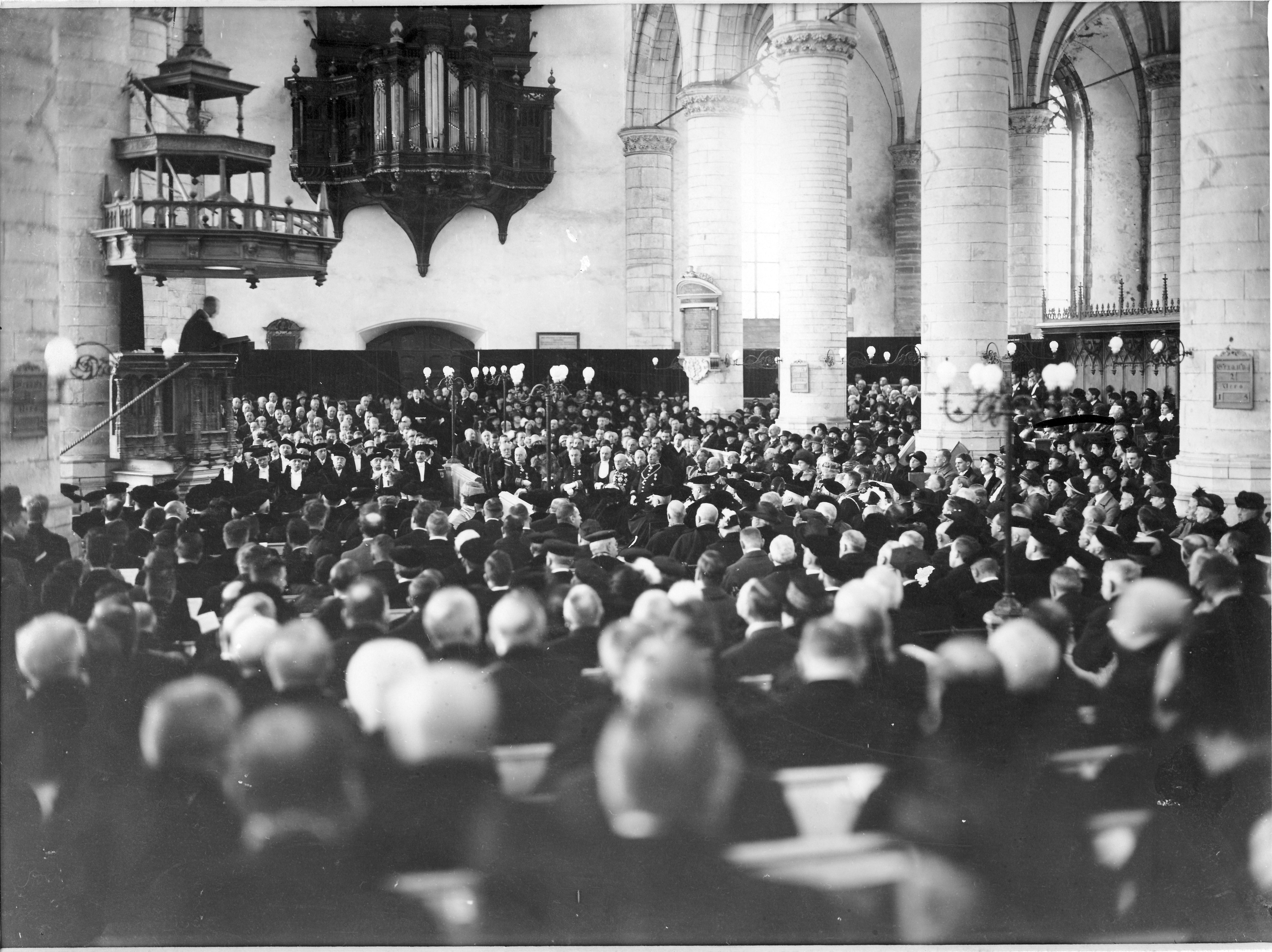
Erepromotie van koningin Wilhelmina 9 februari 1925 (foto: W. Rameau)
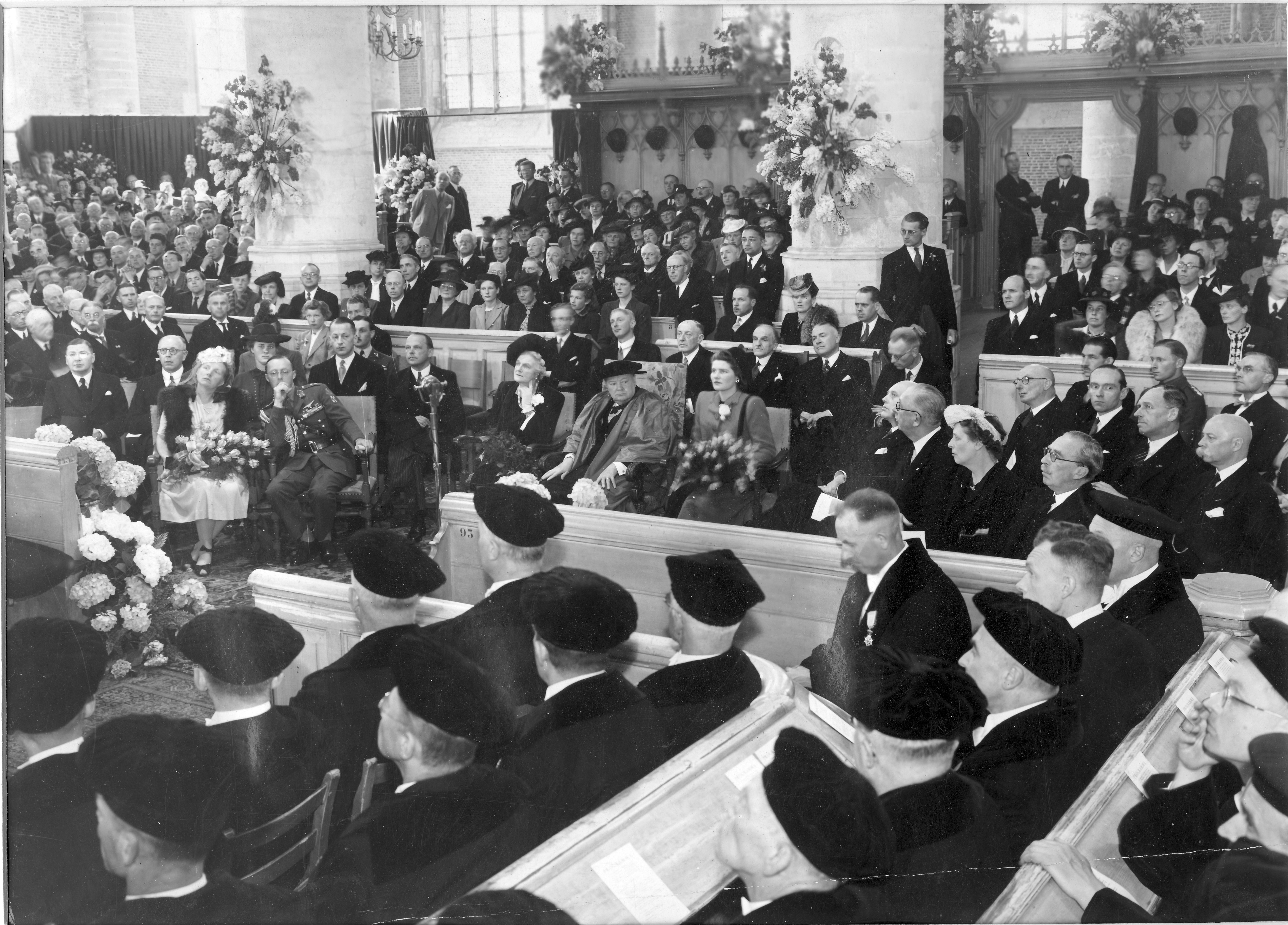
Erepromotie van Winston Churchill 10 mei 1946 (foto: AHM van Vliet) Links: prinses Juliana en prins Bernhard

#### Huizingalezing
Sinds 1972 organiseert de Faculteit der Geesteswetenschappen van de Universiteit Leiden, samen met de Maatschappij der Nederlandse Letterkunde en (sinds 2014) Elsevier Weekblad in de Pieterskerk de jaarlijkse Huizingalezing. De lezing wordt gehouden ter nagedachtenis van de historicus en cultuurfilosoof Johan Huizinga (1872-1945).

## Fotogalerij

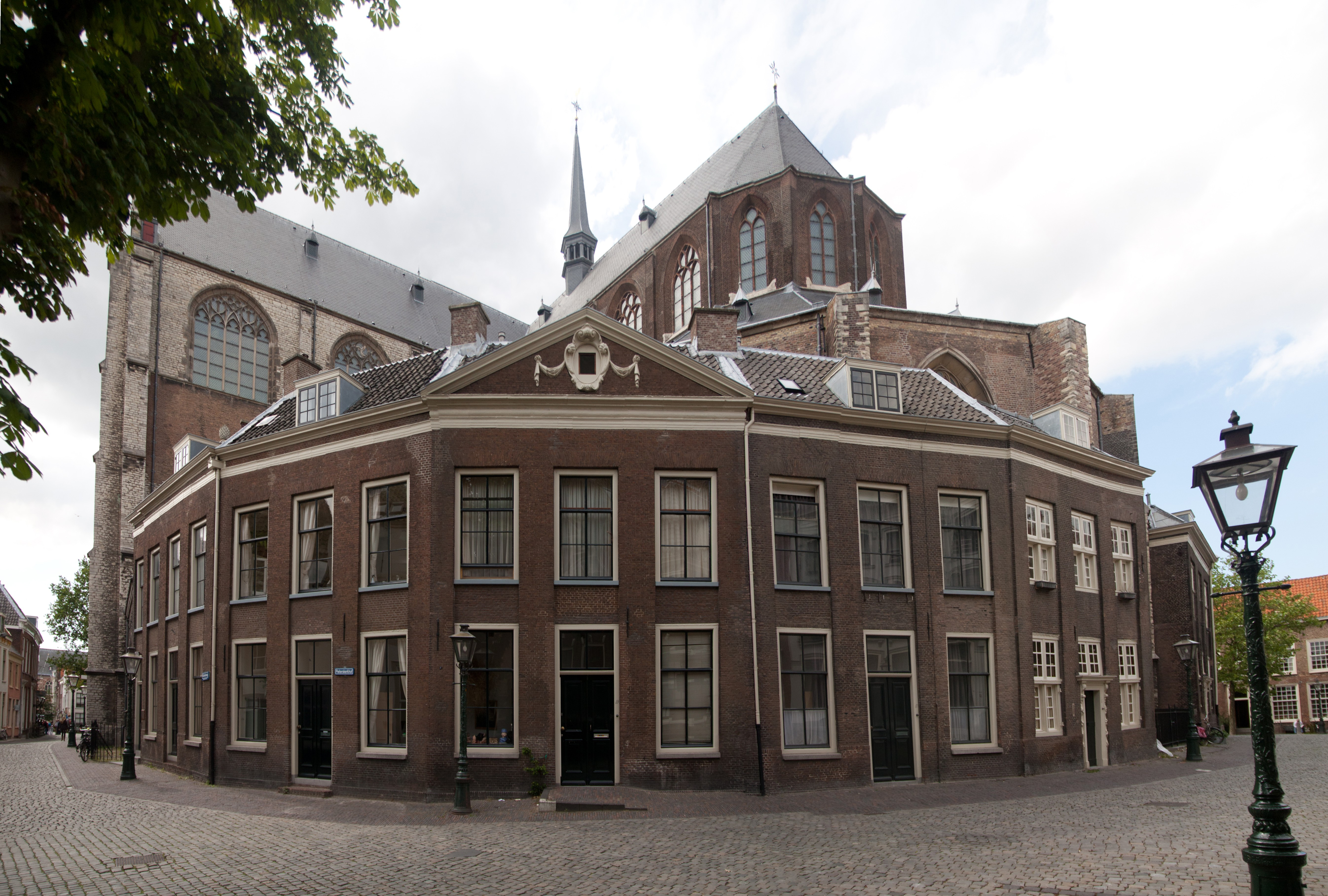
De achterkant van de kerk
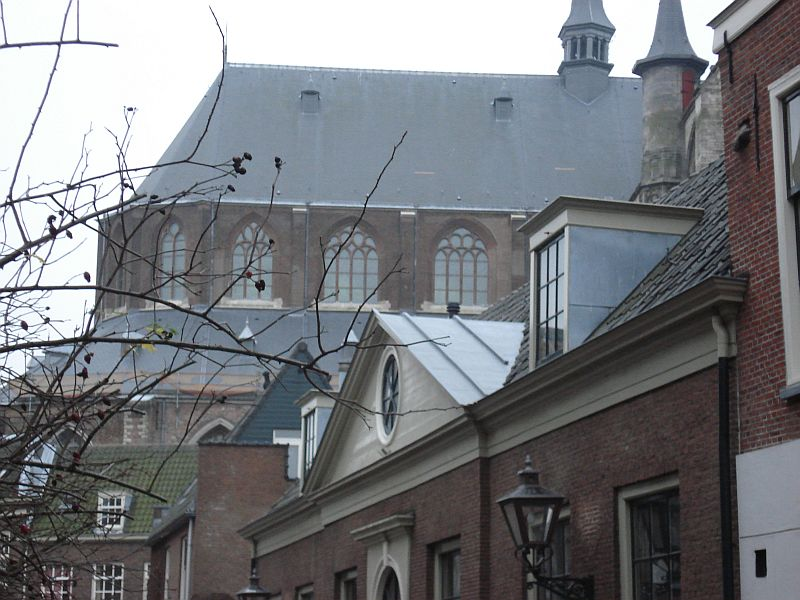
De Pieterskerk vanuit een zijstraat
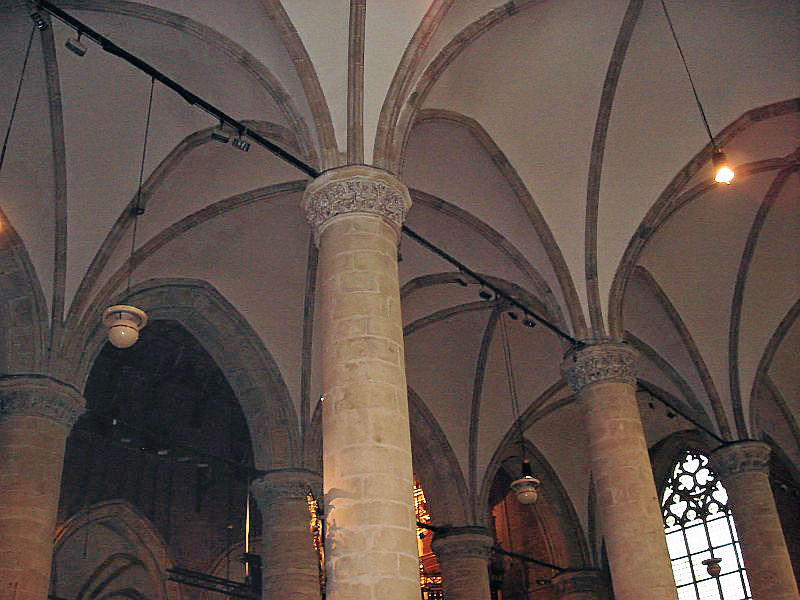
De gewelven van de Pieterskerk
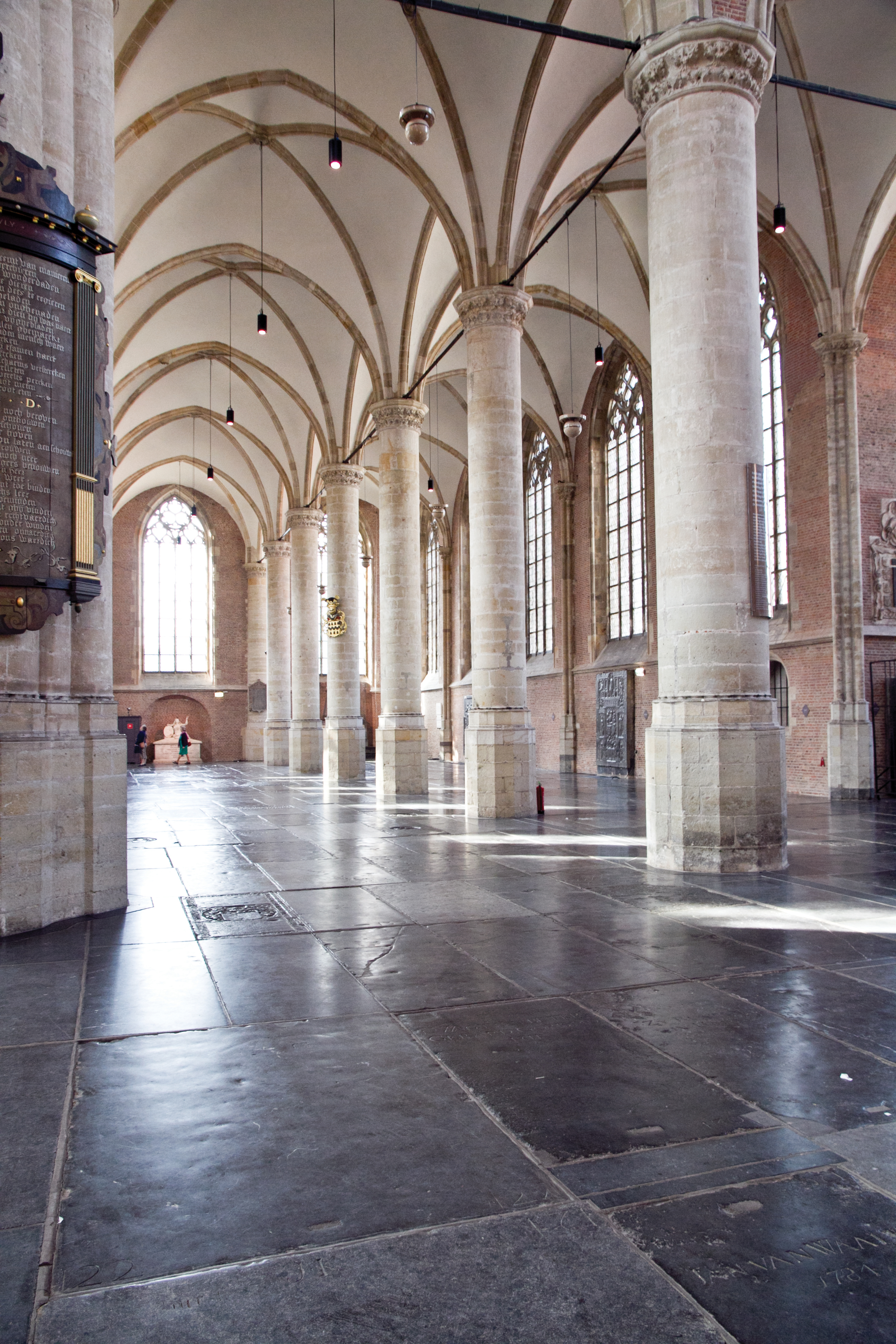
Zijbeuk van de Pieterskerk Leiden, 2014

### Archieven
- Regionaal Archief Leiden[78]
- Archief Rijksdienst voor het Cultureel Erfgoed (RCE)[79]
- Archief Kerkvoogdij van de Protestantse Kerk in Nederland te Leiden

### Publicaties
- Leids Jaarboekje, orgaan van de Historische vereniging Oud Leiden, 87 artikelen in diverse jaargangen[80]
- Bulletin van de Koninklijke Nederlandse Oudheidkundige Bond, diverse jaargangen
- Aa, Pierre van der: Les delices de Leide (Leiden, 1712)
- Annegarn, A.: Floris en Cornelis Schuyt. Muziek in Leiden van de vijftiende tot het begin van de zeventiende eeuw (diss) (Utrecht, 1973)
- Berg, Bianca van den: De Pieterskerk in Leiden (Uitgeverij Matrijs, 1992) ISBN 90-5345-012-2
- Bilt, E. van de: Becomming John Adams The making of a great American in Leiden, 1780 – 1782 (Leiden, 2005) ISBN 90-803079-3-9
- Boer, D.E.H. de: Een kryptische vondst aan het Rapenburg (Bodemonderzoek in Leiden, jaarverslag 1983)
- Boon, A.L. e.a.: De Pieterskerk te Leiden (uitgave t.g.v. Kerkepad 1989)
- Boon, A.L. e.a.: Leiden Pieterskerk (Eng) (Leiden, 1997) ISBN 90-803079-1-2
- Brouwer T. Sleutelstad-Orgelstad Vijf eeuwen orgelgeschiedenis in Leiden (Zutphen, 1973) ISBN 90-6011-454-X
- Buchelius, Aernout: Inscriptiones[81] (Utrecht, ca. 1641) passim
- Buchelius, Aernout: Monumenta[82] (Utrecht, ca. 1641), p. 93
- Cevaal, W.J. (red.): Een Hollands stadsorgel uit de gouden eeuw Het Van Hagerbeer-orgel in de Pieterskerk in Leiden (Nederlandse Orgelmonografieën nr 3, Zutphen, 1999) ISBN 90-5730-055-9
- Ekkart, R.E.O.: Epitafen in Hollandse Kerken (Bulletin Stichting Oude Hollandse kerken 10, Amsterdam, 1980)
- Faber, I. e.a. (red.): Neemt en Eet. Avondmaal en eucharistie in kunst- en kerkhistorisch perspectief. (Leiden, 1994, t.g.v. 5 jaar Langs Leidse Kerken.) ISBN 90-239-0017-0
- Fock, C.W. e.a. (red.): Eredoeken in geperst brokaat (Leiden, 2003) ISBN 90-803079-2-0
- Hartog, Elizabeth den, en Veerman, John, e.a. (red.): De Pieterskerk in Leiden. Bouwgeschiedenis, inrichting en gedenktekens. Met zeer uitgebreide literatuurlijst (W-Books, Zwolle, 2011). ISBN 978-90-400-7818-7
- Jas, E.: De koorboeken van de Pieterskerk te Leiden. Het zestiende-eeuwse muzikale erfgoed van een Hollands getijdencollege (diss.) (Utrecht, 1997).
- Jas, E. en Groot, P. de: de Leidse Koorboeken. Een ongehoorde schat (Zoetermeer, 2011) ISBN 978-90-239-2589-7
- Jas, E.: Piety and Polyphony in Sixteenth-Century Holland. The Choirbooks of St Peter's Church, Leiden (Woodbridge, 2018)
- Kist, N.C.: Iets over de hier te lande kortelings ontdekte middeleeuwse Muurschilderijen, bijzonder over die in de Pieterskerk te Leiden. (Leiden, bij S. en J. Luchtmans, 1846)
- Kneppelhout van Sterkenburg, K.J.F.C.: De gedenkteekenen in de Pieterskerk te Leyden (Leiden, 1864)
- Kuile, E.H. ter: De Nederlandsche monumenten van geschiedenis en kunst (deel VII: De provincie Zuid-Holland. ’s Gravenhage, 1944)
- Martin, W.: Herleefde schoonheid. 25 Jaar Monumentenzorg in Nederland 1918 - 10 mei 1943. Amsterdam, 1943
- Meerkamp van Embden, A.: Stadsrekeningen van Leiden 1390 – 1434 (Leiden, 1913)
- Meischke, R.: Drie kerken van Rutger van Kampen (Opus Musivum) (Assen, 1964)
- Mieris, F. van: Beschryving der stad Leyden, 3 dln (Leiden, 1762-1784)
- Mulder, A.: Iets over de Leidsche Sint Pieterskerk, hare geschiedenis en architectuur. (Bulletin Koninklijke Nederlandsche Oudheidkundige Bond V, 1903-1904, blz. 54-87)
- Oerle, H.A. van: Leiden binnen en buiten de stadsvesten (Leiden, 1975)
- Orlers, Jan Jansz: Beschrijvinge der Stad Leyden (Leiden, 1614)[83]
- Overvoorde, J.C.: Rekeningen uit de bouwperiode van de St Pieterskerk te Leiden (bijdragen geschiedenis Bisdom Haarlem nr 30, 1906)
- Parival, J.N. de: Les delices de la Hollande. Avec un traité du gouvernement, et un abregé de ce qui s’est passé de plus memorable jusques à l’an de grace (Leiden, 1660).
- Vos H.H. e.a.: Graven in de Pieterskerk. (Voordrachten bij het gelijknamig symposium op 4 september 1979; uitgave Stichting Vrienden van de Pieterskerk, Leiden, 1981)